# Bologna
Bologna (, AFI: /boˈloɲɲa/; Bulåggna in dialetto bolognese, AFI: /buˈlʌɲːɐ/) è un comune italiano di 391 601 abitanti, capoluogo dell'omonima città metropolitana, a sua volta capoluogo dell'Emilia-Romagna. Sede della più antica università del mondo, ospita numerosi studenti che ne animano la vita culturale e sociale. È nota per le sue torri, i suoi lunghi portici e un ben conservato centro storico, per il vasto patrimonio architettonico e un centro fra i più estesi d'Italia.
La città, i cui primi insediamenti risalirebbero almeno al I millennio a.C., fu un importante centro urbano dapprima sotto gli Etruschi e i Celti, poi sotto i Romani e, nel Medioevo, come libero comune. Capitale settentrionale dello Stato Pontificio a partire dal Cinquecento, ebbe un ruolo notevole durante il Risorgimento e, durante la seconda guerra mondiale, fu uno dei fulcri della Resistenza. Nel secondo dopoguerra, come buona parte dell'Emilia, è stata governata quasi ininterrottamente da amministrazioni di sinistra.
Bologna è uno dei principali nodi di comunicazioni stradali e ferroviarie del Nord Italia, in un'area in cui risiedono numerose industrie meccaniche, elettroniche e alimentari. È sede di prestigiose istituzioni culturali, economiche e politiche, e di uno dei più avanzati quartieri fieristici d'Europa. Nel 2000 fu tra le capitali europee della cultura.
Alcuni dei suoi portici e il sito naturale dei gessi bolognesi sono inseriti nei patrimoni dell'umanità UNESCO.

## Geografia fisica

### Territorio
Bologna è situata nelle propaggini meridionali della pianura Padana, a ridosso dei primi rilievi collinari dell'Appennino tosco-emiliano, fra lo sbocco delle valli del fiume Reno e del torrente Savena, che la bagnano longitudinalmente, rispettivamente a ovest e a est. L'altimetria del territorio comunale spazia dai 29 m s.l.m. del quartiere di Corticella ai 54 del centro del capoluogo, fino ai circa 280 del Colle della Guardia che domina sull'area urbana e ai circa 390 del Monte Sabbiuno ai confini meridionali del territorio comunale.

### Clima

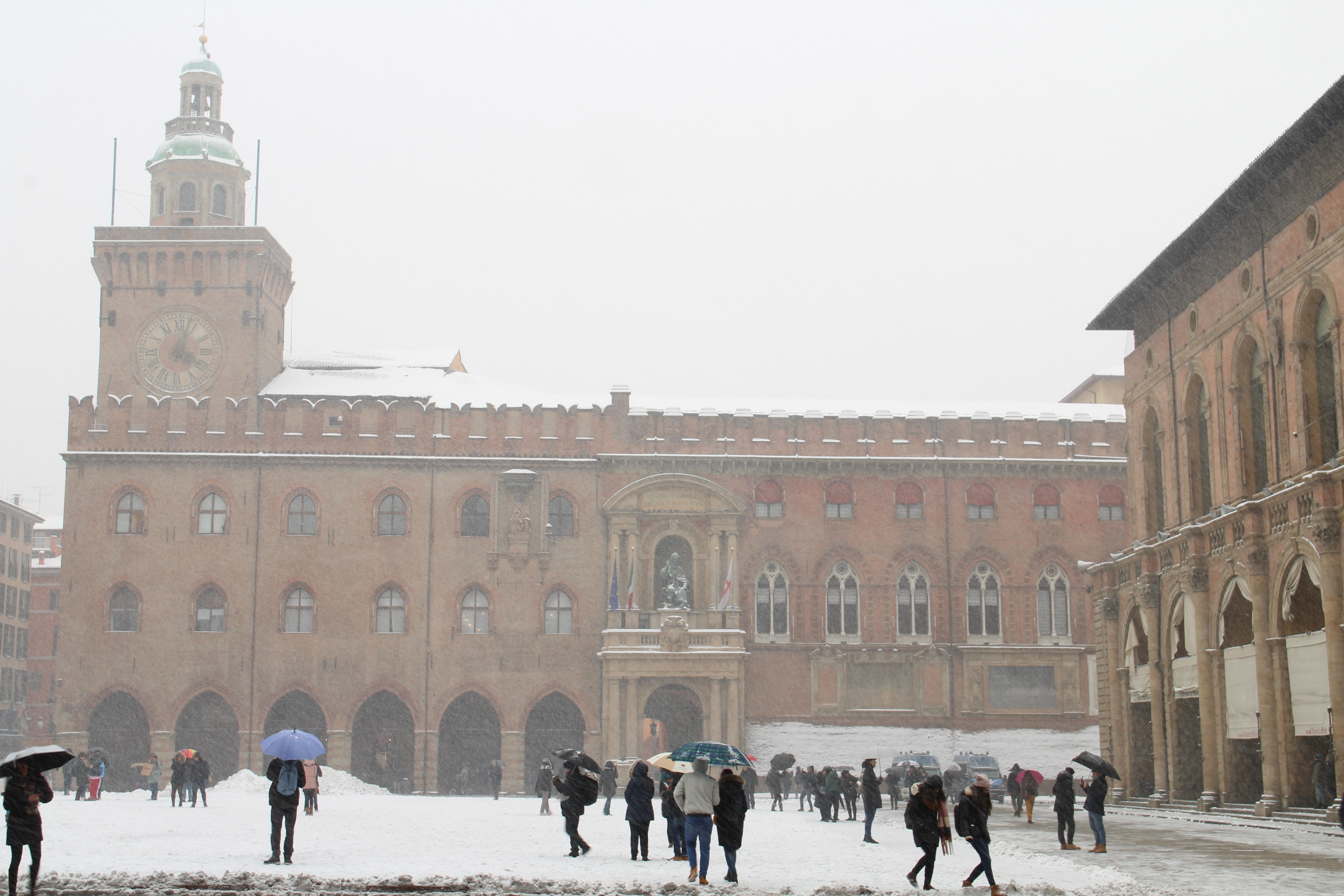
Palazzo d'Accursio durante una nevicata nel marzo 2018.

Bologna presenta un clima temperato umido, con estati molto calde e umide e inverni piuttosto freddi e umidi.

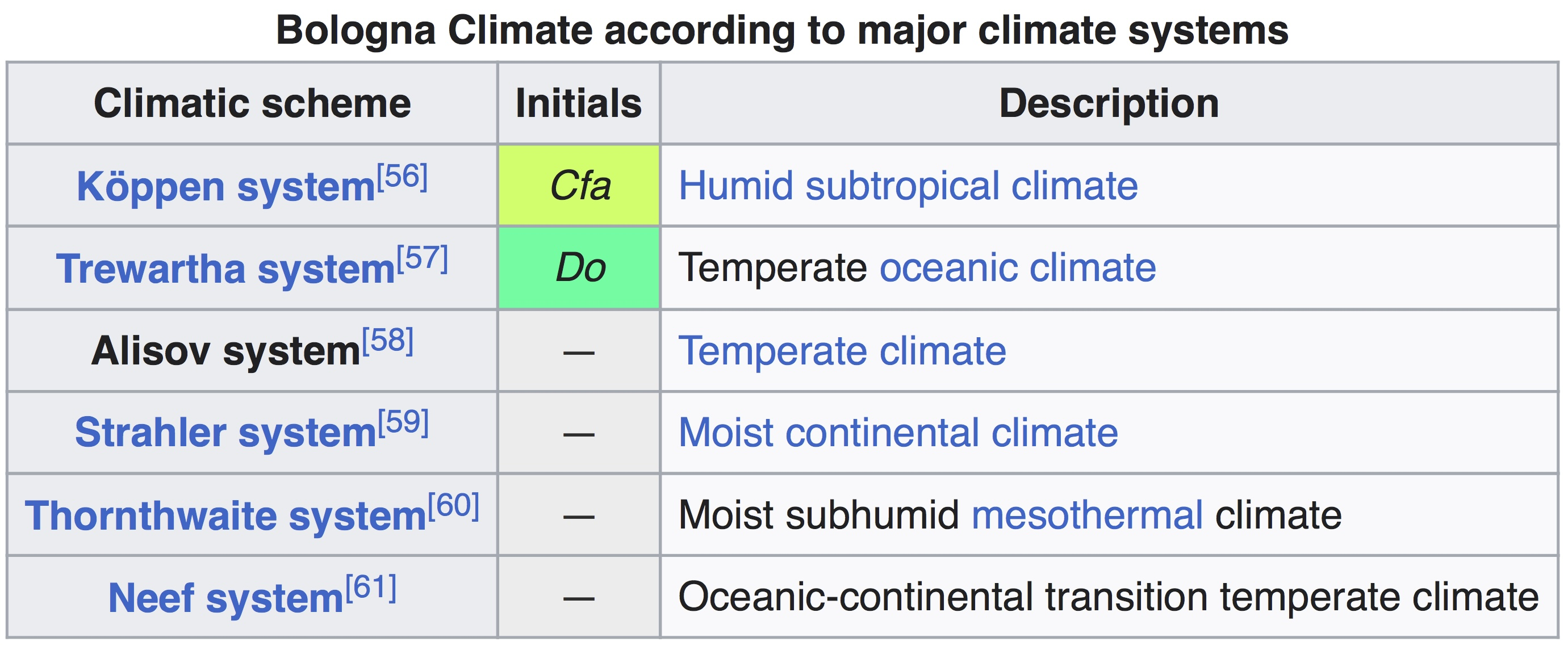
Clima di Bologna secondo le principali classificazioni

La temperatura minima assoluta, registrata all'aeroporto Guglielmo Marconi nel 1966, è pari a −18,8 °C, mentre la massima assoluta è pari a +40,1 °C registrata il 4 agosto 2017. Estati più lunghe e calde del normale si sono avute nel 2003, nel 2012, nel 2015, nel 2017 e nel 2021, anni nei quali si sono avuti anche lunghi periodi di siccità. Le precipitazioni medie in città oscillano, a seconda degli anni, da 600 a 900 mm e si concentrano solitamente in primavera e autunno.
In inverno si possono verificare nevicate, talvolta anche molto abbondanti, e frequenti gelate notturne: è rimasta nella memoria di molti bolognesi quella del febbraio 1929 e più recentemente quella del febbraio 2012 (quando caddero 119 cm di neve fresca in città).
La ventosità modesta contribuisce alla formazione di nebbie e foschie e alla permanenza di un elevato inquinamento atmosferico conseguente sia al traffico locale che a quello di transito. Occasionalmente, tuttavia, si sono avute giornate con raffiche anche a 120 km/h (ad esempio il 26 dicembre 1996) per effetto di venti di tramontana; durante l'estate, si possono registrare forti raffiche, anche superiori a 100 km/h in occasione di nubifragi e altri eventi temporaleschi a carattere locale.
Di seguito le medie climatiche relative alla città di Bologna, sia per il periodo climatico di riferimento (1961-1990) che per quello recente (1991-2020); rispetto ai valori registrati presso l’aeroporto appena fuori città si nota una notevolissima influenza dell’isola di calore, secondo alcuni studi la più intensa e rilevante tra tutte le città italiane. Particolarmente evidente è stato anche l’aumento drastico delle temperature degli ultimi trent’anni rispetto al periodo climatico di riferimento; totalmente invariate invece le precipitazioni medie annue, seppur con una diminuzione in estate e un aumento in autunno.
| Bologna Idrografico (1961-1990) | Mesi         | Mesi        | Mesi        | Mesi        | Mesi        | Mesi        | Mesi        | Mesi        | Mesi        | Mesi        | Mesi        | Mesi         | Stagioni | Stagioni | Stagioni | Stagioni | Anno  |
| Bologna Idrografico (1961-1990) | Gen          | Feb         | Mar         | Apr         | Mag         | Giu         | Lug         | Ago         | Set         | Ott         | Nov         | Dic          | Inv      | Pri      | Est      | Aut      | Anno  |
| ------------------------------- | ------------ | ----------- | ----------- | ----------- | ----------- | ----------- | ----------- | ----------- | ----------- | ----------- | ----------- | ------------ | -------- | -------- | -------- | -------- | ----- |
| T. max. media (°C)              | 6,0          | 9,0         | 14,1        | 18,2        | 23,2        | 27,3        | 30,4        | 29,4        | 25,6        | 19,1        | 11,5        | 6,9          | 7,3      | 18,5     | 29,0     | 18,7     | 18,4  |
| T. min. media (°C)              | 0,1          | 2,4         | 5,8         | 9,4         | 13,7        | 17,4        | 19,9        | 19,3        | 16,4        | 11,8        | 5,7         | 1,4          | 1,3      | 9,6      | 18,9     | 11,3     | 10,3  |
| T. max. assoluta (°C)           | 19,5 (1974)  | 21,0 (1990) | 25,7 (1990) | 29,8 (1968) | 32,6 (1986) | 38,1 (1962) | 39,5 (1983) | 37,9 (1983) | 34,5 (1987) | 28,4 (1962) | 23,0 (1963) | 21,0 (1989)  | 21,0     | 32,6     | 39,5     | 34,5     | 39,5  |
| T. min. assoluta (°C)           | −10,2 (1980) | −9,6 (1963) | −5,6 (1963) | 0,5 (1962)  | 3,0 (1976)  | 9,2 (1962)  | 11,2 (1962) | 12,0 (1966) | 7,5 (1977)  | 3,4 (1974)  | −4,5 (1965) | −11,8 (1963) | −11,8    | −5,6     | 9,2      | −4,5     | −11,8 |
| Giorni di calura (Tmax ≥ 30 °C) | 0,0          | 0,0         | 0,0         | 0,0         | 0,9         | 8,8         | 18,7        | 15,0        | 3,0         | 0,0         | 0,0         | 0,0          | 0,0      | 0,9      | 42,5     | 3,0      | 46,4  |
| Giorni di gelo (Tmin ≤ 0 °C)    | 13,9         | 6,4         | 1,4         | 0,0         | 0,0         | 0,0         | 0,0         | 0,0         | 0,0         | 0,0         | 1,3         | 9,0          | 29,3     | 1,4      | 0,0      | 1,3      | 32,0  |
| Precipitazioni (mm)             | 55,5         | 47,5        | 69,7        | 70,4        | 67,7        | 56,9        | 47,2        | 57,4        | 67,2        | 78,4        | 86,8        | 67,0         | 170,0    | 207,8    | 161,5    | 232,4    | 771,7 |
| Giorni di pioggia               | 7,6          | 6,8         | 7,9         | 8,6         | 7,6         | 6,7         | 4,4         | 6,0         | 5,5         | 7,5         | 8,2         | 6,4          | 20,8     | 24,1     | 17,1     | 21,2     | 83,2  |

| Bologna Idrografico (1991-2020) | Mesi        | Mesi        | Mesi        | Mesi        | Mesi        | Mesi        | Mesi        | Mesi        | Mesi        | Mesi        | Mesi        | Mesi        | Stagioni | Stagioni | Stagioni | Stagioni | Anno  |
| Bologna Idrografico (1991-2020) | Gen         | Feb         | Mar         | Apr         | Mag         | Giu         | Lug         | Ago         | Set         | Ott         | Nov         | Dic         | Inv      | Pri      | Est      | Aut      | Anno  |
| ------------------------------- | ----------- | ----------- | ----------- | ----------- | ----------- | ----------- | ----------- | ----------- | ----------- | ----------- | ----------- | ----------- | -------- | -------- | -------- | -------- | ----- |
| T. max. media (°C)              | 7,5         | 10,1        | 15,2        | 19,2        | 24,1        | 28,7        | 31,5        | 31,3        | 25,6        | 19,2        | 12,7        | 8,0         | 8,5      | 19,5     | 30,5     | 19,2     | 19,4  |
| T. min. media (°C)              | 2,1         | 3,2         | 6,9         | 10,5        | 14,8        | 19,0        | 21,3        | 21,1        | 16,7        | 12,4        | 7,6         | 3,0         | 2,8      | 10,7     | 20,5     | 12,2     | 11,5  |
| T. max. assoluta (°C)           | 21,3 (2007) | 22,6 (2019) | 27,1 (2002) | 30,1 (2000) | 35,0 (2001) | 38,8 (2019) | 39,7 (2023) | 40,5 (2017) | 34,3 (1997) | 29,3 (1997) | 23,2 (2002) | 18,0 (1992) | 22,6     | 35,0     | 40,5     | 34,3     | 40,5  |
| T. min. assoluta (°C)           | −5,5 (2009) | −8,6 (1991) | −4,1 (2005) | −0,1 (1991) | 6,4 (2019)  | 9,3 (2006)  | 13,8 (1992) | 10,2 (1995) | 8,6 (1995)  | 0,1 (1997)  | −2,0 (1999) | −9,3 (2009) | −9,3     | −4,1     | 9,3      | −2,0     | −9,3  |
| Giorni di calura (Tmax ≥ 30 °C) | 0,0         | 0,0         | 0,0         | 0,1         | 2,1         | 13,0        | 21,9        | 21,2        | 4,6         | 0,0         | 0,0         | 0,0         | 0,0      | 2,2      | 56,1     | 4,6      | 62,9  |
| Giorni di gelo (Tmin ≤ 0 °C)    | 6,1         | 3,8         | 0,5         | 0,1         | 0,0         | 0,0         | 0,0         | 0,0         | 0,0         | 0,0         | 0,3         | 4,4         | 14,3     | 0,6      | 0,0      | 0,3      | 15,2  |
| Precipitazioni (mm)             | 43,7        | 66,4        | 61,5        | 73,2        | 71,4        | 66,8        | 37,3        | 41,0        | 71,7        | 85,9        | 92,0        | 67,3        | 177,4    | 206,1    | 145,1    | 249,6    | 778,2 |
| Giorni di pioggia               | 5,7         | 6,2         | 6,6         | 8,1         | 7,6         | 6,4         | 4,3         | 4,7         | 5,9         | 7,3         | 8,6         | 7,3         | 19,2     | 22,3     | 15,4     | 21,8     | 78,7  |

## Storia

### Storia antica

Le popolazioni della Gallia cisalpina.

La zona di Bologna risulta abitata fin dal III millennio a.C., ma è soprattutto dal IX secolo a.C. che si registrano insediamenti di rilievo. In questo periodo, e fino al VI secolo a.C., la zona dove sorge oggi Bologna era occupata da nuclei insediativi dell'età del ferro appartenenti alla civiltà villanoviana. Nel VII-VI secolo a.C. abbiamo testimonianze di un'apertura ai modelli culturali e artistici dell'Etruria tirrenica, durante la quale la città fu chiamata Felsina (in etrusco Felzna o Felsna).
Successivamente (V-IV secolo a.C.), con la discesa dei Galli nella penisola, gli Etruschi persero il controllo dell'area. Il dominio gallico sulla zona durò fino al 196 a.C., anno in cui i Galli Boi furono soggiogati dai Romani. Nel 189 a.C. questi ultimi fondarono sul sito una colonia di diritto latino a cui diedero il nome di Bononia.

### Storia medievale

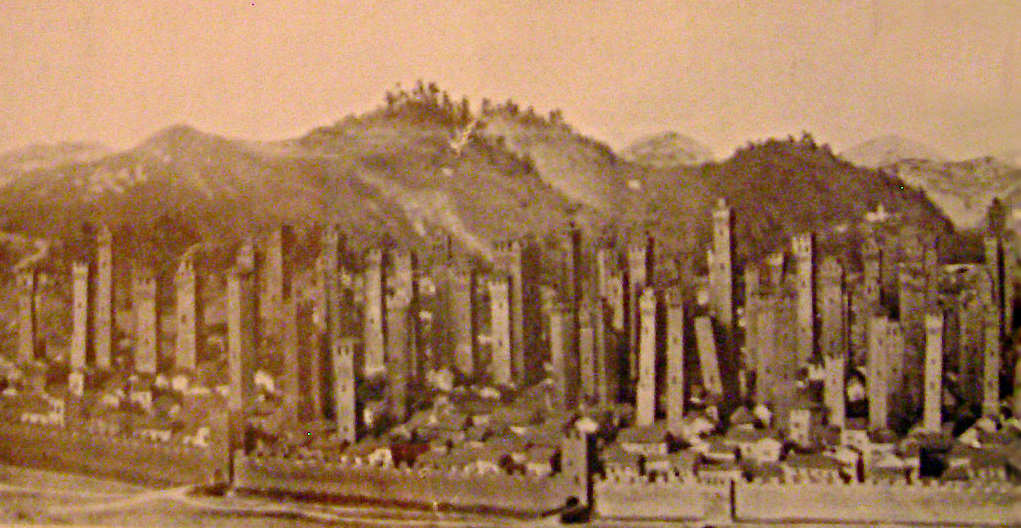
Raffigurazione della città medievale (Angelo Finelli 1917)

Dopo la caduta dell'Impero, fu soggetta a Odoacre, a Teodorico il Grande (493-526), a Bisanzio e infine, nel 727, ai Longobardi, per i quali costituì principalmente un centro militare. Nel 774, dopo la conquista di Carlo Magno, la città passò sotto il Regnum Italiae.
Ripopolatasi nel X secolo, Bologna iniziò a nutrire aspirazioni comunali, che riuscì ad affermare alla morte di Matilde di Canossa, nel 1115, ottenendo l'anno successivo una serie di concessioni giurisdizionali ed economiche dall'imperatore Enrico V. Il 15 maggio del 1116 viene dunque considerata la data di fondazione del Comune di Bologna.
Al 1088 è convenzionalmente fatta risalire la fondazione di quella che è riconosciuta come la prima università del mondo occidentale (lo Studium). Tra i primi maestri vi furono i giuristi Pepone, Accursio e Irnerio, che resero famosa in tutta Europa la scuola di giurisprudenza bolognese.
Il comune partecipò alla lotta contro il Barbarossa, conclusasi con la pace di Costanza nel 1183, dopo la quale conobbe una forte espansione, anche edilizia (periodo delle case-torri): fu uno dei principali centri di scambio commerciale grazie a un avanzato sistema di canali che permettevano il transito di grandi quantità di merci e fornivano l'energia necessaria ad alimentare numerosi mulini industriali. Alla fine del XIII secolo contava 50 000, forse 60 000 abitanti.

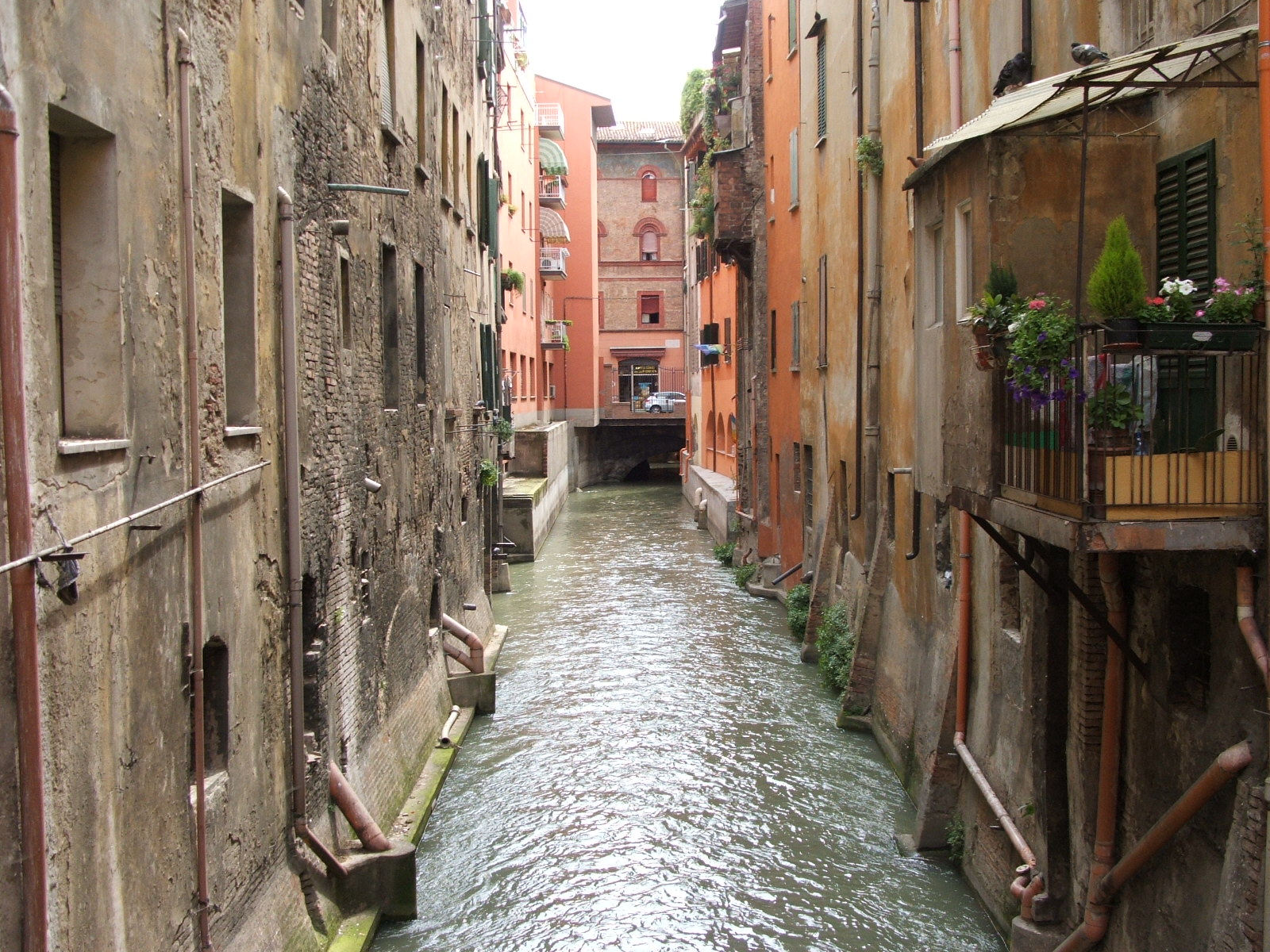
Canale delle Moline che passa nascosto nel centro della città

Nel XIII secolo Bologna fu coinvolta nelle lotte tra guelfi e ghibellini, con alterne fortune. Nel 1249 i bolognesi riuscirono a catturare Re Enzo di Sardegna, figlio di Federico II di Svevia, il quale fu tenuto prigioniero fino alla sua morte (1272) nell'omonimo palazzo.
Nel 1257, per la prima volta in Italia e forse nel mondo, il podestà Bonaccorso da Soresina promulgò il Liber Paradisus che aboliva la schiavitù e riscattava i servi della gleba, pagando gli ex proprietari con soldi pubblici e a prezzo di mercato.
Fra la fine del XIII e l'inizio del XIV secolo le lotte interne indebolirono le istituzioni comunali e la città andò progressivamente assoggettandosi all'autorità papale. Nel 1327 il legato pontificio Bertrando del Poggetto prese la città, per poi essere cacciato a furor di popolo nel 1334. Nel 1337 ebbe inizio la signoria dei Pepoli. Alla morte di Taddeo Pepoli il governo della città passò ai Visconti di Milano, poi nuovamente alla Chiesa. Dopo un effimero periodo comunale, nel 1401 la signoria della città passò ai Bentivoglio, che la mantennero (fra alterne vicende) fino alla cacciata ad opera di papa Giulio II nel 1506.

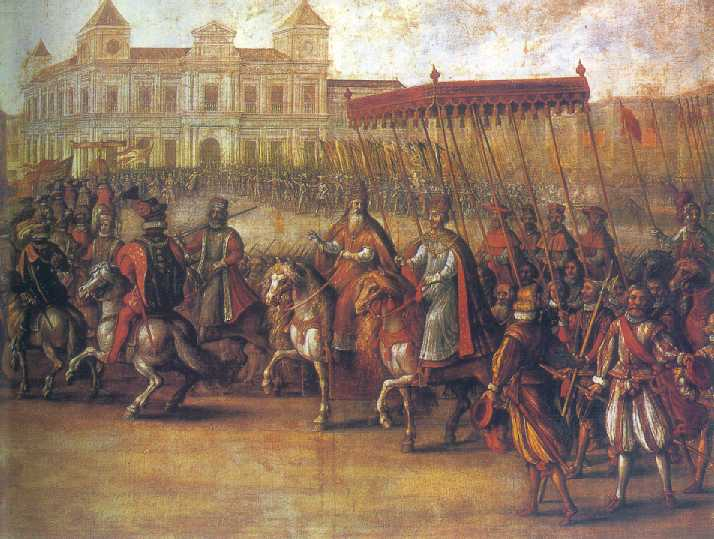
Clemente VII e Carlo V a Bologna per l'incoronazione di quest'ultimo nel 1530.

### Storia moderna
Nel 1507 Bologna passò allo Stato Pontificio e nel 1530 nella Basilica di San Petronio venne celebrata l'incoronazione di Carlo V Imperatore per mano di Papa Clemente VII. La città rimase nello Stato Pontificio fino al 1796, quando con Napoleone arrivarono a Bologna le truppe francesi. Tuttavia, dopo il Congresso di Vienna (1815) la città ritornò allo Stato Pontificio. Vi si stabilirono gli austriaci, per essere poi annessa, con il plebiscito dell'11-12 marzo 1860, al Regno di Sardegna che diventerà Regno d'Italia esattamente dodici mesi dopo.

### Seconda guerra mondiale

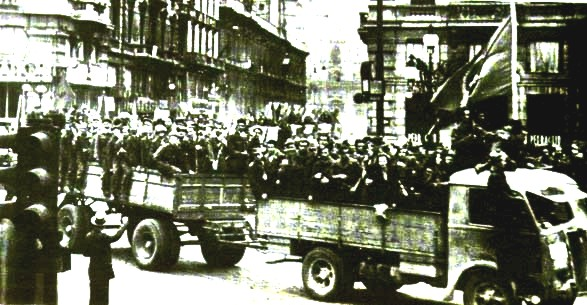
Partigiani sfilano a Bologna durante i festeggiamenti per la Liberazione il 21 aprile 1945

La città di Bologna fu esposta a numerose azioni di bombardamento durante la seconda guerra mondiale. Le incursioni aeree ebbero sulla città effetti devastanti, tra i quali la perdita di oltre 3 000 vite, la distruzione di monumenti, lo sconvolgimento della fisionomia di quartieri del centro storico e danni ingenti al principale scalo ferroviario.
Bologna pagò con un forte tributo di sangue la propria opposizione alla Repubblica di Salò e alle truppe naziste d'invasione. L'episodio più celebre della Resistenza bolognese fu la battaglia di Porta Lame, combattuta il 7 novembre 1944.
Il 9 aprile 1945 iniziò la battaglia per la città. La mattina del 21 aprile, in una Bologna ormai abbandonata dai tedeschi, entrarono in città fra il giubilo della popolazione i soldati del II Corpo polacco dell'VIII armata britannica, i reparti avanzati della 91ª e 34ª divisione USA, avanguardie dei Gruppi di Combattimento italiani "Friuli" e "Legnano", e partigiani della "Brigata Maiella".

### Storia recente

Le macerie dell'ala Ovest della stazione di Bologna Centrale dopo l'attentato del 2 agosto 1980

Dal 1945 al 1999 la città ha avuto ininterrottamente sindaci di sinistra, il più famoso dei quali è stato Giuseppe Dozza. Il grande movimento alternativo espresso da Bologna negli anni settanta e ottanta fece della città il punto di riferimento in Italia per diversi settori dell'arte.
Durante l'amministrazione di Renato Zangheri, il 2 agosto 1980 una bomba esplose alla stazione centrale di Bologna causando ottantacinque morti e oltre duecento feriti: questo avvenimento è passato alla storia come la strage di Bologna. I processi successivi appurarono la matrice del terrorismo nero.
Fra il 1987 e il 1994 imperversò in Emilia-Romagna, e in particolare nel territorio bolognese, la banda della Uno bianca. L'azione più sanguinosa della banda, nota come la strage del Pilastro, avvenne il 4 gennaio 1991, quando vennero uccisi in un agguato tre carabinieri.
Nel 1999 la tradizione dei sindaci di sinistra si interruppe con l'affermazione elettorale di Giorgio Guazzaloca, candidato civico di centro-destra, che rimane tuttora l'unico esponente di tale coalizione ad essersi insediato a Palazzo d'Accursio. Durante il suo mandato, il 19 marzo 2002, venne ucciso dalle Nuove Brigate Rosse il giuslavorista e consulente del lavoro Marco Biagi. L'esperienza del centro-destra terminò nel 2004 quando l'ex sindacalista Sergio Cofferati venne eletto primo cittadino. Il sindaco successivo, Flavio Delbono, eletto nel 2009 sempre in quota centro-sinistra, si dimise nel gennaio 2010 in seguito a indagini giudiziarie. Nel 2011 venne eletto Virginio Merola, del Partito Democratico, riconfermato nel 2016 per un secondo mandato. Nel 2021 viene eletto sindaco l'esponente del Partito Democratico Matteo Lepore, già assessore delle giunte Merola.

### Simboli

Il Gonfalone ufficiale della città di Bologna

Lo stemma di Bologna, riconosciuto ufficialmente con decreto del Capo del Governo del 6 novembre 1937, è costituito da uno scudo ovato diviso in quattro parti, due contenenti una croce rossa su sfondo bianco sovrastata da un capo d'Angiò e le altre due la scritta color oro LIBERTAS su sfondo azzurro, il tutto sovrastato da una testa di leone posta di fronte.
La bandiera cittadina è una croce rossa in campo bianco, derivata dall'arma del comune, cioè dal primo e quarto quadrante dello stemma cittadino. La bandiera sventola insieme a quella europea e a quella italiana in tutte le sedi istituzionali dell'amministrazione comunale.

### Onorificenze
La Città e gli abitanti di Bologna sono insigniti delle seguenti onorificenze:
- il Popolo di Bologna è "Benemerito della Repubblica Romana e d'Italia" da parte dell'Assemblea Costituente Romana della Repubblica Romana[24].
- la decima tra le 27 città decorate di medaglia d'oro come "benemerite del Risorgimento nazionale" per le azioni altamente patriottiche compiute dalla città nel periodo del Risorgimento. Periodo, definito dalla Casa Savoia, compreso tra i moti insurrezionali del 1848 e la fine della prima guerra mondiale nel 1918.
- tra le città decorate al valor militare per la guerra di liberazione perché è stata insignita della Medaglia d'oro al valor militare il 24 novembre 1946 per i sacrifici delle sue popolazioni e per la sua attività nella lotta partigiana durante la seconda guerra mondiale.

Il Presidente della Repubblica Enrico De Nicola conferisce al gonfalone di Bologna la Medaglia d'oro al valor militare

## Monumenti e luoghi d'interesse
(Giosuè Carducci)

### Portici

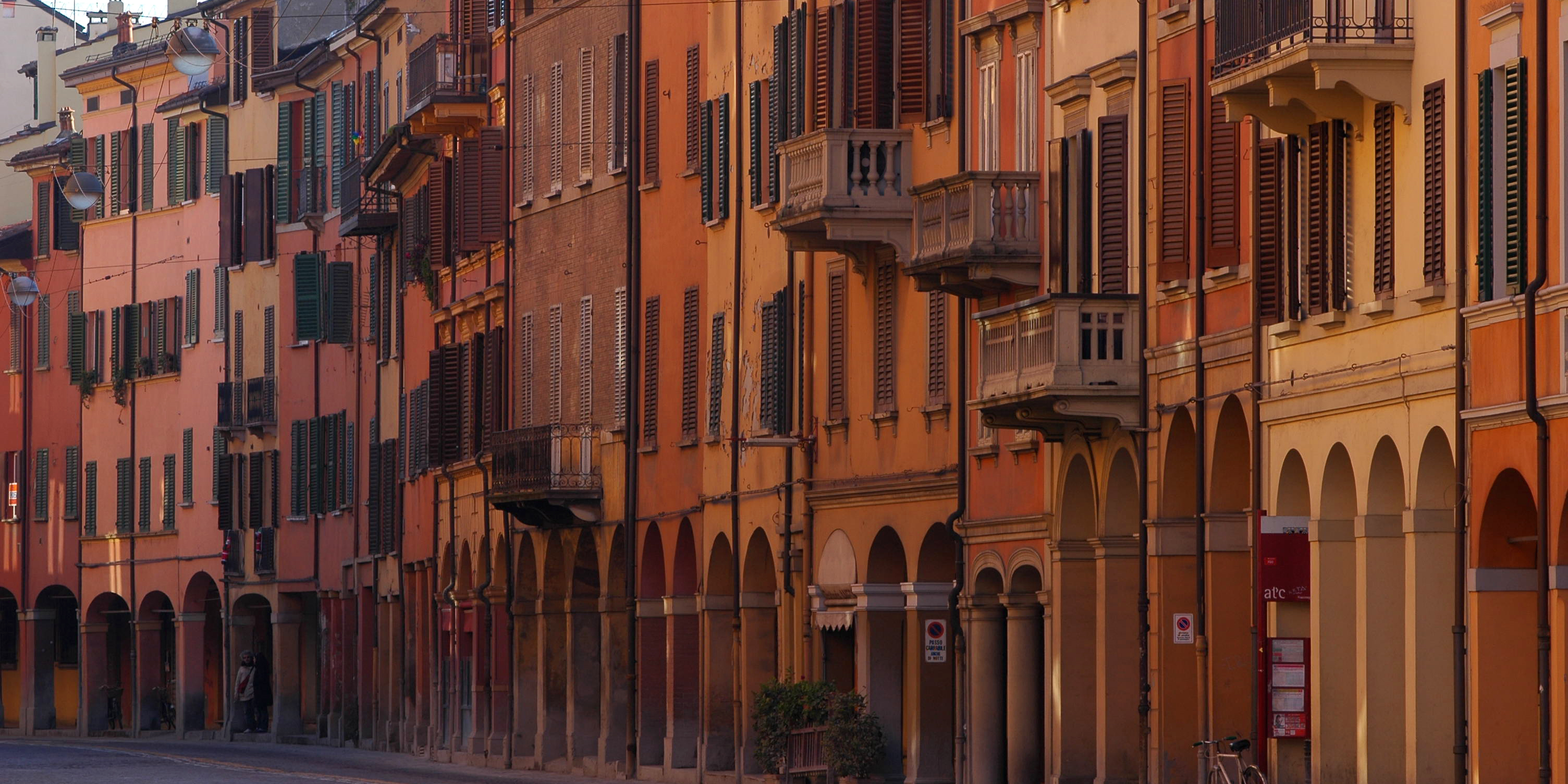
Portici di Via Saragozza

Bologna è la città dei portici: oltre 38 km nel solo centro storico. Li si trova in quasi tutte le vie del centro e la loro origine è in parte da attribuirsi alla forte espansione che Bologna ebbe nel tardo Medioevo. Di qui la necessità di sfruttare al massimo gli spazi e aumentare la cubatura delle case espandendo i piani superiori, dapprima con la creazione di sporti in legno sorretti da travature, e successivamente da portici sorretti da colonne. Come anche in altre città vicinanti, i portici consentono di percorrere buona parte delle strade cittadine al riparo da pioggia e neve. In quanto area di incontro fra spazio pubblico e privato, furono anche un mezzo per l'espansione di attività commerciali e artigiane, nonché di socializzazione.
I portici di Bologna sono un bene italiano dichiarato Patrimonio dell'umanità dall'UNESCO nel 2021.

### Architetture religiose

#### Chiese

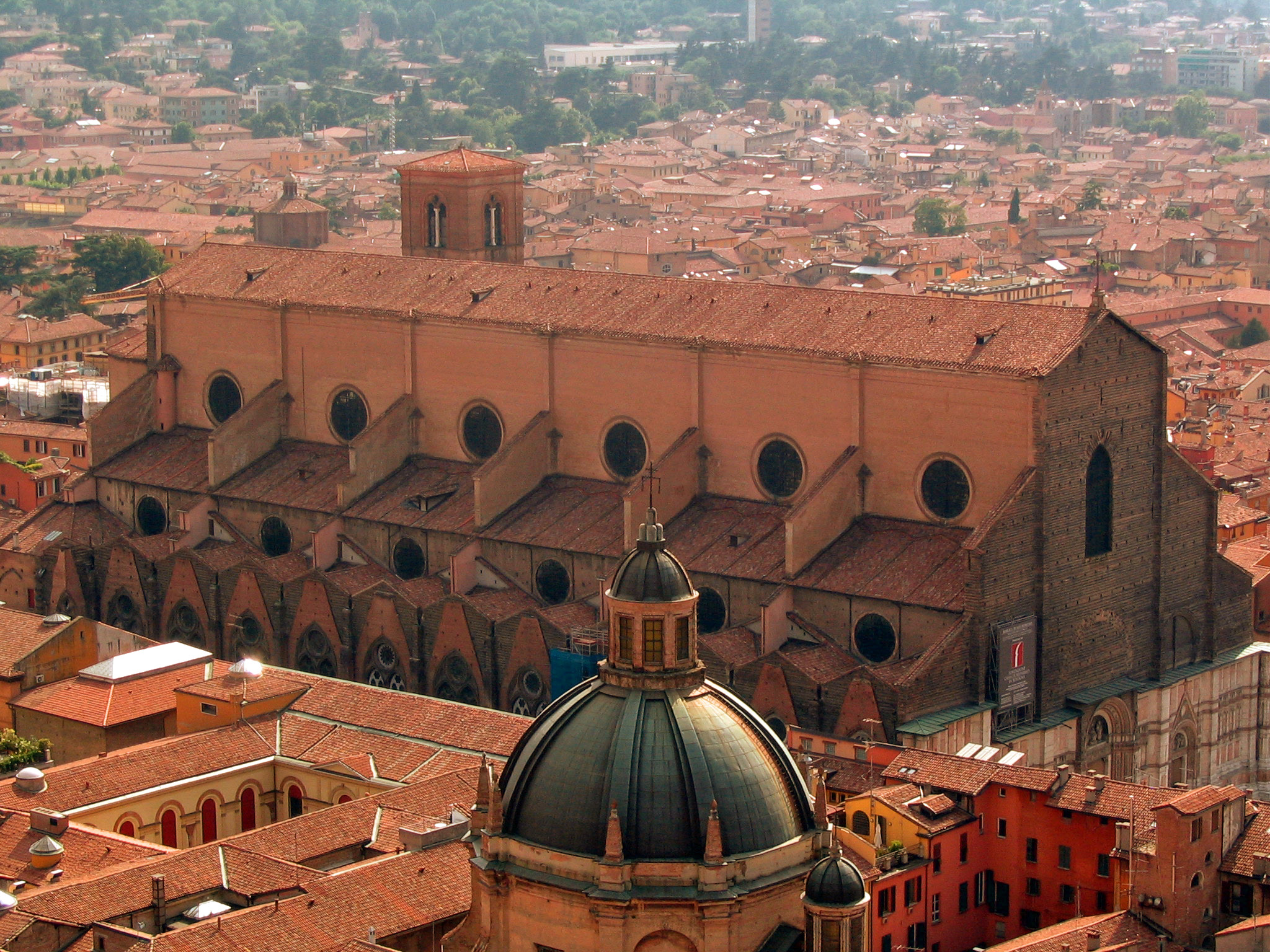
La Basilica di San Petronio vista dalla Torre degli Asinelli.

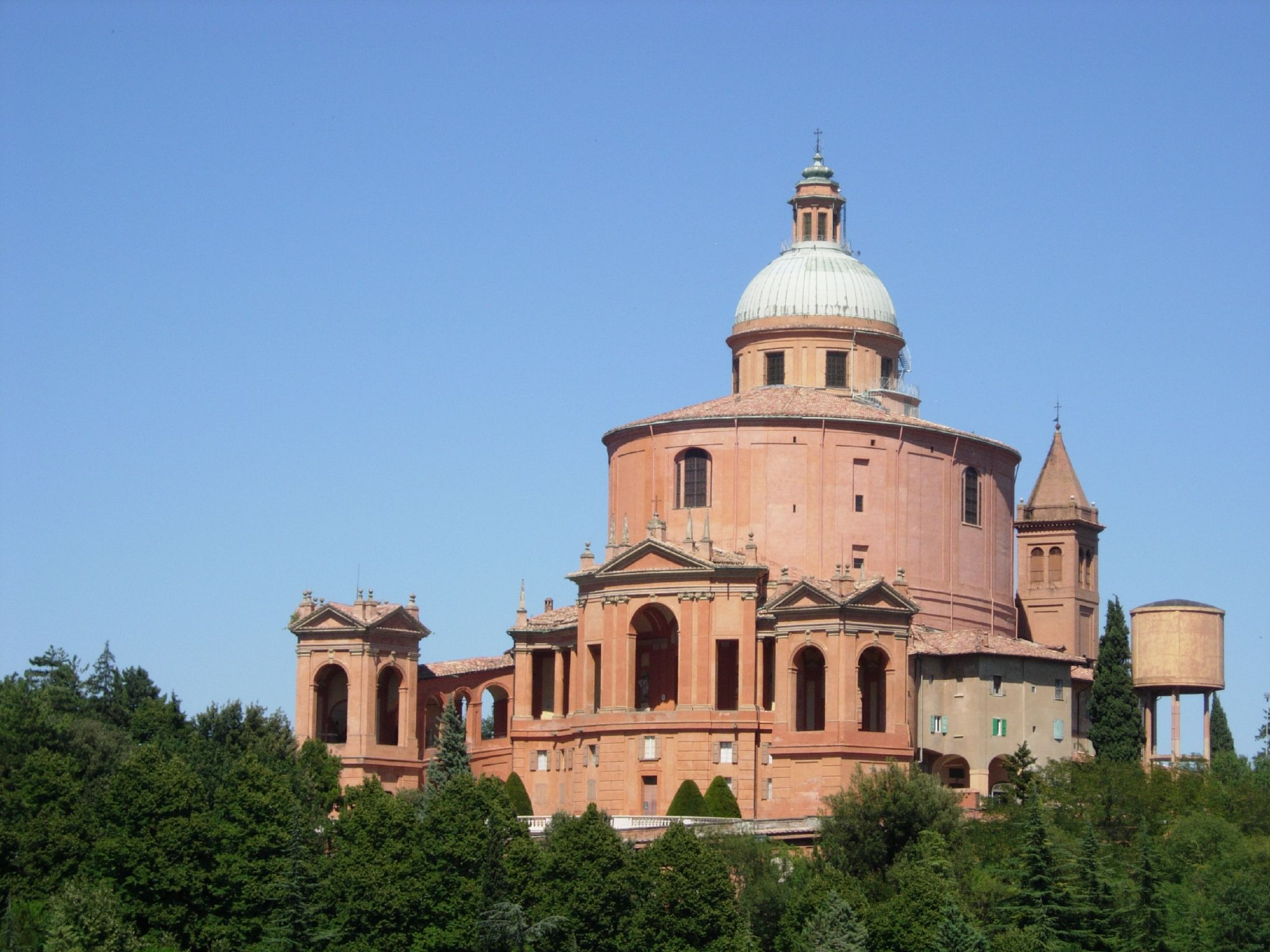
Santuario Madonna di San Luca

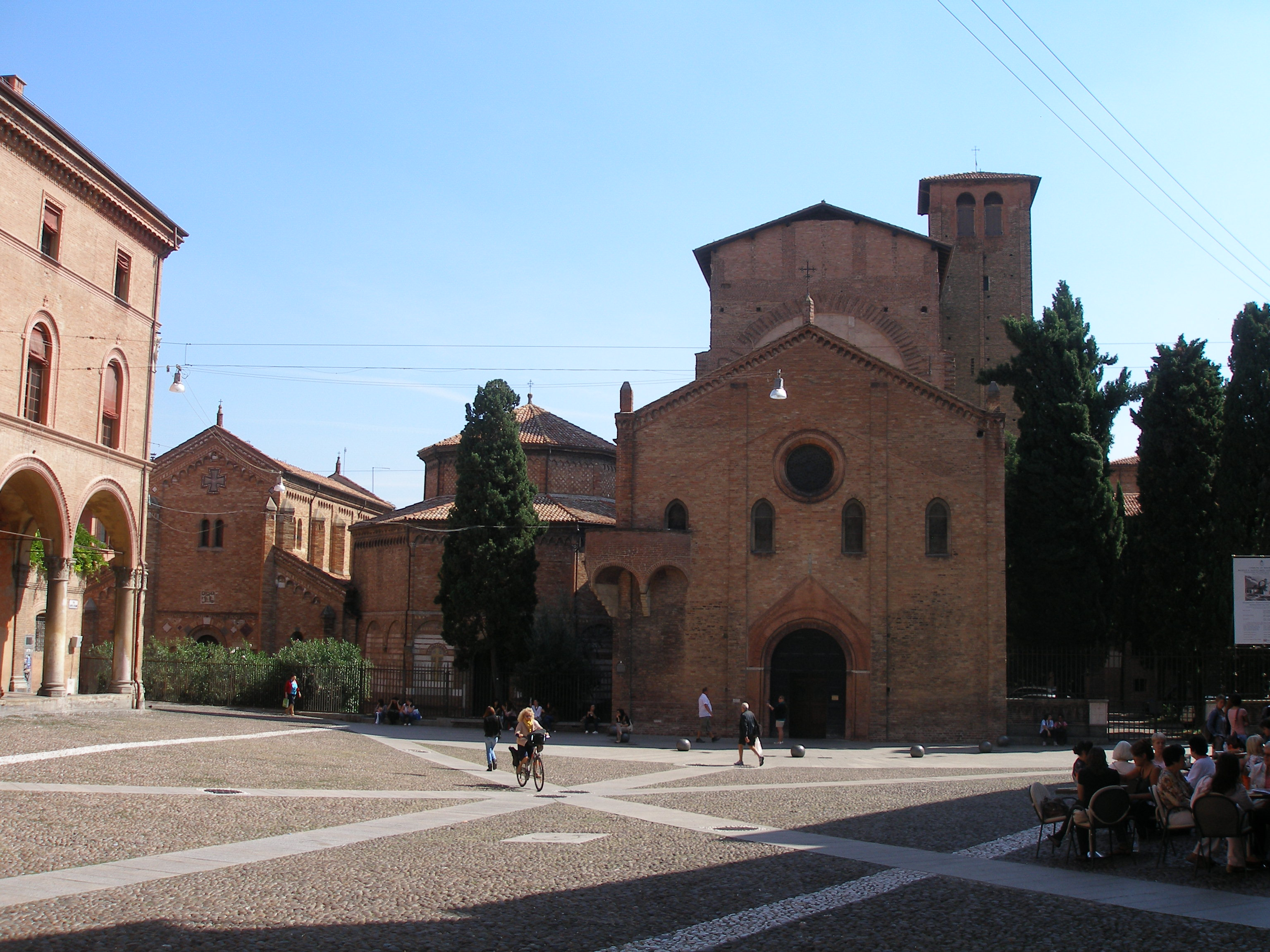
Il complesso di Santo Stefano.

In piazza Maggiore si trova la gotica e imponente basilica di San Petronio costruita per volere del Comune fra il 1390 e il 1659. Presenta un portale decorato da bassorilievi di Jacopo della Quercia, mentre all'interno si trovano alcune cappelle notevolmente decorate. Nella navata sinistra, sul pavimento, è visibile la meridiana più grande del mondo, progettata dal matematico Giovanni Domenico Cassini e realizzata nel 1655.
Di notevole interesse la Basilica di San Francesco del XIII secolo (anche se ha subito notevoli interventi nel XIX secolo e nel secondo dopoguerra), primo esempio di gotico francese in Italia. Coeva è la chiesa di San Domenico, dove si trova l'arca in cui sono conservate le spoglie del santo, realizzata da Nicola Pisano e bottega, Niccolò dell'Arca e Michelangelo. Adiacenti ad entrambe le chiese si trovano i monumenti funebri dei glossatori.
In piazza Santo Stefano spicca il complesso di Santo Stefano, noto anche come "le Sette Chiese" a causa della sua articolazione in numerose chiese e cappelle collegate da un cortile e da un chiostro. Il nucleo originale fu edificato nell'VIII secolo su un tempio pagano del II secolo dedicato alla dea egizia Iside, del quale resta un architrave con dedica alla dea, murato all'esterno, e alcune colonne di granito africano. L'impianto architettonico principale è marcatamente romanico, nonostante alcune modifiche successive.
La cattedrale cittadina dedicata a San Pietro, sita in via Indipendenza, fu costruita nel XVII secolo sulle rovine dell'antico edificio paleocristiano. Altre rilevanti chiese cittadine sono San Giacomo Maggiore (1263), in stile gotico e con elegante portico rinascimentale; la Basilica di Santa Maria dei Servi (eretta tra il XIV e il XVI secolo), con una Maestà di Cimabue e un suggestivo quadriportico; Santa Maria della Vita (la chiesa del primo ospedale di Bologna, fondato nel 1260), al cui interno si trovano le preziosissime terrecotte delle Marie Piangenti, note come Compianto sul Cristo morto e realizzate da Niccolò dell'Arca tra il 1463 e il 1490.
Sul Colle della Guardia, a sud-ovest del centro storico, si trova il caratteristico santuario della Madonna di San Luca (1765), raggiungibile per una lunghissima e suggestiva via porticata del XVII e XVIII secolo (la più lunga al mondo, ben 3,796 km).

#### Altri edifici di culto
In via De' Gombruti n. 7 è presente una sinagoga del 1954 su progetto di Guido Muggia. Vi è inoltre un Centro di cultura islamica e alcune piccole moschee.

#### Cimiteri monumentali
Poco lontano dal centro storico si trova il Cimitero monumentale della Certosa di Bologna, che fu aperto nel 1801 trasformando la precedente Certosa di San Girolamo di Casara, costruita nel 1350 e soppressa da Napoleone.
Alle porte di Bologna, al confine con San Lazzaro di Savena, si trova un complesso militare della seconda guerra mondiale. Il cimitero maggiore è il cimitero polacco, il più grande dei quattro cimiteri militari dei polacchi caduti in Italia durante la seconda guerra mondiale.

### Architetture civili

#### Torri

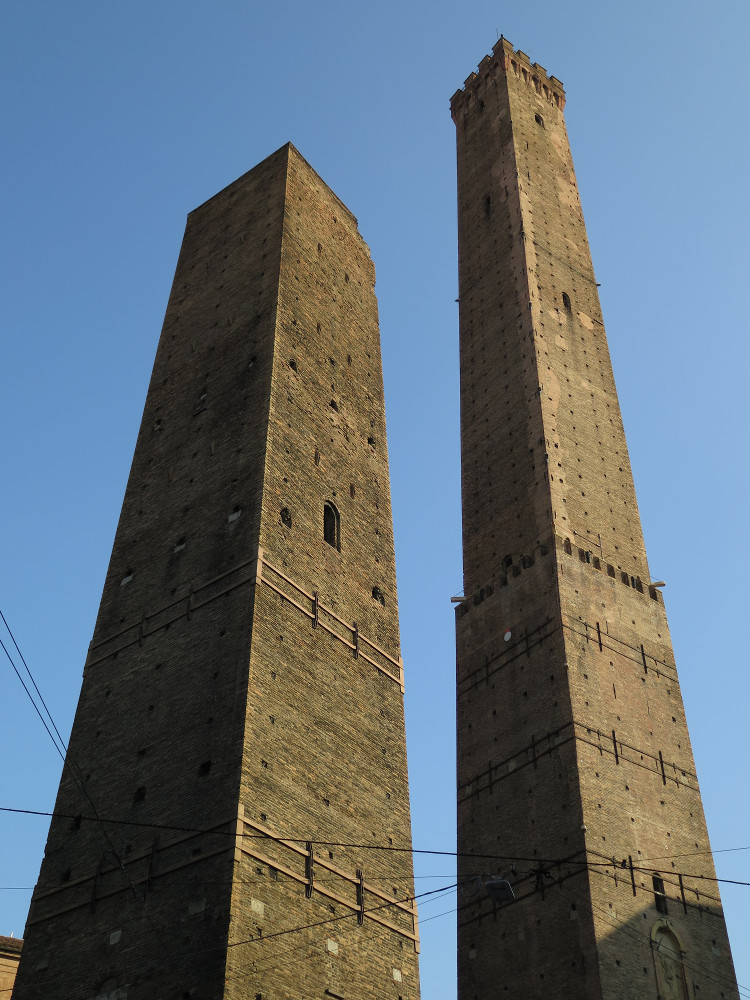
Le due torri, simbolo di Bologna

Le torri gentilizie di Bologna, di origine medioevale, sono uno dei tratti più caratteristici della città. Di esse, circa un centinaio in origine, ne sopravvivono oggi solamente diciassette. Fra le torri superstiti si possono citare la Torre Azzoguidi (61 metri di altezza), la Torre Prendiparte (59,50 metri), e le ben più note due torri: la Torre degli Asinelli e la Torre della Garisenda.
Le due torri sono i monumenti simbolo della città: la Torre degli Asinelli (97,20 metri, la torre pendente più alta d'Italia) e la Torre della Garisenda (in origine alta 60 metri, ora 48) edificate per volere di nobili ghibellini nel XII secolo.

La più pendente delle due, la Garisenda, fu citata più volte da Dante Alighieri, nella Divina Commedia (Inferno, XXXI, 136-140) e nelle Rime, a riprova del suo soggiorno a Bologna.

(Dante Alighieri - Inferno, XXXI, 136-140)

#### Palazzi storici e ville

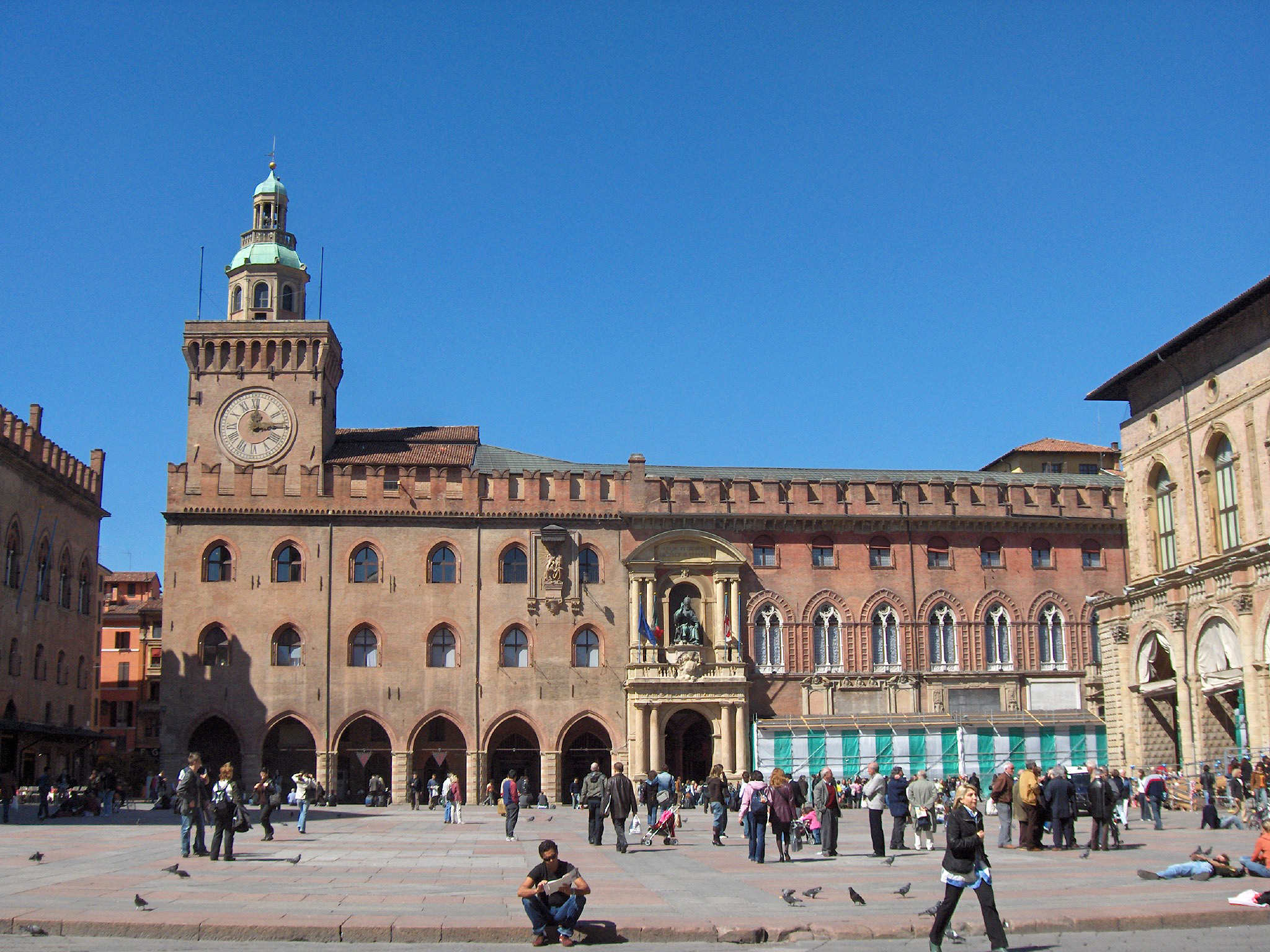
Palazzo D'Accursio

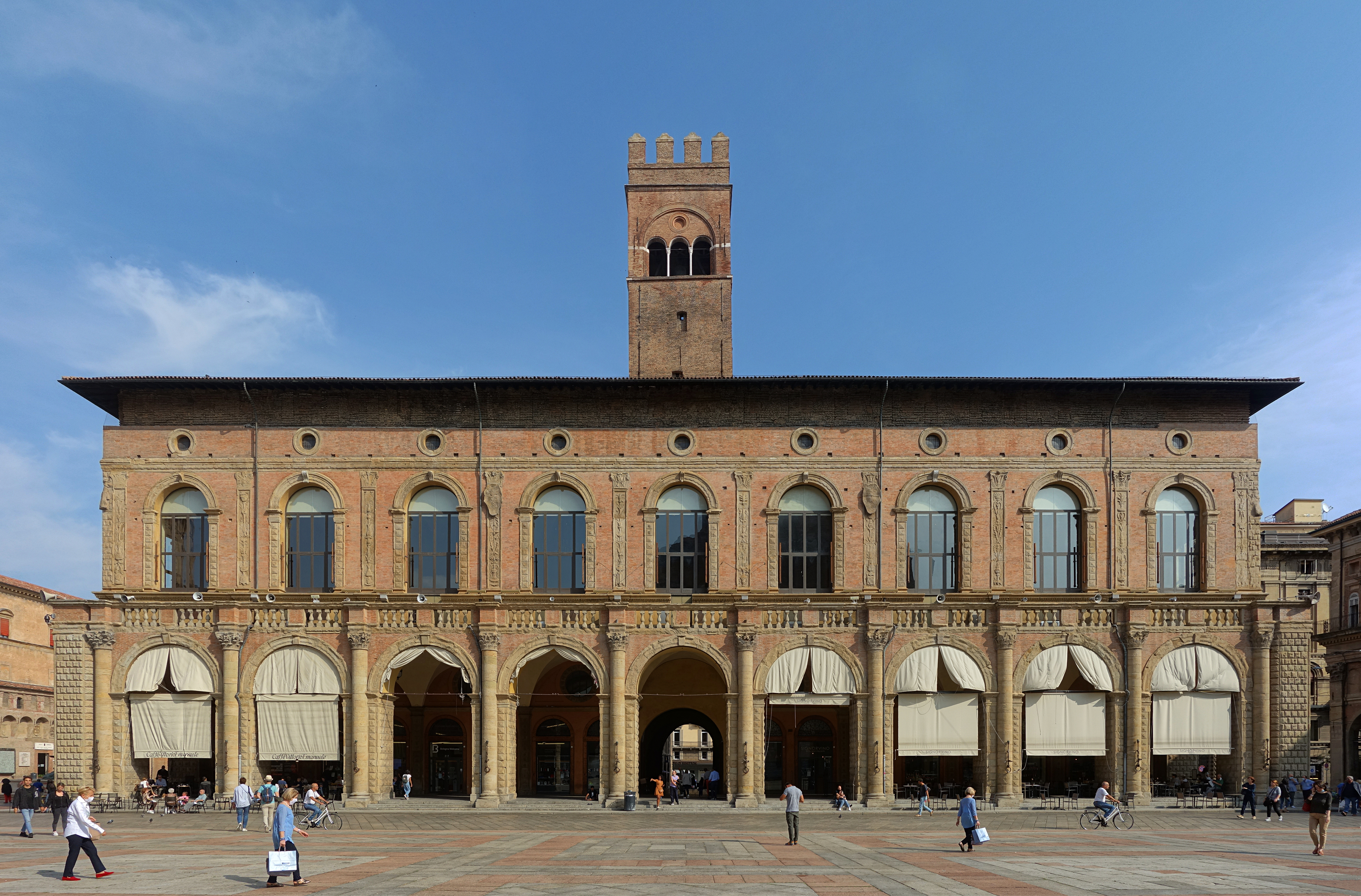
Palazzo del Podestà

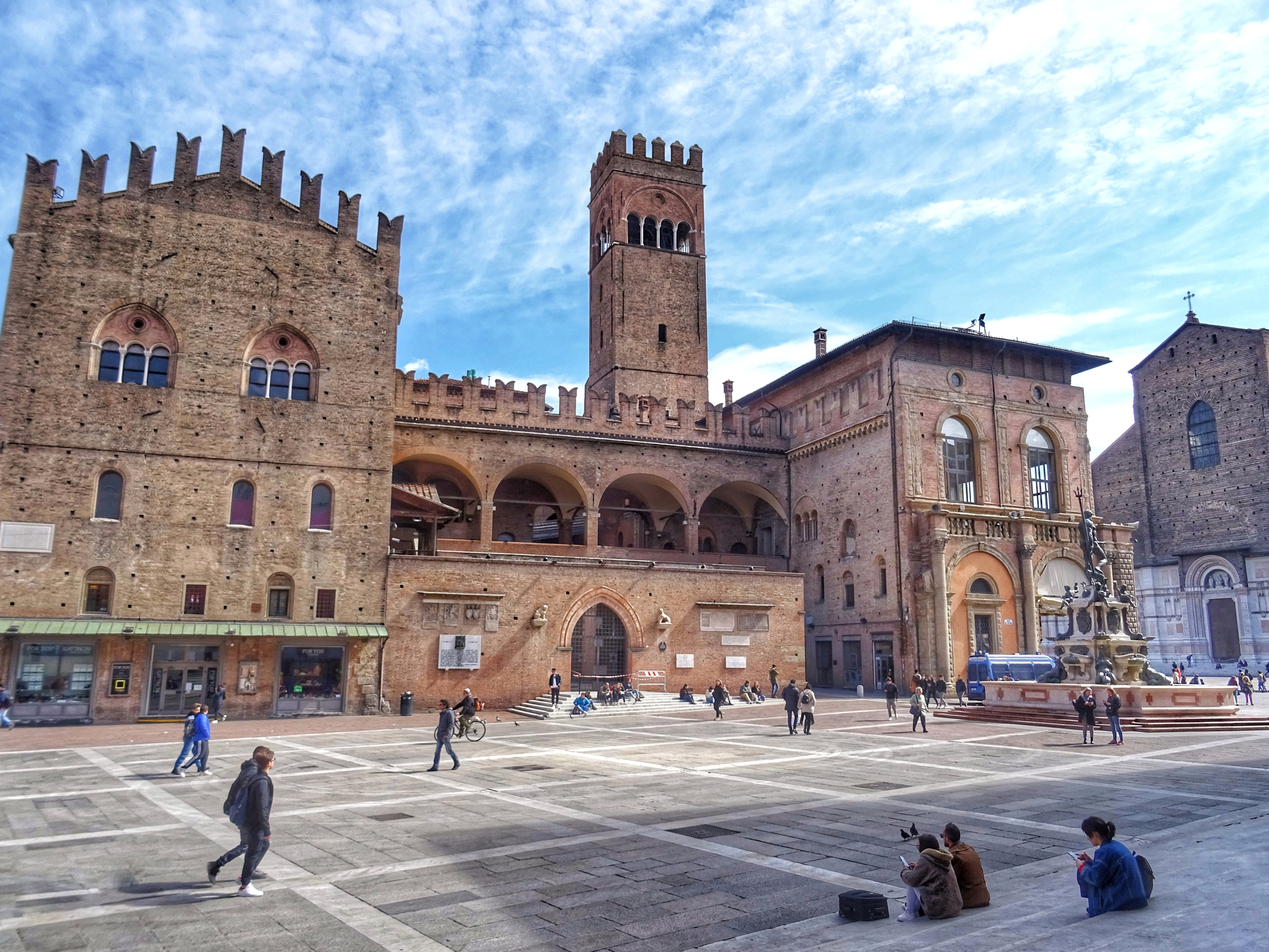
Palazzo Re Enzo

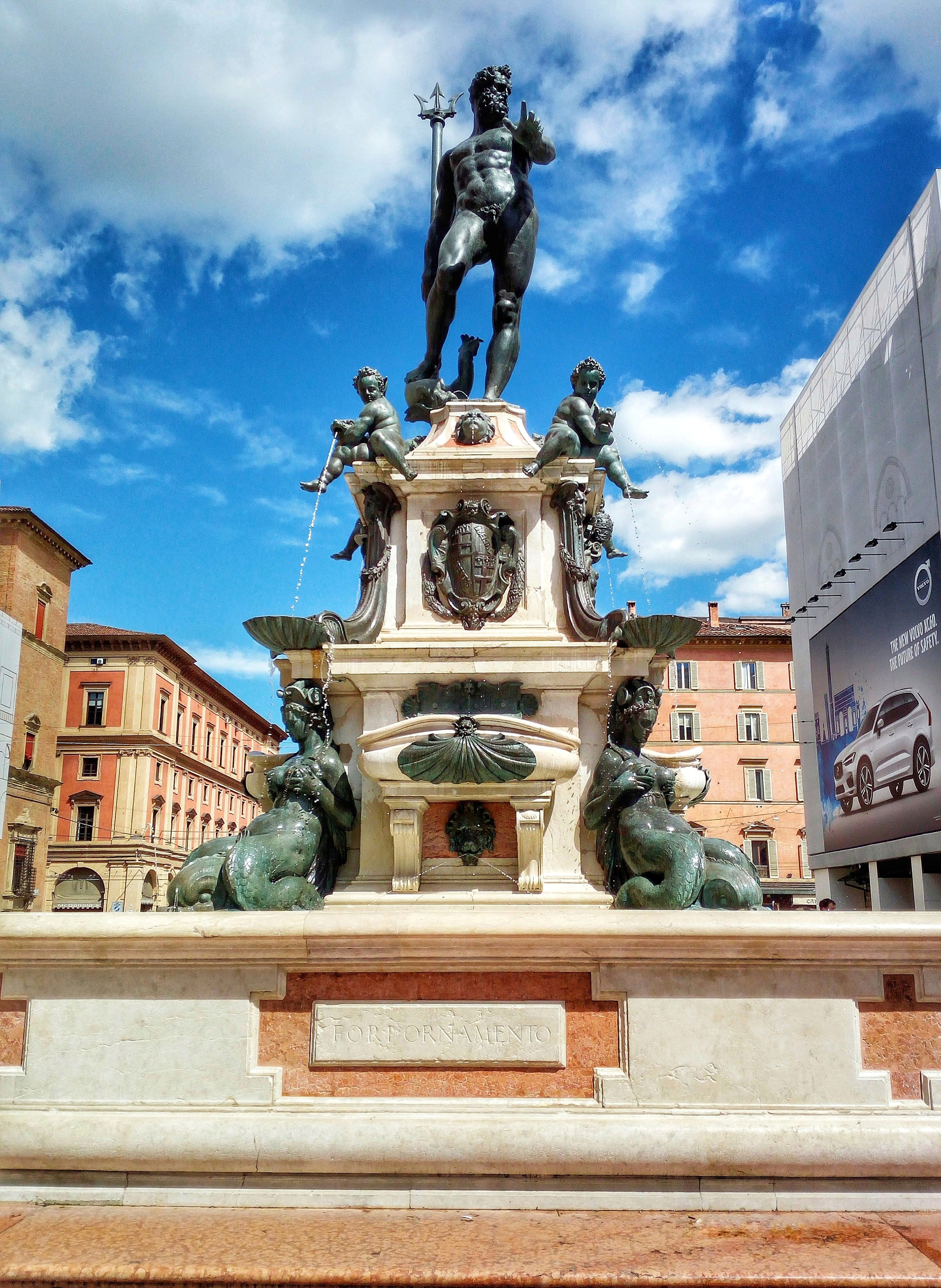
Fontana del Nettuno

Affacciati su piazza Maggiore sorgono il Palazzo Comunale (o d'Accursio) (XIII-XV secolo) e il Palazzo del Podestà (ampiamente rimaneggiato nel 1485), accanto al duecentesco Palazzo Re Enzo (il cui aspetto attuale si deve al restauro neogotico di Alfonso Rubbiani del 1905).
La maggior parte dei palazzi di Bologna risale principalmente all'epoca in cui la città era inglobata nello Stato della Chiesa tra il XVI e il XVIII secolo e appartenevano alle famiglie senatorie che governavano Bologna a quei tempi. Alcuni furono costruiti altri, già presenti, solo ammodernati. I Bentivoglio precedentemente furono tra le prime famiglie a costruirsi un loro palazzo che però fu distrutto e le macerie si trovano ai Giardini del Guasto dei Bentivoglio, dietro il Teatro Comunale.
L'Archiginnasio di Bologna è uno dei palazzi più significativi della città: fu sede dell'antica Università, dal 1563 al 1803. Il palazzo fu costruito nel 1562 su progetto di Antonio Morandi (detto il Terribilia), ed è ricchissimo di storia e opere d'arte. Citiamo il complesso araldico murale (che si compone di più di 6 000 stemmi studenteschi), e il teatro anatomico (che risale al 1637, sala dedicata allo studio dell'anatomia a forma di anfiteatro, costruita in legno d'abete, soffitto a cassettoni, e decorata con statue di illustri medici del passato e di modelli anatomici dell'artista Lelli). Dal 1838 è sede della Biblioteca Comunale.
Per quanto riguarda le ville, in alcuni casi si tratta di antichi conventi o luoghi di culto che, in età napoleonica, vennero venduti a privati e in qualche occasione trasformati appunto in ville. Queste sono state e sono ancora dimore appartenenti alle famiglie più agiate della città. Alcuni notevoli esempi di questi edifici si possono trovare nei dintorni della città, sui colli circostanti oppure verso San Lazzaro. 

#### Fontane
Uno dei più noti simboli di Bologna è la fontana del Nettuno, sita nell'omonima piazza, adiacente a piazza Maggiore. Voluta dal cardinale legato Carlo Borromeo, fu progettata da Tommaso Laureti ed è sormontata da una statua rappresentante il dio del mare Nettuno, opera del Giambologna.
L'altra fontana cittadina degna di nota è la cosiddetta Fontana Vecchia, addossata al palazzo Comunale (oggi Sala Borsa) in via Ugo Bassi, opera dello stesso Tommaso Laureti che progettò la più famosa fontana del Nettuno nel XVI secolo.
All'interno del Parco della Montagnola è situata la fontana costruita in occasione dell'Esposizione emiliana del 1888, con sculture che raffigurano animali, ad opera di Diego Sarti.

#### Statue e altri monumenti
Ai piedi delle Due Torri si innalza la statua con piedistallo di San Petronio, mentre nei pressi della stazione ferroviaria centrale si trova il
Memoriale della Shoah di Bologna.
Altre statue sono dislocate nei varî parchi cittadini ed, in particolare, presso i Giardini Margherita vi è quella equestre di Vittorio Emanuele II che già era posizionata in piazza Maggiore prima della Seconda Guerra Mondiale.

### Architetture militari

#### Mura

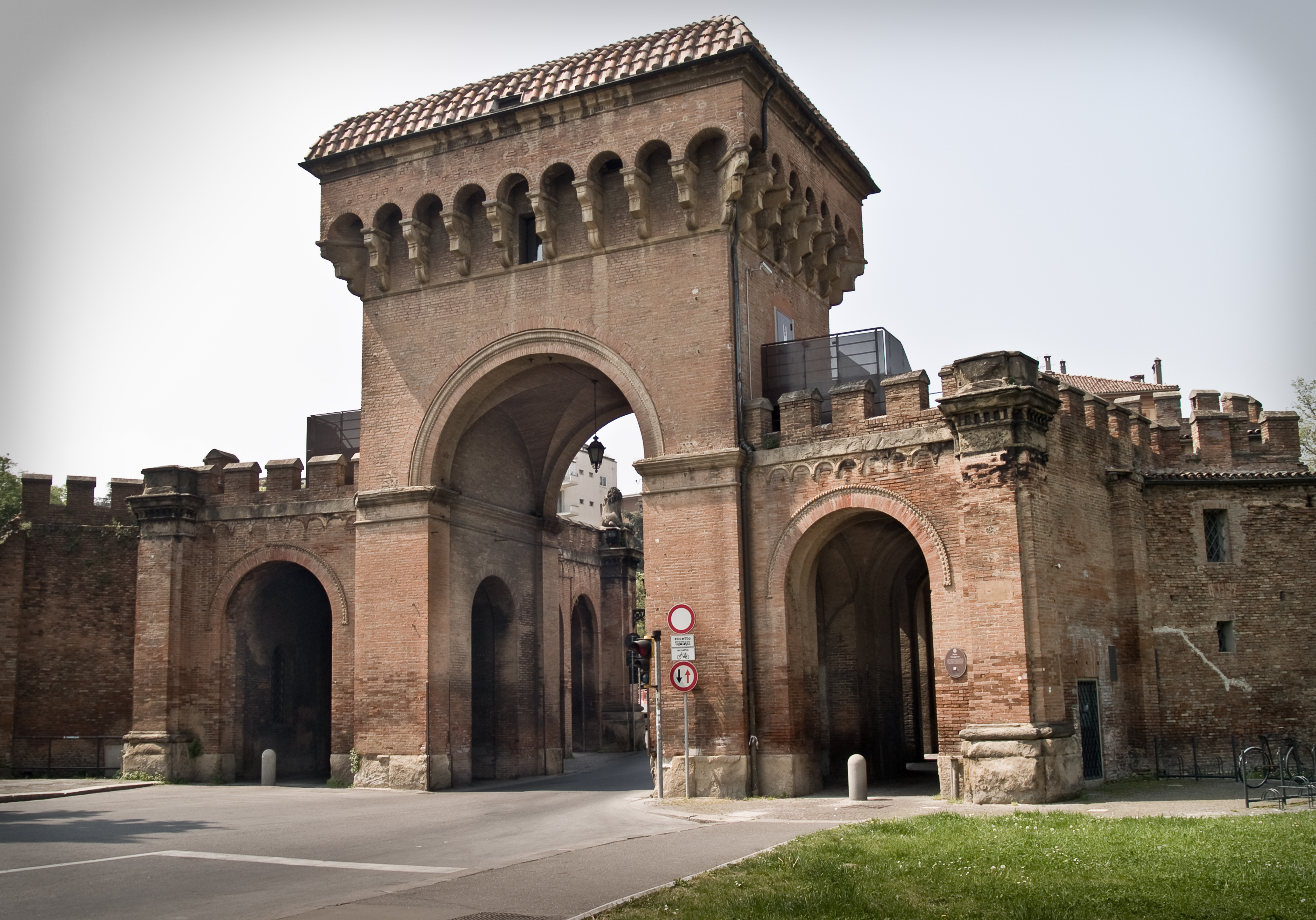
Porta Saragozza, una delle 12 porte della terza cerchia di mura.

In epoca storica Bologna ebbe almeno tre cerchie di mura: la più antica di cui resta traccia fu costruita in blocchi di selenite in epoca tardo-antica. La seconda cerchia, detta "dei Torresotti" o "del Mille" è tradizionalmente attribuita alla metà del XII secolo, anche se ora gli storici hanno preso in considerazione una retrodatazione di circa un secolo.
La terza e ultima più grande cerchia di mura risale al XIII e XIV secolo, e non ebbe mai un'efficacia difensiva. Di essa, dopo il discutibile abbattimento avvenuto all'inizio del XX secolo, sono rimaste dieci delle dodici porte e alcuni piccoli tratti murari.
Entro il tracciato di queste mura il tessuto urbano della città è rimasto in gran parte intatto: questo lo rende uno dei centri storici più estesi d'Italia.

#### Lunette e forti
Una linea difensiva ancora più esterna all'ultima cerchia di mura fu costituita da strutture militari non connesse tra di loro. Si trattava di diciassette lunette e nove forti, dislocati perifericamente nella porzione pianeggiante della città. La costruzione di questa linea difensiva ebbe inizio nel 1860 per volontà dal generale Manfredo Fanti, ministro della guerra del Regno di Sardegna a cui Bologna, con tutta la legazione delle Romagne, era appena stata annessa. Ne rimangono esempi esigui, talvolta solo nella toponomastica, come ad esempio nel parco pubblico noto come giardino della Lunetta Gamberini.

### Aree naturali

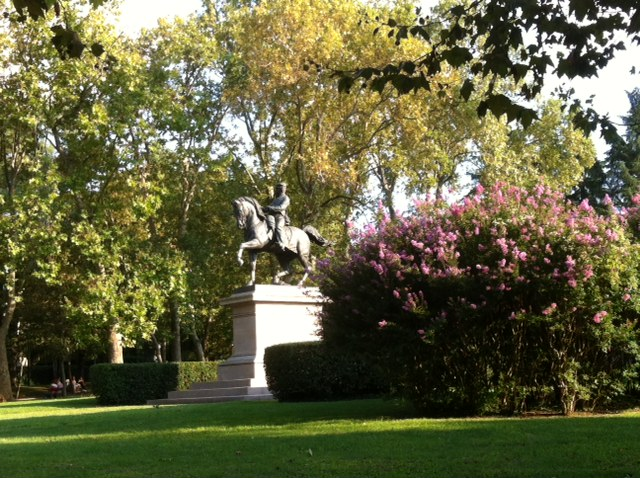
Statua equestre di Vittorio Emanuele II, opera di Giulio Monteverde (1884), ai Giardini Margherita.

Giardini Margherita
Il principale parco pubblico di Bologna venne inaugurato nel 1879, grande circa 26 ettari, contiene un lago artificiale e varie specie faunistiche e floreali. Al suo interno vi è una palazzina liberty, una statua equestre di Vittorio Emanuele II, una riproduzione di una capanna villanoviana, uno stagno didattico per i bambini, un bar e un locale da ballo, diversi campi da tennis, pallacanestro, pallavolo, calcetto, una pista di go kart, un coworking e spazio polifunzionale nato al posto delle vecchie serre dei giardini. In passato vi era un piccolo zoo, di cui rimane, riutilizzata per altri usi, la gabbia del leone.
Giardino della Montagnola
Il parco più centrale e uno dei più antichi, si trova nei pressi della stazione centrale e dell'autostazione. Ha due ingressi principali: uno costituito dalla scalinata del Pincio, di fronte all'autostazione, e uno su Piazza VIII Agosto.
Giardino del Guasto
Un piccolo giardino nella zona universitaria, costruito sulle macerie di un importante palazzo nobiliare, Palazzo Bentivoglio, distrutto nel 1507. Il giardino attuale, inaugurato nel 1975 su progetto dell'architetto Gennaro Filippini, risulta rialzato rispetto al livello stradale e si estende su una superficie di circa tremila metri quadri, di cui gran parte ricoperti di calcestruzzo.
Giardino della Lunetta Gamberini
Nel quartiere Santo Stefano, è un parco di 14,5 ettari inaugurato negli anni Settanta.
Orto botanico
È il giardino botanico dell'Università di Bologna, fondato nel 1568 da Ulisse Aldrovandi e considerato uno dei più antichi d'Europa.
Parco Carlo Urbani
Il parco fluviale del Savena che si trova fra Bologna e San Lazzaro di Savena, ospita numerose specie animali e una ricca varietà di flora.
Parco regionale dei Gessi Bolognesi e Calanchi dell'Abbadessa
Ha una superficie di 3 123 ettari e si sviluppa sulle prime pendici della collina bolognese e comprende territori dei comuni di Bologna, San Lazzaro di Savena, Ozzano dell'Emilia e Pianoro, ad altitudini comprese fra 70 e 400 m s.l.m., intorno a importanti affioramenti gessosi che hanno dato vita a un complesso carsico di notevole interesse. I gessi bolognesi sono un patrimonio dell'umanità protetto dall'UNESCO, all'interno del sito seriale denominato Carsismo nelle evaporiti e grotte dell'Appennino settentrionale.

## Società

### Evoluzione demografica
██ Comune di Bologna (42%)
██ Resto Città metropolitana (7%)
██ Altre provincie Emilia-Romagna (6%)
██ Altre regioni del nord Italia (5%)
██ Centro Italia (4%)
██ Sud Italia e le isole (18%)
██ Immigrati dall'estero (18%)
Bologna, anche per via della sua collocazione geografica, è da sempre un crocevia di correnti migratorie. In tempi moderni, un'esplosione demografica si è registrata a cavallo fra la fine dell'Ottocento e i primi anni Settanta, passando da circa 100 000 a quasi 500 000 abitanti. Il massiccio aumento demografico è stato in larga parte dovuto all'immigrazione, dapprima da parte delle aree rurali e montane circostanti, e poi - soprattutto nel secondo dopoguerra - da altre zone d'Italia, in particolare dal Mezzogiorno. Il rapido aumento della popolazione immigrata ha influito enormemente sulle trasformazioni demografiche cittadine, arrivando a superare ampiamente in numero la popolazione nativa (già negli anni Ottanta, 2 residenti su 3 erano immigrati da altre parti d'Italia). L'esplosione demografica è stata anche la principale causa dell’intensa urbanizzazione delle periferie, verificatasi nella prima metà del '900 e proseguita negli anni '60 e '70.
Dopo una diminuzione di residenti avvenuta negli anni Ottanta - in genere a beneficio dei comuni della cosiddetta area metropolitana, alcuni dei quali hanno anche raddoppiato la loro popolazione - dalla fine degli anni Novanta si è assistito a una ripresa dei flussi migratori, questa volta con l'inclusione di flussi dall'estero. Questo, assieme a una ripresa delle nascite, ha fatto sì che nei primi anni duemila il saldo demografico tornasse positivo. Dal 2008 si assiste a un rinnovato e costante slancio demografico, trainato da un saldo migratorio positivo (a fronte di un saldo naturale negativo) così da portare la popolazione stabilmente sopra le 380 000 unità. Al tempo stesso, l'agglomerato urbano, comprendente per convenzione la prima cinta di comuni confinanti, raggiunge 600 000 abitanti, mentre l'area metropolitana estesa (comprendente anche altri comuni non confinanti con il comune di Bologna come Budrio e Castel San Pietro Terme) supera il milione di abitanti.
Nel 2017 Bologna risultava la città in Italia ad aver ricevuto il numero più alto di immigrati interni (ovvero nuovi residenti trasferiti da altre zone d'Italia, principalmente dal Sud). Oggi gli immigrati da altre parti d'Italia costituiscono la maggioranza della popolazione residente (55% nel 2021), provenienti in buona parte dalla città metropolitana (22% ma in costante diminuzione) e dal meridione e le isole (15% e in costante aumento), in particolare da Puglia, Campania e Sicilia. In costante diminuzione la popolazione residente dalla nascita (33%) mentre l'immigrazione dall'estero, anch'essa in aumento, si attesta all'11%.
L'età media, in leggero ribasso dal 2008, si attesta sui 46,8 anni (2021).
Secondo i dati dell'ISTAT aggiornati al 31 dicembre 2019 e riguardanti la cosiddetta "popolazione insistente per studio e lavoro" (cioè residenti certificati, lavoratori non residenti e studenti fuori sede con base stabile in città), a Bologna abitano 507 596 persone.
Popolazione storica

Abitanti censiti

### Etnie e minoranze straniere
Al 31 dicembre 2023 gli stranieri residenti nel comune erano 58 963, ovvero il 15,11% della popolazione. Di seguito sono riportati i gruppi più consistenti
- Romania, 9 388
- Bangladesh, 4 842
- Filippine, 4 617
- Pakistan, 4 457
- Cina, 4 042
- Ucraina, 3 928
- Marocco, 2 976
- Moldavia, 2 668
- Albania, 2 593
- Perù, 1 460

A Bologna è nata una delle prime chinatown italiane, con i primi insediamenti di cittadini cinesi risalenti agli anni trenta, ampliatisi negli anni cinquanta e ottanta. L'area dove si concentrarono fin dall'inizio le comunità cinesi comprende la zona di Casaralta, attorno a Via Ferrarese. La Bolognina e San Donato sono statisticamente i quartieri ove si concentra maggiormente la popolazione straniera di Bologna.

### Lingue e dialetti
(Dante Alighieri, De Vulgari Eloquentia, I, XV)
In ambito cittadino, la parlata vernacolare tipica è il dialetto bolognese, varietà linguistica della lingua emiliana. Esso si distingue in dialetto bolognese cittadino (originario della zona intramuraria) e varianti cosiddette "ariose" della provincia. Come già notava Dante Alighieri nel suo De Vulgari Eloquentia, esistevano un tempo differenze di parlata persino fra gli abitanti del centro, ovvero fra il borgo San Felice (corrispondente alla zona del Pratello) e quelli di Strada Maggiore (zona dove nell’VIII secolo si erano insediati i Longobardi).
A partire dagli anni 1960 e 1970, con la stigmatizzazione dell'uso del dialetto e la progressiva messa in minoranza della popolazione nativa a causa dell'aumento dell'immigrazione da altre regioni italiane, l'uso del bolognese è andato via via scomparendo, sopravvivendo quasi esclusivamente nelle sue versioni ariose nei comuni della provincia. Un rinnovato interesse si ebbe negli anni Ottanta, con l'organizzazione, supportata dal Comune e da artisti quali Andrea Mingardi, di festival della canzone bolognese. Nonostante ciò non abbia invertito la tendenza verso una marginalizzazione del dialetto bolognese, ne è aumentato l'interesse - soprattutto accademico - con la pubblicazione di dizionari, grammatiche, studi, e l'istituzione di corsi di dialetto bolognese da parte di associazioni locali. Per quanto riguarda l'uso nel quotidiano del bolognese, sebbene associazioni locali si adoperino a promuoverlo attraverso l'organizzazione di spettacoli teatrali, letture e concerti, il generale disinteresse delle istituzioni e di buona parte della popolazione, in maggioranza non nativa, lasciano presagire la prossima estinzione del bolognese, tanto da essere classificato dall'UNESCO come "seriamente in pericolo" (seriously endangered).

### Istituzioni, enti e associazioni
Bologna è fra le città italiane con più alto tasso di cittadinanza attiva, con più di 570 associazioni registrate nel comune, una forte diffusione di istituzioni non profit, pari a 58,3 ogni 10.000 abitanti (seconda città metropolitana in Italia dopo Firenze) e di cittadini impegnati nel volontariato, pari al 11,4% (terza dopo Firenze e Genova).

#### Comunità LGBT

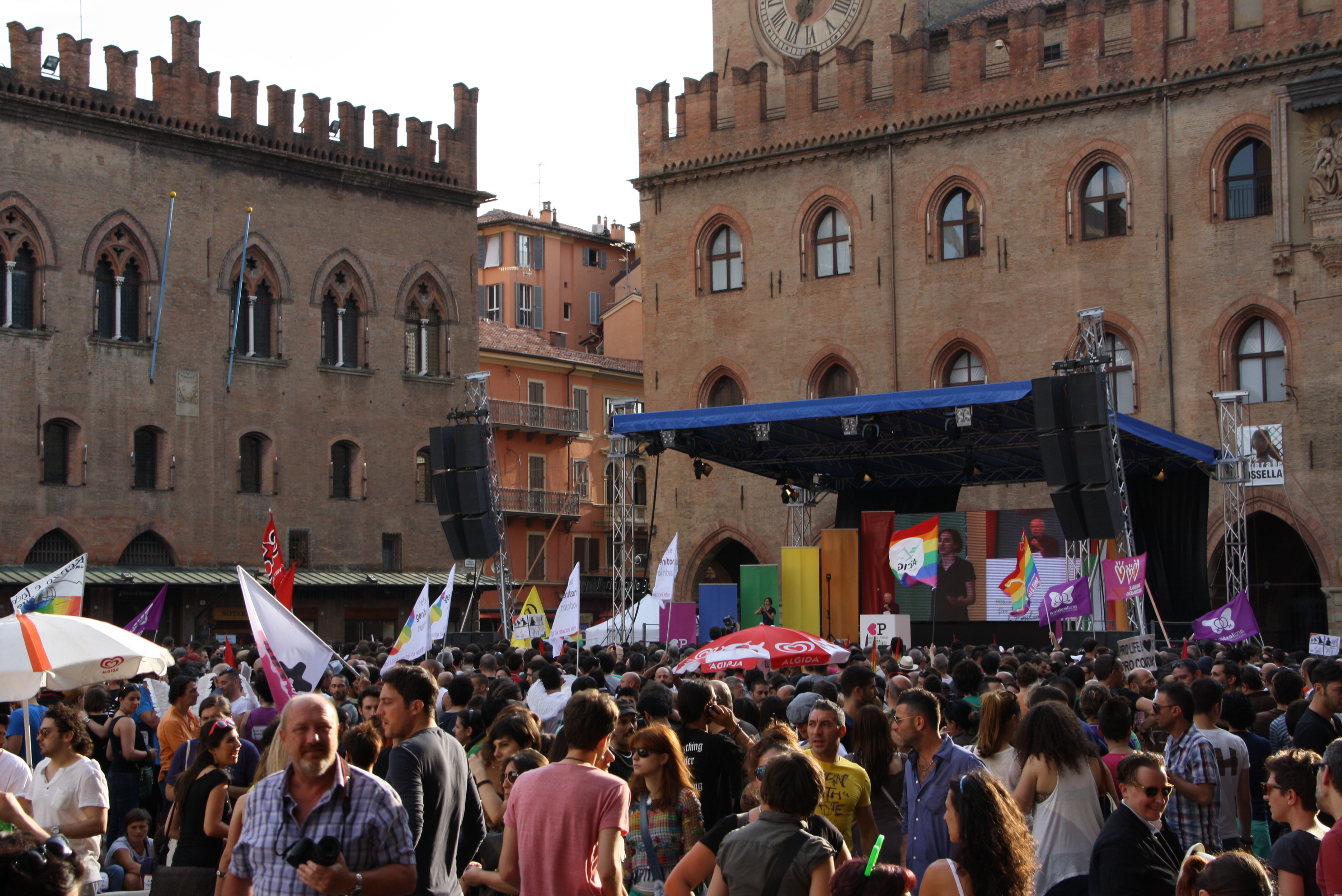
Il Pride del 2012

Bologna è la città italiana pioniera del movimento per i diritti LGBT. Il primo movimento gay, il "Circolo di cultura omosessuale 28 giugno", si è attivato in città già nel 1978 e nel 1982 ottenne spazi aggregativi dal Comune. L'Arcigay, la più grande associazione nazionale per la tutela dei diritti LGBT in Italia, si è costituita a Bologna nel 1985 con sede presso il Cassero di Porta Saragozza.
Ha sede in città anche il MIT - Movimento Identità Trans, una onlus fondata nel 1982, di cui è stata presidente fino alla sua scomparsa Marcella Di Folco, prima associazione di questo tipo in Italia.
Oltre al Pride, che si svolge ogni anno in città, vi sono manifestazioni legate a tematiche LGBT, quali per esempio: il Gender Bender, un festival internazionale che propone eventi di arte e cultura contemporanea sull'identità di genere e l'orientamento sessuale.

## Cultura
Nella cultura popolare Bologna è nota come "la grassa" (per la cucina), "la dotta" (per l'università), "la rossa" (per il colore dei mattoni degli edifici del centro storico) e "la turrita" (per l'elevato numero di torri costruite nel periodo medievale, anche se ad oggi solo ventiquattro ne sono sopravvissute).
Nel 2000 Bologna è stata Capitale europea della cultura e partecipa attivamente a due "reti" proposte dall'UNESCO: la "Rete delle città creative" e la "Rete delle città europee contro il razzismo e la xenofobia". Nel 2008 lo Zecchino d'Oro dell'Antoniano di Bologna è diventato "Patrimonio UNESCO per una cultura di pace", prima trasmissione televisiva al mondo a ricevere un riconoscimento di questo tipo.
Nel 1988 a Bologna si è tenuta la Biennale dei giovani artisti dell'Europa e del Mediterraneo, considerata la più importante vetrina mediterranea della creatività giovanile.
Molte istituzioni culturali e universitarie hanno sede alla Manifattura delle Arti, un'area recuperata negli spazi dell'ex Manifattura Tabacchi e dell'ex macello.

### Istruzione

#### Università

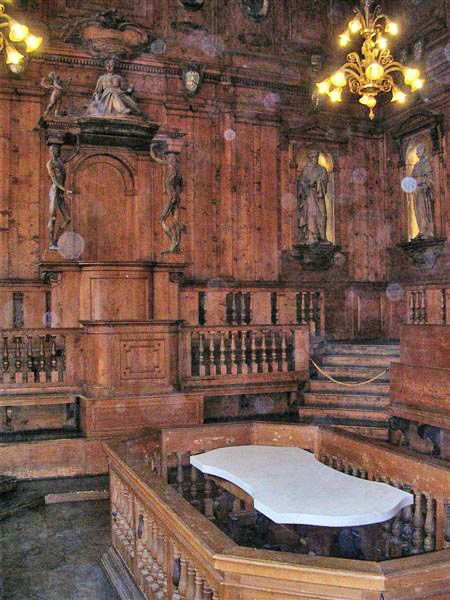
Il teatro anatomico dell'Archiginnasio, antica sede dell'Ateneo.

L'Università di Bologna è considerata la più antica università del mondo occidentale. La data della sua fondazione è stata fissata convenzionalmente nell'anno 1088 da una commissione presieduta da Giosuè Carducci. La vita della città e quella dell'università sono intimamente connesse fin dal medioevo, facendo meritare a Bologna l'appellativo di la dotta. Nell'anno accademico 2019/20 ha ospitato più di 87 000 studenti. Secondo la classifica mondiale delle università stilata da Quacquarelli Symonds, l'Università di Bologna è la seconda università italiana e la 160ª nel mondo. L'alto numero di studenti, provenienti da ogni parte d'Italia e del mondo, ha un notevole impatto sulla vita della città. Se da una parte questo afflusso contribuisce a vivacizzare in maniera significativa il centro storico (in cui l'età media dei residenti sarebbe altrimenti molto alta) e l'offerta culturale, d'altro canto le amministrazioni locali devono spesso confrontarsi con problemi di ordine pubblico e di sporcizia legati all'animata vita notturna della zona universitaria.
Bologna è una delle sedi dell'università americana Johns Hopkins University - The Paul H. Nitze School of Advanced International Studies (SAIS), che conta nel centro scolastico emiliano più di 6 000 alunni di oltre cento nazionalità diverse. In città vi è anche una sede del Dickinson College, con un programma attivo fin dal 1964, dove studiano circa un migliaio di ragazzi prevalentemente statunitensi.
Sono poi presenti altre sedi di università straniere o programmi di studi, come ad esempio l'Alliance Française, il Bologna Consortial Studies Program (BCSP) dell'Indiana University, la Brown University, l'Eastern College Consortium (E.C.CO.) del Vassar College, l'Istituto di Cultura Germanica e la University of California. Il più longevo esempio di istituzione accademica straniera è il Collegio di Spagna, il più antico collegio al mondo aperto a studenti stranieri, erede del fenomeno delle nationes nella tradizione dell'Università medievale, ed è anche l'unico, di tale tipo, sopravvissuto nell'Europa continentale (altri esempi hanno resistito solo nel Regno Unito).

#### Ricerca

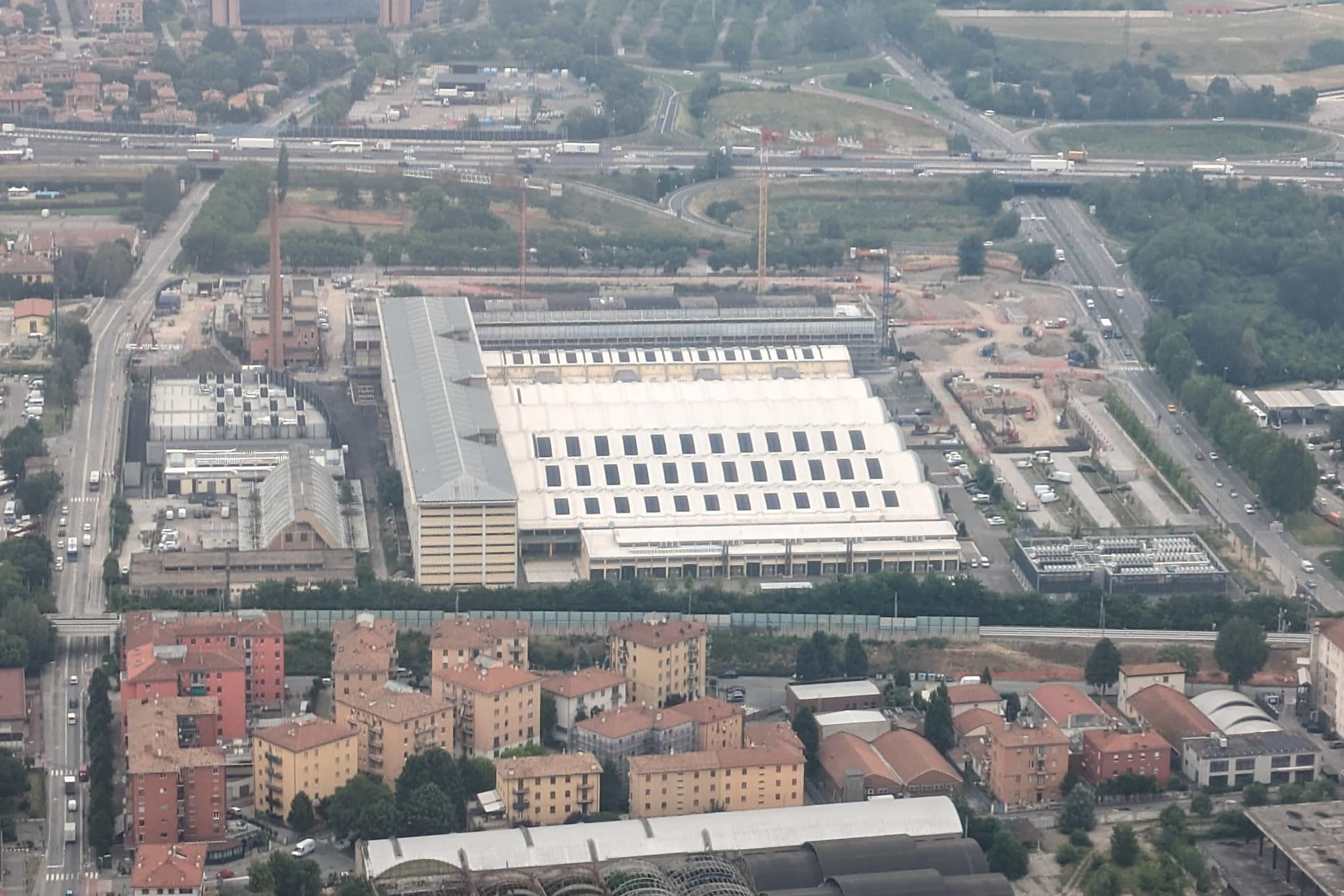
Il Tecnopolo Manifattura nel 2024

Il Tecnopolo di Bologna è divenuto dal 2025 sede di due calcolatori quantistici e di un supercomputer avanzato istallati nel nuovo centro denominato "DA.MA" (acronimo contenente le parole data e manifattura) nella zona della ex manifattura tabacchi di via Stalingrado e ispirato alla "Dama con l'ermellino" che diverrà il Data Valley dell'Emilia Romagna. Diretto da Francesco Ubertini vice-predidente Icsc e presidente Cineca, HPVC Big Data Quantum computing assicura il rispetto per tutto l'ecosistema.
Nel periodo 2025/26 sarà istallata una seconda piattaforma di calcolo quantistico con la partecipazione dell'accademia di ricerche sloveno, il centro ricerche tedesco Jülich con il coinvolgimento per il finanziamento del Ministero della Ricerca. Sarà creato un centro di calcolo quantistico per utenti europei per algoritmi quantistici e lavoratori di sviluppo e simulazioni avanzate. Il supercomputer Leonardo sarà integrato; questo sarà l'asse portante di Icsc il cui scopo è di garantire, grazie anche ai finanziamenti dei centri ricerca, l'indipendenza italiana spesso carente nel settore quantistico. Anche a Portici per il meridione esiste il centro ricerche dell'ENEA ospitante un Super-Computer in un centro di 250 mq. Questo centro è destinato alle risorse avanzate HPC (High Performance Computing) per studiare l'azione del plasma nella reazione della fusione nucleare.
Antonio Zoccoli, presidente Icsc, Centro Nazionale di Ricerca in HPC, Big Data e Quantum computing. Bologna sarà quindi sede di un supercomputer per IA in calcolo avanzato. Il progetto è denominato "IT4LIA AI Factory" che è co-finanziato da diversi enti:
- Ministero dell'università e della ricerca
- ACN: Agenzia Cyber sicurezza Nazionale
- Regione Emilia-Romagna
- Consorzio Cineca
- INFN: Istituto nazionale di fisica Nucleare
- Agenzia ItaliaMeteo
- AI4I[72]: Istituto italiano di Intelligenza Artificiale per l'Industria di Torino
- Fondazione Bruno Kessler

#### Accademie
Nel Cinquecento-Seicento Bologna fu sede di numerose accademie, come quella letteraria degli Oziosi, quella artistica degli Incamminati fondata dai Carracci nel 1582, e quella musicale dei Floridi.
L'Accademia di Belle Arti di Bologna affonda le sue radici nell'Accademia Clementina fondata nel 1710. Importanti maestri hanno insegnato presso la scuola bolognese, fra i quali: Donato Creti, Giuseppe Galli Bibiena, Gaetano Gandolfi, Francesco Rosaspina, Virgilio Guidi, Giorgio Morandi, Pompilio Mandelli, Paolo Manaresi, Umberto Mastroianni, Milton Glaser. Ospita ogni anno circa millecinquecento studenti.
Il Conservatorio Giovanni Battista Martini di Bologna è uno dei più antichi conservatori statali italiani. La fondazione del conservatorio (Liceo musicale di Bologna, che raccolse l'eredità dell'Accademia Filarmonica di Bologna) risale al 1804 ed è considerata la prima scuola musicale pubblica in Italia. Fra i suoi studenti di rilievo, si annovera Gioachino Rossini.
L'Accademia delle scienze dell'Istituto di Bologna è stata fondata nel 1714. L'istituzione continuava la precedente "Accademia degli inquieti" che era stata fondata intorno al 1690 da Eustachio Manfredi. Essa viene perciò considerata una delle più antiche accademie scientifiche italiane tuttora esistenti.

#### Istituti di istruzione superiore

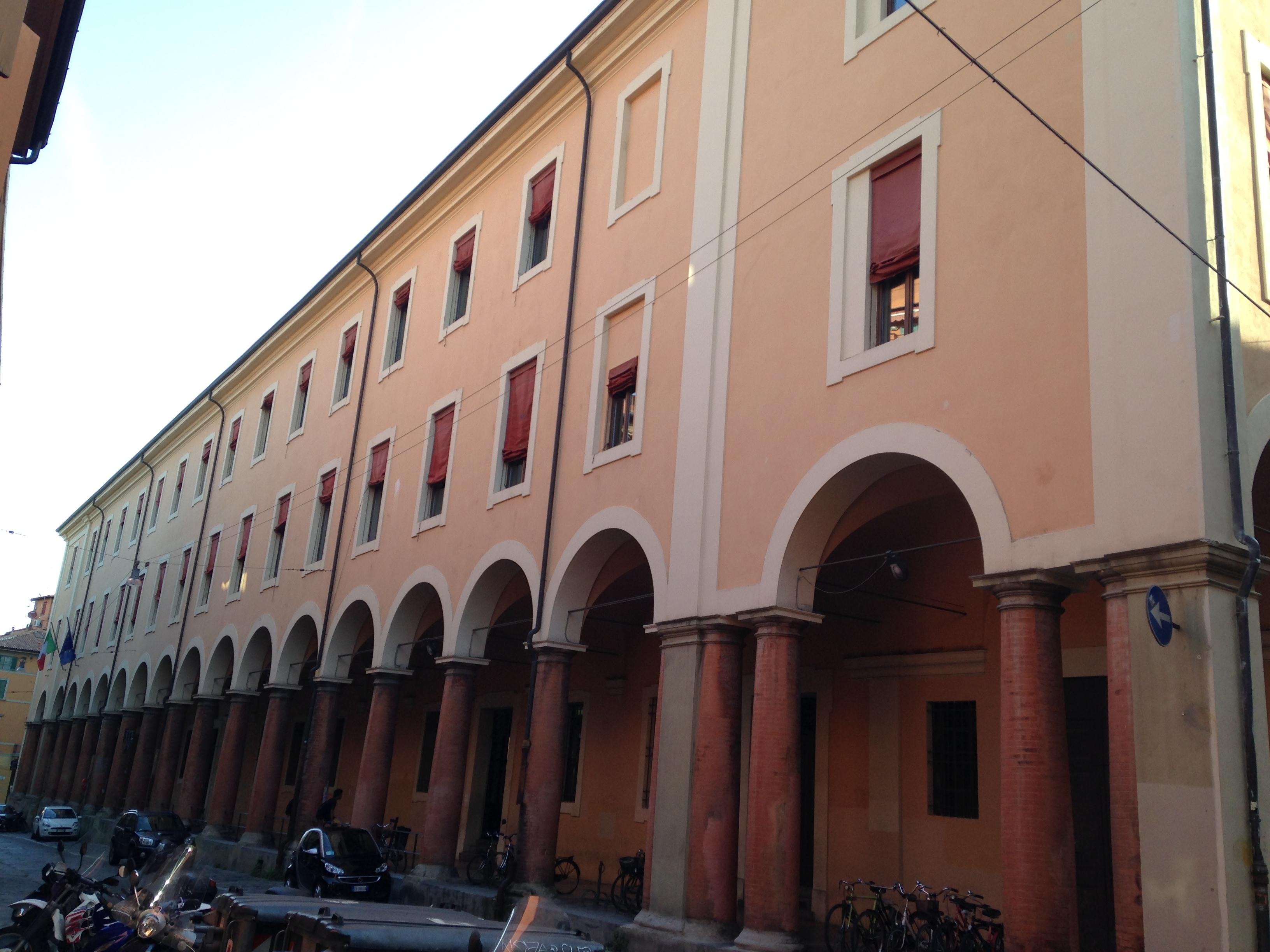
La sede del liceo ginnasio Luigi Galvani in via Castiglione

Sono presenti diversi licei e istituti superiori, sia pubblici sia privati. I licei sono:
- Liceo artistico Francesco Arcangeli
- Liceo ginnasio statale Luigi Galvani
- Liceo ginnasio statale Marco Minghetti
- Liceo linguistico umanistico Laura Bassi
- Liceo scientifico statale Augusto Righi
- Liceo scientifico Marcello Malpighi
- Liceo scientifico Enrico Fermi
- Liceo scientifico Niccolò Copernico
- Liceo scientifico Albert Bruce Sabin.

Gli istituti superiori sono:
- Istituto di Istruzione Superiore Crescenzi-Pacinotti-Sirani
- Istituto tecnico commerciale statale Rosa Luxemburg
- Istituto tecnico industriale Odone Belluzzi
- Istituto professionale per l'industria e l'artigianato Aristotile Fioravanti
- Istituto tecnico industriale Aldini Valeriani
- Istituto professionale statale Artigianato e Servizi Aldrovandi - Rubbiani
- Istituto professionale Statale per l'industria Artigianato Marcello Malpighi (sez. Odontotecnico)
- Istituto tecnico agrario Arrigo Serpieri
- Istituto di istruzione superiore IPC Manfredi - ITC Tanari
- Istituto Comprensivo Collegio San Luigi, la scuola più antica della città.[74]

#### Biblioteche

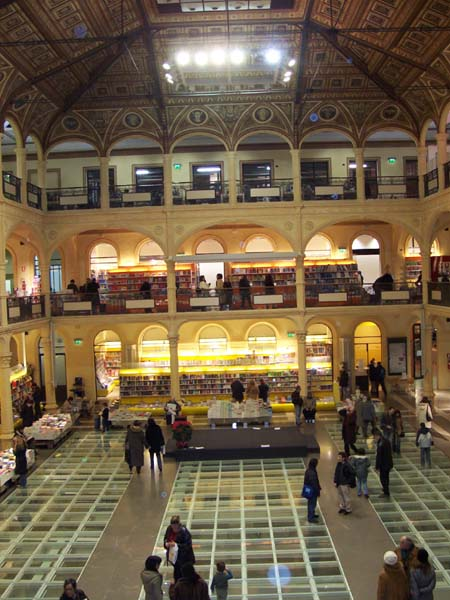
Interno della Biblioteca Sala Borsa.

A Bologna si trovano più di cento biblioteche, fra cui 4 comunali, 11 di quartiere e più di 70 universitarie, dislocate in diverse zone della città. Fra le più note e frequentate vi sono la Biblioteca Comunale dell'Archiginnasio (ex sede dell'Università) e la Biblioteca Sala Borsa (inaugurata nel 2001). La più fornita, con oltre 1 300 000 volumi, è la Biblioteca universitaria di Bologna. Di notevole interesse, e di capitale importanza in ambito nazionale ed europeo, è anche la Cineteca di Bologna, istituzione comunale dedicata al cinema e alla filmografia. Vi sono inoltre diverse biblioteche tematiche come quella sulla storia del Novecento dell'Istituto storico Parri Emilia-Romagna, quella dell'Istituto Gramsci, la Biblioteca Italiana delle Donne, la biblioteca del Museo internazionale della musica, la biblioteca emeroteca del MAMbo e numerose altre.
Nel luglio 2020 Bologna ha ottenuto il riconoscimento di "Città che legge" 2020-2021.

#### Musei

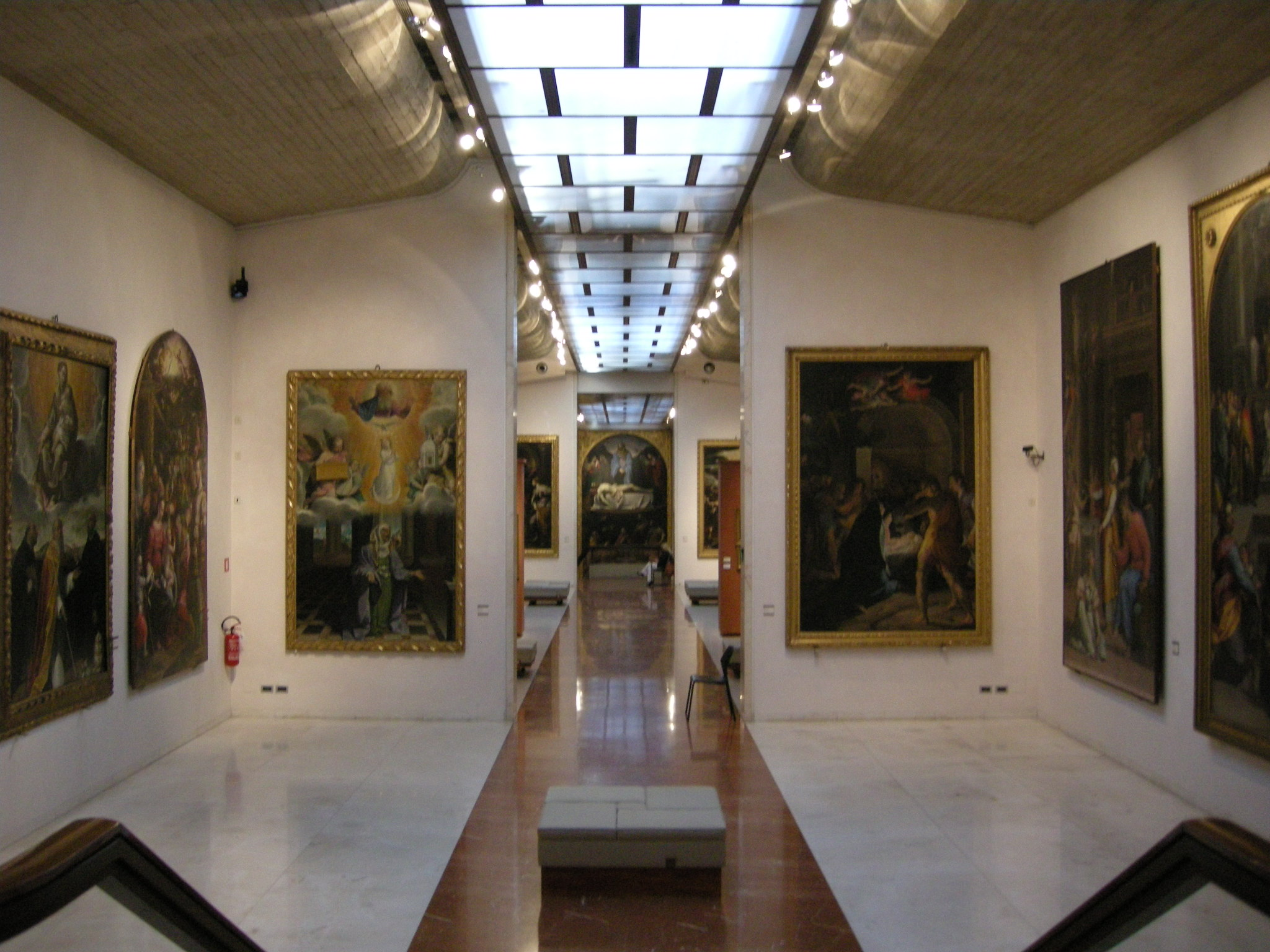
Pinacoteca Nazionale

Bologna possiede oltre quaranta musei nei quali, accanto alle collezioni permanenti, sono organizzate mostre temporanee. 
I musei civici più importanti sono: le Collezioni comunali d'arte, il Museo civico archeologico, il Museo civico medievale, il Museo Morandi, il Museo civico d'arte industriale Davia Bargellini, il Museo del patrimonio industriale di Bologna, il MAMbo (Museo d'arte moderna di Bologna) e il Museo internazionale e biblioteca della musica. La Pinacoteca Nazionale di Bologna, nata nel 1802 in seno all'Accademia di Belle Arti, è un museo statale dotato di autonomia gestionale.
Ad essi si aggiungono i musei religiosi e quelli di fondazioni private come il Museo della Storia di Bologna e il MAST. Manifattura di Arti, Sperimentazione e Tecnologia.
Anche l'Università ha propri musei, spesso legati ai singoli dipartimenti, tutti riuniti nel Sistema Museale d'Ateneo. Il principale dei musei universitari è il Museo di Palazzo Poggi che comprende numerose collezioni di storia naturale, anatomia e ostetricia, fisica e chimica, architettura militare, geografia e nautica, arte orientale.

### Media

#### Stampa
Le principali redazioni delle testate presenti a Bologna sono:
- Quotidiano Nazionale - Il Resto del Carlino
- la Repubblica
- Corriere di Bologna
- Il Fatto Quotidiano
- Avvenire - Bologna Sette
- Corriere dello Sport - Stadio
- Tuttosport
- Leggo
- Metro
- ANSA
- DIRE

#### Radio
In via del Pratello a Bologna è nata nel 1976 Radio Alice, una delle prime radio libere italiane, chiusa dai Carabinieri durante le contestazioni del 1977, seguita poco dopo da Radio Ricerca Aperta. Fino al 2021 ha operato Radio Città del Capo, storica emittente nata da una costola di Radiocittà nel 1987.
Nel bolognese occupano stazioni radiofoniche le principali emittenti italiane. Inoltre, alcune radio e syndication, anche a diffusione nazionale, hanno sede in quest'area. Le principali emittenti di Bologna e hinterland sono:
- Lattemiele
- Tam Tam Network
- Radio International
- Punto Radio
- Radio Nettuno Bologna Uno
- Ciao Radio
- Radio Città Fujiko
- Radio Kairos
- Radio Tau
- Radio Italia Anni '60
- Play Studio - Dance Network
- Radio Sanluchino
- Paneburromarmellata
- Radio Budrio
- Radio 1088
- Psicoradio
- Radio Digitale Bologna
- Radio 1909

#### Televisione

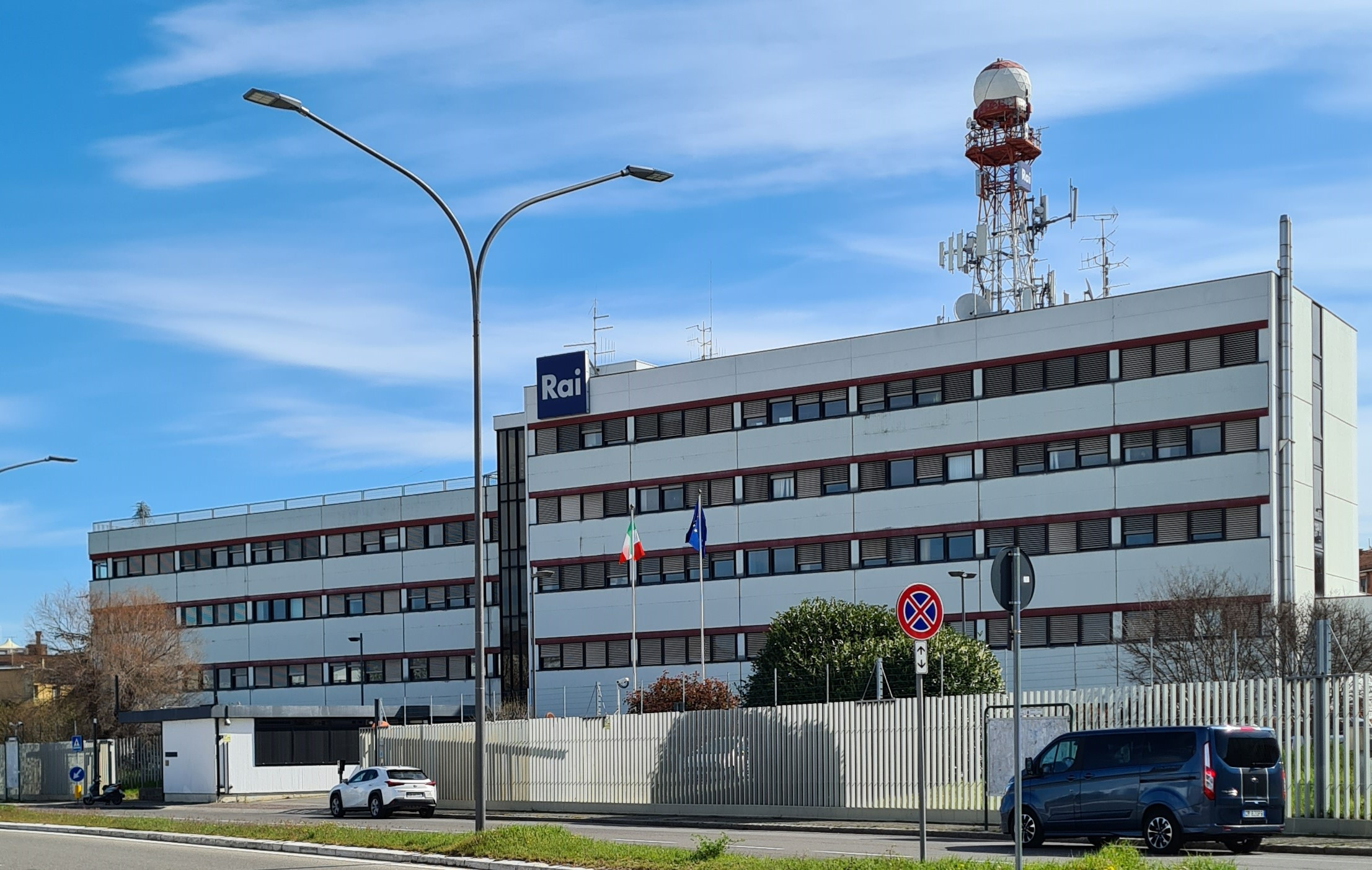
Sede regionale della RAI, quartiere San Donato

Hanno sede a Bologna molte tv locali, nonché alcune reti e syndication nazionali, oltre alle sedi regionali Rai e Mediaset. Nel 2002 è nata Orfeo TV, il primo esperimento di televisione di strada, aderente al network Telestreet.
I principali emittenti dell'area bolognese sono:
- È TV
- 7 Gold Sestarete
- Rete 8
- Telesanterno
- DI.TV
- TRC Bologna

A Bologna sono ambientate le serie televisive Via Zanardi 33, L'ispettore Coliandro e L'ispettore Sarti. In una casa di Bologna è stato girato il primo reality show italiano, Davvero, trasmesso nel 1995 da Rai 2.
Presso lo studio televisivo dell'Antoniano viene prodotto dal 1961 lo Zecchino d'Oro, trasmesso annualmente su Rai 1.

#### Editoria

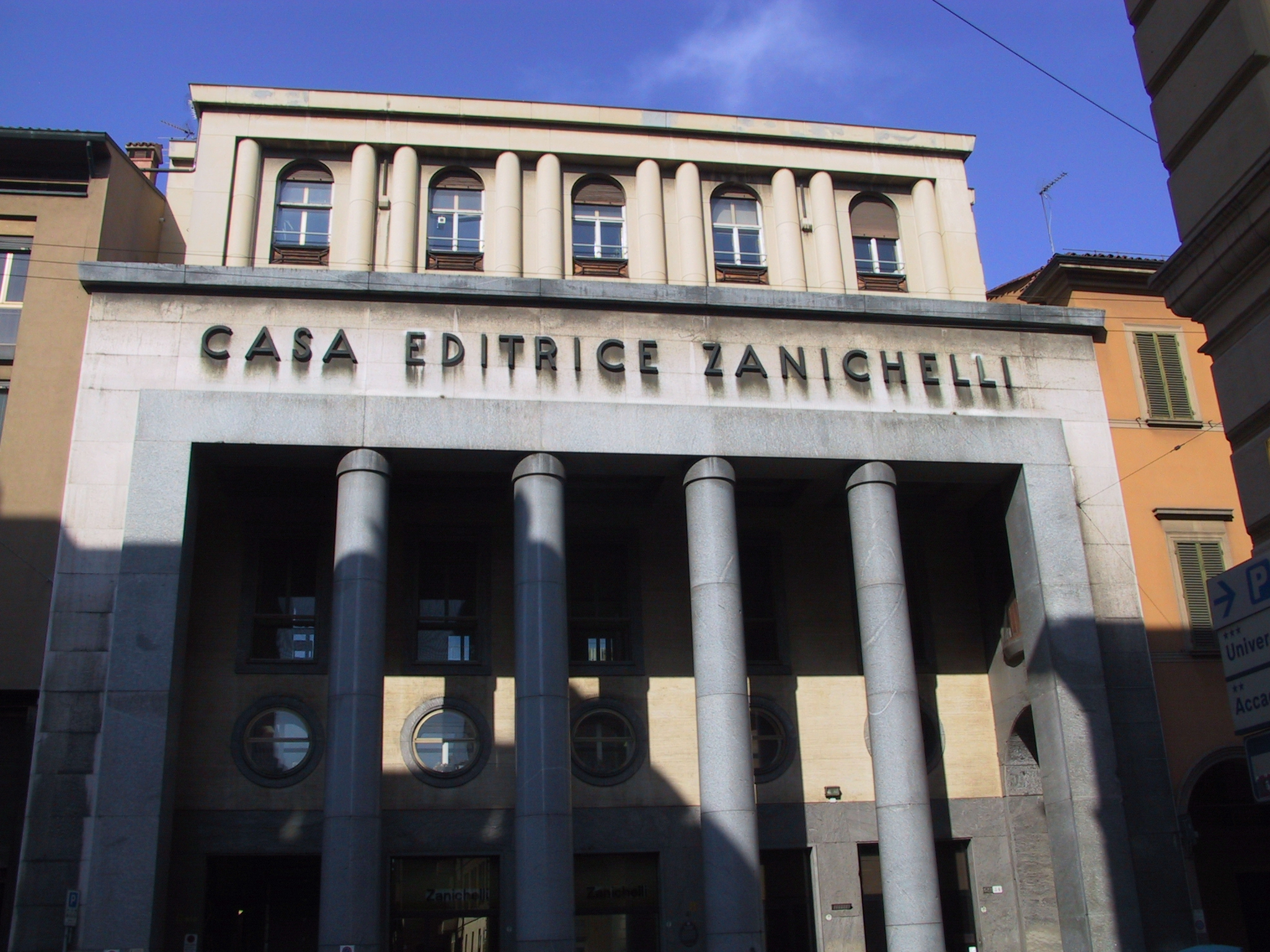
La sede della casa editrice Zanichelli in via Irnerio

Numerosi editori hanno sede nel bolognese, sviluppandosi principalmente nei settori della scolastica, della saggistica universitaria e divulgativa, della narrativa, del fumetto e dell'arte. In città si svolge dal 1964 la Fiera del libro per ragazzi e presso la Biblioteca Salaborsa si trova la sede italiana dell'organizzazione no-profit IBBY; nel territorio bolognese vi sono inoltre diversi marchi di editoria per l'infanzia.
Tre le case editrici più importanti:
- Artebambini
- Atlante
- Baskerville
- Bononia University Press
- Caissa Italia
- Cappelli
- CLUEB
- EDB
- Edizioni del Borgo/Fatatrac (gruppo Giunti)
- Edizioni Martina
- DeriveApprodi
- il Mulino
- Lupetti
- Marietti 1820
- Minerva Edizioni
- Odoya / Meridiano Zero
- Pàtron
- Pendragon
- Società Editrice Esculapio
- Zanichelli

Storicamente Bologna è stata sede di importanti aziende grafiche e tipografiche. Ai tempi di Aldo Manuzio, il tipografo bolognese Francesco Griffo inventò, proprio per il primo editore italiano, il corsivo (all'estero denominato anche italic). Nel 1958, il tipografo Francesco Simoncini realizzò una variante del carattere Garamond che divenne lo standard per le case editrici italiane, il Simoncini Garamond appunto; ma creò anche il Delia, utilizzato per gli elenchi telefonici.

### Arte

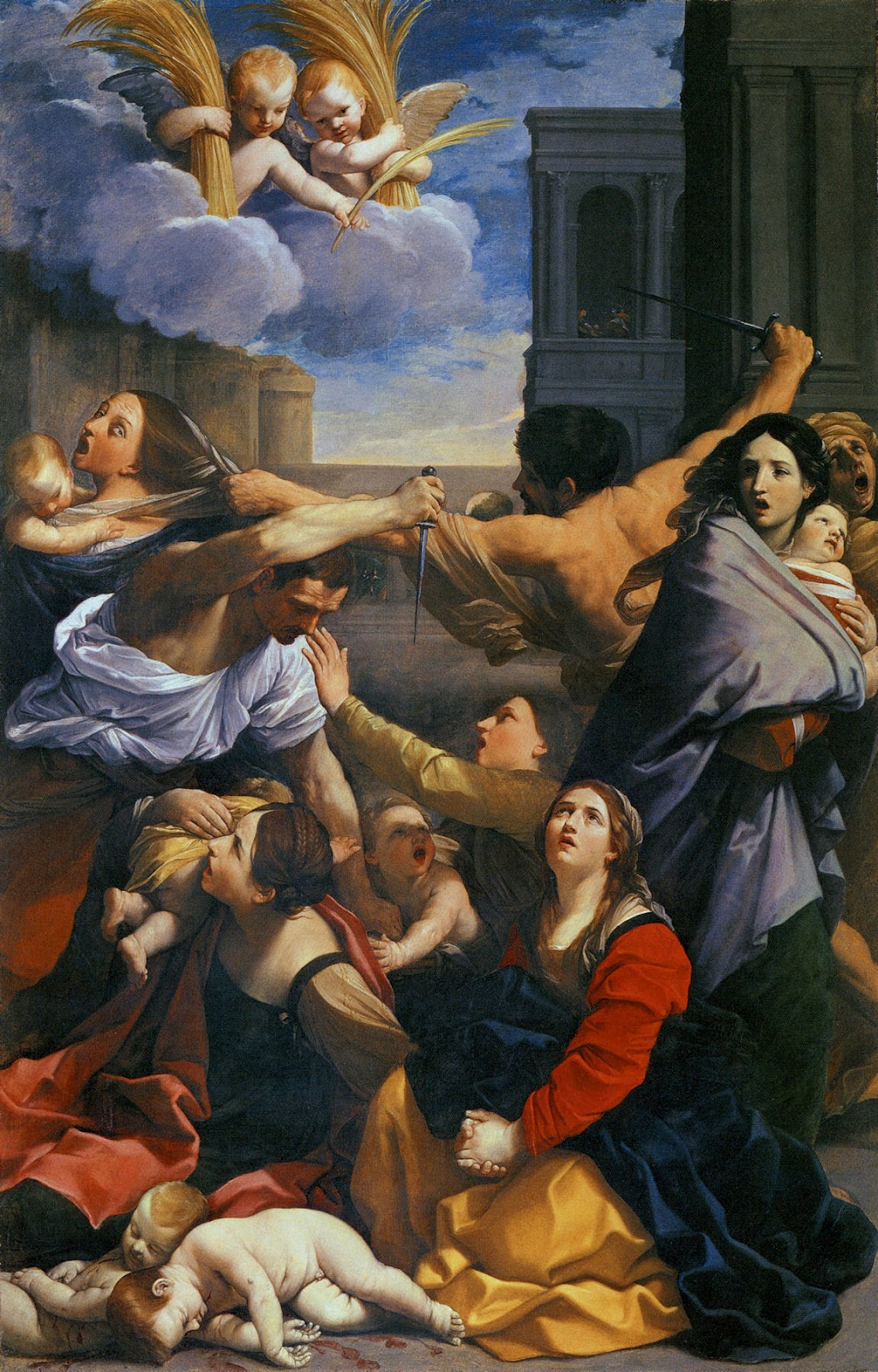
Guido Reni, Strage degli innocenti (1611), Pinacoteca Nazionale di Bologna.

A Bologna fiorì nel Trecento una vivace scuola di pittura, a cui facevano capo Vitale da Bologna, Dalmasio Scannabecchi e Simone dei Crocifissi, assieme agli allievi Jacopo di Paolo, Cristoforo da Bologna, Andrea de' Bartoli, "Jacobus", il cosiddetto Pseudo Jacopino di Francesco, Lippo di Dalmasio e altri. I toscani Cimabue e Giotto hanno inoltre lasciato poche ma importanti testimonianze in città.
Durante il Rinascimento, specialmente sotto la signoria dei Bentivoglio, Bologna fu patria dei pittori Amico Aspertini e Francesco Francia, mentre vi operarono anche i ferraresi Francesco del Cossa e Lorenzo Costa. Ma è fra la seconda metà del Cinquecento e l'inizio del Settecento (ovvero dal Manierismo al Barocco) che la scuola bolognese di pittura raggiunse il suo culmine con artisti del calibro del Domenichino, i Carracci (fondatori dell'Accademia degli Incamminati), Domenico Tibaldi, il Guercino, Guido Reni, Elisabetta Sirani, Prospero Fontana, Lavinia Fontana e moltissimi altri, mentre vi operarono anche il Parmigianino e Donato Creti. Le opere di questi artisti si possono ammirare nelle chiese e palazzi cittadini, nonché nella Pinacoteca Nazionale di Bologna.
In epoca moderna e contemporanea, Bologna ha dato i natali a Luigi Serra, Giorgio Morandi (a cui è dedicato l'omonimo museo), Mario Bonazzi, Ilario Rossi, Aldo Borgonzoni, Carlo Gajani, Sergio Romiti, Vasco Bendini, Pirro Cuniberti, Sergio Vacchi, Vittorio Mascalchi, Valerio Adami, Pier Paolo Calzolari e Piero Manai, mentre vi operarono e operano artisti quali Giovanni Romagnoli, Germano Sartelli, Concetto Pozzati, Luciano De Vita e molti altri.
In ambito scultoreo, operarono a Bologna artisti come Arnolfo di Cambio, Nicola Pisano, Pierpaolo dalle Masegne, Niccolò dell'Arca, Jacopo della Quercia, Michelangelo, Giambologna, Alfonso Lombardi, Properzia de' Rossi e, più recentemente, Umberto Mastroianni, Quinto Ghermandi, Roberto Tirelli, Mario Ceroli, Nicola Zamboni e Luigi Mainolfi.
Dal 1974 si tiene presso la Fiera di Bologna annualmente nel mese di gennaio Arte Fiera, una fiera d'arte moderna e contemporanea. 
Dal 1977 al 1982 si è svolta annualmente la Settimana Internazionale della Performance curata da Renato Barilli, Francesca Alinovi e Roberto Daolio, un evento di alto valore culturale, coinvolgendo lo spazio pubblico della città.
Dal 1986 per commemorare la tragica scomparsa di Francesca Alinovi, è stato istituito il Premio a lei intitolato, a cui dal 2013 è stata aggiunta la dedica al critico d'arte Roberto Daolio, anch'egli prematuramente scomparso. Ogni anno il Premio Alinovi Daolio viene conferito ad un artista contemporaneo.

### Letteratura
Bologna è patria, nativa o adottiva, di molti grandi scrittori e poeti italiani, come Guido Guinizelli, Giosuè Carducci (primo italiano a vincere il Premio Nobel per la letteratura all'inizio del XX secolo), Giovanni Pascoli e Pier Paolo Pasolini. È anche la culla di alcuni fra i migliori giallisti italiani, tra cui Loriano Macchiavelli, considerato il decano degli scrittori giallisti di Bologna; altri esponenti del genere sono Grazia Verasani, Danila Comastri Montanari, Giampiero Rigosi, Marcello Fois ecc. A Bologna sono inoltre ambientate opere letterarie italiane e straniere come Il broker di John Grisham, Jack Frusciante è uscito dal gruppo di Enrico Brizzi, Almost Blue di Carlo Lucarelli, Il gobbo misterioso di Antonio Faeti e L'esercito di Scipione di Giuseppe D'Agata.
Numerosi sono gli altri scrittori e i poeti legati a Bologna, sia del passato come Ludovico de Varthema e Giulio Cesare Croce, sia del contemporaneo come Umberto Eco, Valerio Evangelisti, Pino Cacucci, Stefano Benni, Ermanno Cavazzoni, Simona Vinci e i Wu Ming.

### Fumetto
Bologna ha una lunga e radicata tradizione nel fumetto. Fin dal dopoguerra il fumetto ha preso piede in città, anche grazie ai numerosi disegnatori, sceneggiatori ed editori che vi hanno operato e si sono affermati come alcuni dei più importanti esponenti del fumetto italiano, come Magnus, Bonvi, Silver e Vittorio Giardino, considerati i pionieri dei fumettisti bolognesi.
Fra le case editrici bolognesi che si occupano di fumetto vi sono Coconino Press e Kappa Edizioni.
L'Accademia di belle arti di Bologna ha aperto nel 2004 la scuola sperimentale di fumetto e illustrazione, la prima in Italia, che ha fra gli insegnanti alcuni dei migliori disegnatori della scena italiana. Dal 2007 si svolge il festival di fumetto BilBolbul, che propone artisti italiani e stranieri con mostre, incontri, dibattiti e laboratori.

### Musica
Nel 2006 Bologna ha ottenuto il riconoscimento UNESCO di "città creativa per la musica".

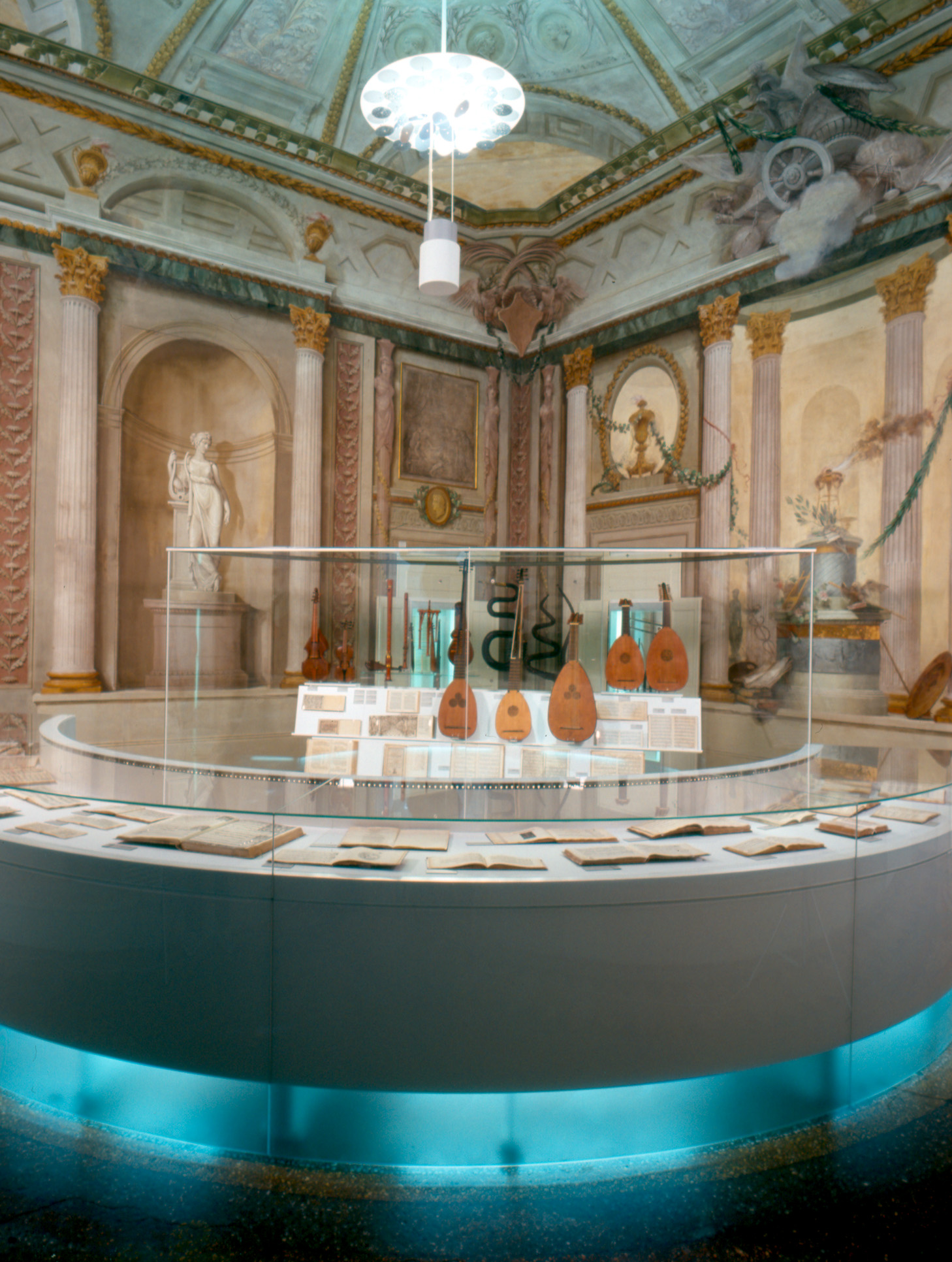
Museo internazionale e biblioteca della musica

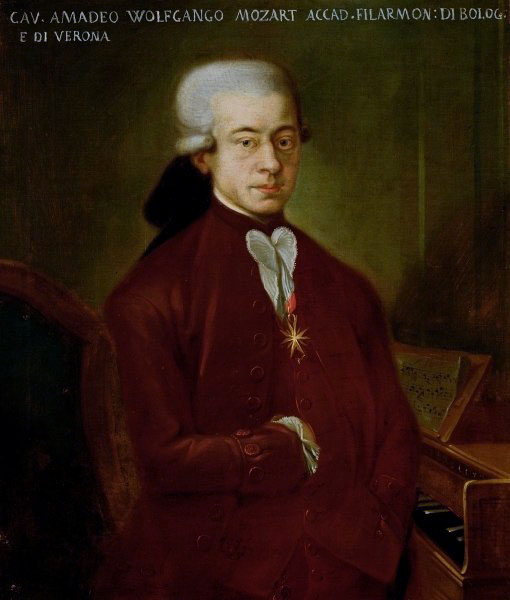
Ritratto conosciuto con il nome di «Mozart di Bologna», commissionato nel 1777 da Leopold Mozart a un artista di Salisburgo per farne dono a padre Martini

I cantautori Gianni Morandi, Andrea Mingardi, Lucio Dalla e Luca Carboni, parte della scena bolognese inerente alla musica leggera contemporanea.

#### Musica classica
A Bologna sono presenti il Museo Internazionale e Biblioteca della Musica, il Conservatorio Giovanni Battista Martini, l'Accademia Filarmonica di Bologna e il Teatro Comunale di Bologna, sede dell'autorevole Orchestra della Fondazione Teatro Comunale di Bologna, attiva dal dopoguerra. Dal 1905 è attiva la casa musicale Bongiovanni, una delle più importanti nel campo dell'editoria e della discografia di musica classica. A partire dal 1995 a Bologna viene organizzato il Concorso internazionale di composizione "2 Agosto": uno dei più importanti concorsi di composizione musicale al mondo. Ogni anno la sera del 2 agosto le opere vincitrici ed altre commissionate ad hoc vengono suonate in piazza Maggiore in un grande concerto gratuito..
Fra i numerosi esempi di formazioni musicali si ricordano il Coro Euridice, coro polifonico fondato nel 1880 e rimasto ininterrottamente attivo, e l'Orchestra Mozart, fondata nel 2004 da Carlo Maria Badini e diretta da Claudio Abbado fino alla sua morte.
Bologna ha dato i natali a musicisti molto noti, come il contralto Antonio Bernacchi, i tenori Luigi Antinori, Matteo Babini e Gianni Raimondi, il baritono Ruggero Raimondi, i compositori Giovanni Paolo Colonna, Giacomo Antonio Perti e Ottorino Respighi. A Bologna ha vissuto ed è morto il famoso Farinelli, e qui soggiornò (in due riprese, da marzo a ottobre 1770) il giovanissimo e già geniale Wolfgang Amadeus Mozart. Ospite del conte Gian Luca Pallavicini, Mozart ebbe l'opportunità di incontrare musicisti e studiosi (dal già citato Farinelli ai compositori Vincenzo Manfredini e Josef Mysliveček, fino allo storico della musica inglese Charles Burney e padre Giovanni Battista Martini).
Mozart prese lezioni di contrappunto da padre Martini, all'epoca considerato come il più grande teorico musicale e il più grande esperto d'Europa nel contrappunto barocco. Il quattordicenne Amadeus nel 1770 fu aggregato all'Accademia Filarmonica di Bologna: la difficile e rigida prova di esame su "un'antifona di canto fermo" dell'ancora giovane Mozart non fu particolarmente brillante.
Esistono due versioni della prova di esame, entrambe conservate al Museo internazionale e biblioteca della musica di Bologna, una delle quali scorretta. Dato che entrambe sono autografate da Mozart, questa è l'evidenza che padre Martini passò una sua rielaborazione del testo di esame ad Amadeus, per favorirne la promozione.
Mozart si dimostrò sempre riconoscente per gli insegnamenti di padre Martini, al punto da scrivere:
(W.A. Mozart, Lettere (1776))

#### Musica leggera
(Francesco Guccini, Bologna)
La città ha una grande tradizione nella musica leggera contemporanea, con molti musicisti e cantautori di successo e una miriade di artisti emergenti, tanto da poter definire una scena musicale bolognese. Fra i cantanti bolognesi, di nascita o di adozione, ci sono Raffaella Carrà, Lucio Dalla, Francesco Guccini, Gianni Morandi, Luca Carboni, Samuele Bersani, Andrea Mingardi, Cesare Cremonini, Dodi Battaglia, Paolo Mengoli, Dino Sarti, Cristina D'Avena, Claudio Lolli, Beppe Maniglia, Fio Zanotti, Silvia Mezzanotte, Neffa. Sempre a Bologna si sono costituiti gruppi come i Pooh, gli Stadio, gli Skiantos, i Gaznevada, i Lùnapop, i Massimo Volume, Gli Avvoltoi, i Marta sui Tubi, i Gem Boy, i Mariposa, i Canzoniere delle Lame, i Datura, i Garden House e Lo Stato Sociale. Vasco Rossi, originario di Zocca, ha a Bologna la sua residenza.

#### Jazz
Bologna è stata fra le prime città italiane a diffondere la cultura del jazz, anche grazie a festival di grande richiamo come il Bologna Jazz Festival e il più recente Alma Jazz, e a musicisti di calibro internazionale che qui sono nati o vi si sono stabiliti o formati, come Paolo Fresu, Jimmy Villotti, la Doctor Dixie Jazz Band, Moris Fabbri, il collettivo Bassesfere ecc. Spesso ha suonato in città il grande trombettista Chet Baker, come testimonia una sua incisione del 1985 intitolata Chet Baker in Bologna, e molti altri grandi nomi internazionali come Miles Davis, Dexter Gordon, Sarah Vaughan, Ella Fitzgerald, Charles Mingus, Gato Barbieri ecc. Numerosi locali continuano a proporre con successo questo genere, fra cui alcuni specializzati. Il 17 settembre 2011 è stata inaugurata a Bologna la Strada del jazz, costituita da via Caprarie e via degli Orefici, con una manifestazione pubblica che ha ospitato numerosi concerti. La prima stella dei miti del jazz è dedicata a Chet Baker ed è posta sul marciapiede di fronte al portone dove un tempo sorgeva il Musiclub di Alberto Alberti.

#### Punk e New wave
Alla fine degli anni settanta, ed in particolare nel contesto del movimento del Settantasette e delle prime esperienze di radio libere come radio Alice, Bologna divenne un luogo chiave del punk rock e della new wave in Italia. La scena rock bolognese, di cui facevano parte gruppi quali Skiantos, Gaznevada, The Stupid Set, Confusional Quartet, Hi-fi Bros, Luti Chroma, Central Unit, Windopen, Rusk und Brusk e molti altri, segnò la "rinascita" del rock italiano in chiave punk e new wave, ma spesso caratterizzato da toni ironici e dissacranti: nacque così il rock demenziale, termine coniato da Freak Antoni, cantante degli Skiantos. Evento chiave di questa "rinascita" fu il bizzarro concerto Bologna Rock: Dalle cantine all'asfalto, tenutosi al palasport di Bologna il 2 aprile 1979. Etichette come la Harpo's Bazar e la Italian Records (entrambe fondate da Oderso Rubini) furono tra le prime in Italia a proporre questo nuovo approccio alla musica.
Nei primi anni ottanta Bologna è stata anche uno dei centri nevralgici dell'hardcore punk, grazie a band come RAF Punk, Nabat, Irha, Stalag 17, Anna Falkss, Bacteria, Sottocultura e Rip Off e ad etichette come la Attack Punk Records di Jumpy Velena. Celebre fu la contestazione organizzata dai punk bolognesi durante il concerto dei Clash in Piazza Maggiore nel 1980, evento identificato da molti come l'atto di nascita dell'intero movimento hardcore in Italia.

#### Hip hop e musica elettronica
A partire dalla fine degli anni ottanta, Bologna è stata una delle città più importanti per la cultura hip hop, ospitando artisti e gruppi quali Neffa, Sangue Misto, Joe Cassano, Deda, Inoki e grazie a luoghi presso la quale questa cultura veniva supportata e diffusa fin dai primi anni novanta, come il centro sociale Isola nel Kantiere. Negli Anni 2000 l'hip hop bolognese ha visto attivi gruppi come i Porzione Massiccia Crew, una delle prime crew hip hop multietniche in Italia fondata dal rapper Inoki, e i Fuoco negli occhi.
Durante gli anni novanta emerse a Bologna un punto di aggregazione devoto alla musica elettronica, il Link, al cui interno nasceranno Distorsonie, il primo festival di musica dance elettronica organizzato in Italia, e Netmage, uno dei maggiori festival italiani di live media ora confluito nel Live Arts Week.

### Teatro

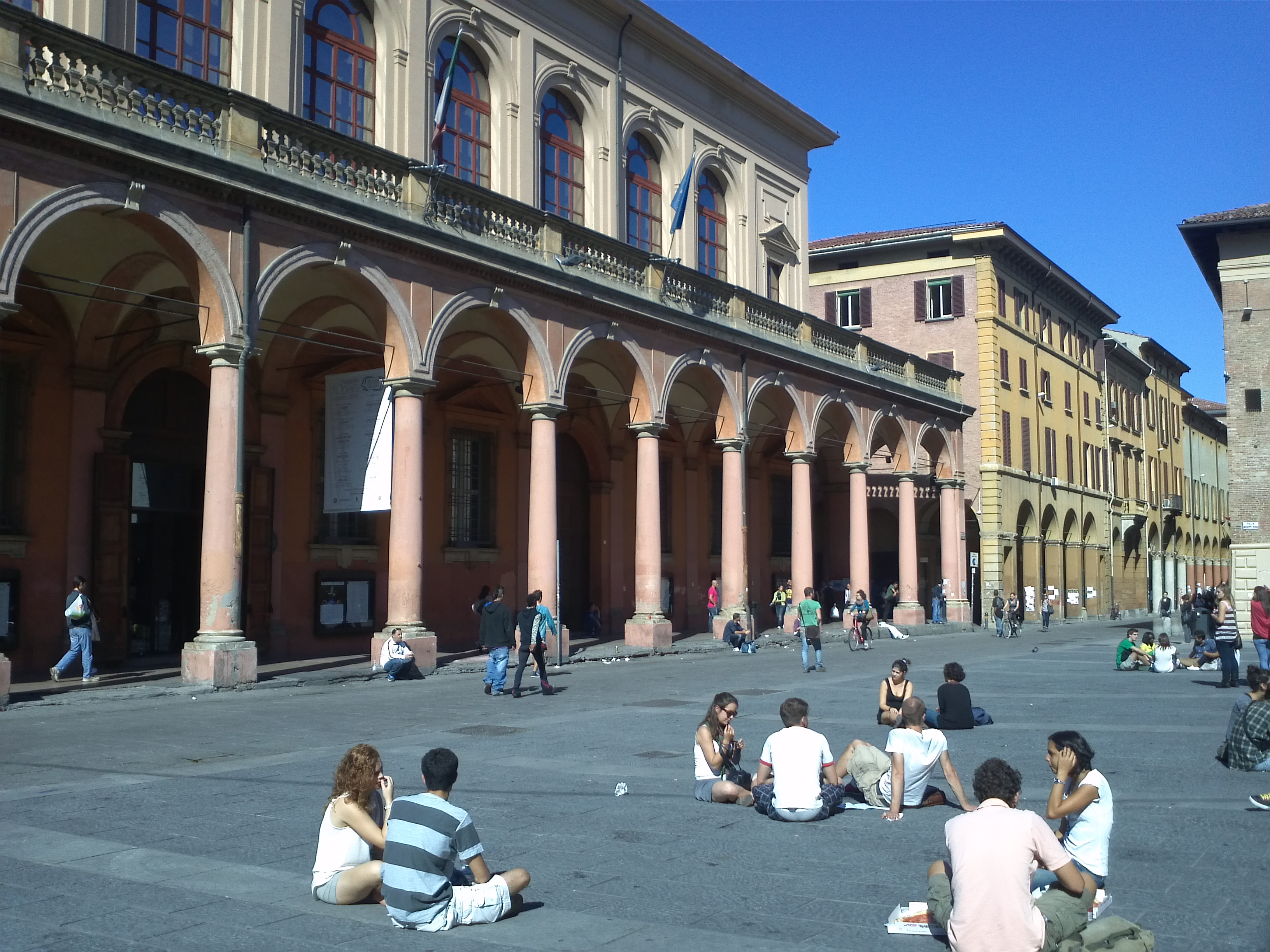
Il Teatro Comunale in piazza Giuseppe Verdi.

Il teatro è stata una forma di intrattenimento molto diffusa a Bologna fino dal Cinquecento. Il primo teatro pubblico fu il Teatro della Sala, attivo a partire dal 1547 nel Palazzo del Podestà.
Una figura molto importante del teatro bolognese e italiano fu Alfredo Testoni, il commediografo autore de Il cardinale Lambertini, grande successo teatrale sin dal 1905, riproposto poi sullo schermo dall'attore bolognese Gino Cervi.
Nel 1998 il Comune di Bologna ha dato vita al progetto "Bologna dei Teatri", un'associazione che riunisce le principali strutture teatrali della città. Si tratta di un circuito di teatri dall'offerta culturale variegata, che spazia dalla commedia dialettale bolognese alla danza contemporanea, ma con una strategia di comunicazione e promozione unitaria. In concreto, gli spettacoli in cartellone nei vari teatri aderenti al progetto vengono pubblicizzati settimanalmente attraverso una locandina unica.
I principali teatri di Bologna sono l'Arena del Sole e il Teatro Comunale.

### Cinema

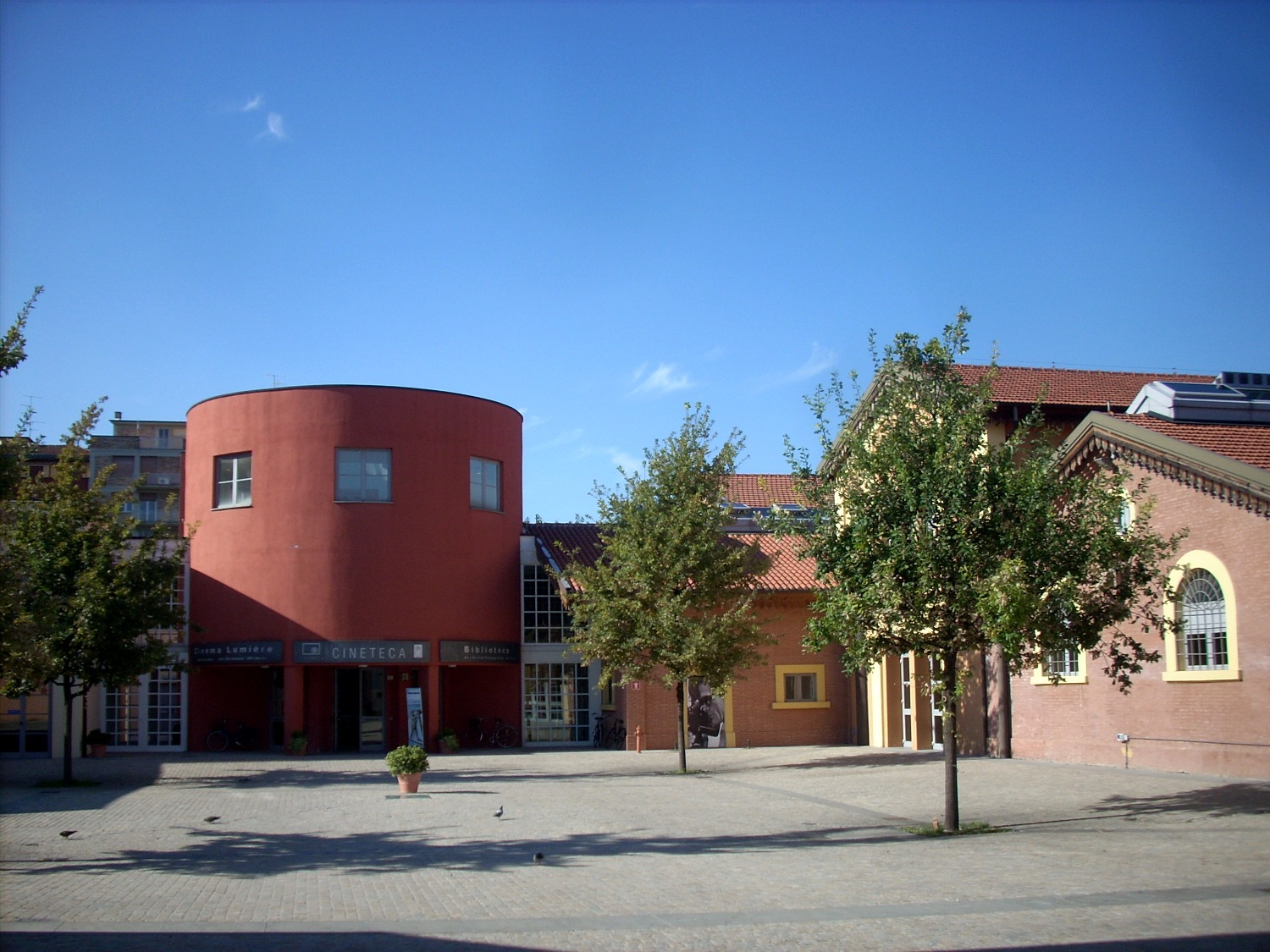
Il Cinema Lumière e la biblioteca della Cineteca di Bologna.

A Bologna ha sede la prestigiosa Cineteca, già presieduta dal regista Giuseppe Bertolucci, e successivamente da Carlo Mazzacurati e poi da Marco Bellocchio. Grazie all'apporto fornito dagli studenti del DAMS sono attive in città parecchie produzioni cinematografiche indipendenti.
In Italia, Bologna è la seconda città con maggior numero di posti in sale cinematografiche per abitanti (superata solo da Campobasso, che però ha una popolazione molto più esigua), e la diciannovesima in Europa.
Numerosi sono i festival dedicati al cinema che si tengono in città, fra cui: Future Film Festival, Biografilm Festival, Il cinema ritrovato, Immaginaria. Ogni estate in piazza Maggiore viene allestito un cinema all'aperto, con uno degli schermi cinematografici più grandi d'Europa, in cui si proiettano tutte le sere alcuni dei migliori restauri della Cineteca e altre pellicole fra le novità della stagione, in un cartellone di oltre cinquanta appuntamenti denominato Sotto le stelle del cinema.

#### Film girati a Bologna
- I bimbi d'Italia sono tutti balilla - 1916, Alfredo Testoni
- Come conclude l'amore - 1917, Alfredo Masi
- Bianco e nero - 1918, Alfredo Masi
- Marinella - 1918, Raimondo Scotti
- Rebus - 1918, Alfredo Masi
- La prova misteriosa - 1922, Franco Primitivi
- Bertoldo, Bertoldino e Cacasenno - 1936, Giorgio Simonelli
- Totò al giro d'Italia - 1948, Mario Mattoli
- Bellezze in bicicletta - 1951, Carlo Campogalliani
- Hanno rubato un tram - 1953, Aldo Fabrizi
- Bertoldo, Bertoldino e Cacasenno - 1954, Mario Amendola
- Il cardinale Lambertini - 1954, Giorgio Pàstina
- La banda Casaroli - 1962, Florestano Vancini
- I fuorilegge del matrimonio - 1963, Valentino Orsini
- Una bella grinta - 1964, Giuliano Montaldo
- Comizi d'amore - 1964, Pier Paolo Pasolini
- Edipo re - 1967, Pier Paolo Pasolini
- I sovversivi - 1967, Paolo Taviani
- Balsamus, l'uomo di Satana - 1968, Pupi Avati
- Plagio - 1968, Sergio Capogna
- Fatti di gente per bene - 1974, Mauro Bolognini
- Salò o le 120 giornate di Sodoma - 1975, Pier Paolo Pasolini
- L'affittacamere - 1976, Mariano Laurenti
- Al piacere di rivederla - 1976, Marco Leto
- Decadenza - 1976, Antonio Maria Magro
- L'esercito di Scipione - 1977, Giuliana Berlinguer
- Gli ultimi tre giorni - 1977, Gianfranco Mingozzi
- La polizia è sconfitta - 1977, Domenico Paolella
- Jazz Band - 1978, Pupi Avati
- Disonora il padre - 1978, Sandro Bolchi
- Sarti Antonio brigadiere - 1978, Pino Passalacqua
- Cinema!!! - 1979, Pupi Avati
- Temporale Rosy - 1979, Mario Monicelli
- Si salvi chi vuole - 1980, Roberto Faenza
- Zeder - 1982, Pupi Avati
- Gli occhi, la bocca - 1982, Marco Bellocchio
- Sconcerto rock - 1982, Luciano Manuzzi
- Una gita scolastica - 1983, Pupi Avati
- Acapulco, prima spiaggia... a sinistra - 1983, Sergio Martino
- L'orchestre noir - 1984, Stéphane Lejeune
- Impiegati - 1985, Pupi Avati
- Una domenica sì - 1986, Cesare Bastelli
- Storia di ragazzi e di ragazze - 1989, Pupi Avati
- Musica per vecchi animali - 1989, Umberto Angelucci
- Stanno tutti bene - 1989, Giuseppe Tornatore
- Il decimo clandestino - 1989, Lina Wertmüller
- Il trasloco - 1991, Renato De Maria
- Faccia di lepre - 1991, Liliana Gianneschi
- Rossini! Rossini! - 1991, Mario Monicelli
- Sognando la California - 1992, Carlo Vanzina
- Dichiarazioni d'amore - 1994, Pupi Avati
- Strane storie. Racconti di fine secolo - 1994, Sandro Baldoni
- La lampada di Wood - 1994, Lavinia Capogna
- Ispettore Sarti 2 - 1994, Giulio Questi
- Se c'è rimedio perché ti preoccupi? - 1995, Carlo Sarti
- Jack Frusciante è uscito dal gruppo - 1996, Enza Negroni
- Consigli per gli acquisti - 1997, Sandro Baldoni
- Matrimoni - 1998, Cristina Comencini
- Jolly blu - 1998, Stefano Salvati
- Incontri proibiti - 1998, Alberto Sordi
- La forza dell'amore - 1998, Vincenzo Verdecchi
- La guerra degli Antò - 1999, Riccardo Milani
- E allora mambo! - 1999, Lucio Pellegrini
- Paglione! - 1999, Francesco Merini
- A domani - 1999, Gianni Zanasi
- Faccia di Picasso - 2000, Massimo Ceccherini
- Almost Blue - 2000, Alex Infascelli
- Tandem - 2000, Lucio Pellegrini
- Fortezza Bastiani - 2002, Michele Mellara e Alessandro Rossi
- Paz! - 2002, Renato De Maria
- Paris, Dabar - 2003, Paolo Angelini
- Il cuore altrove - 2003, Pupi Avati
- Segni particolari - Appunti per un film sull'Emilia-Romagna - 2003, Giuseppe Bertolucci
- Cavedagne - 2003, Francesco Merini
- Il segreto del successo - 2003, Massimo Martelli
- La rivincita di Natale - 2004, Pupi Avati
- Lavorare con lentezza - 2004, Guido Chiesa
- Il vento, di sera - 2004, Andrea Adriatico
- Ma quando arrivano le ragazze? - 2005, Pupi Avati
- La seconda notte di nozze - 2003, Pupi Avati
- Amatemi - 2005, Renato De Maria
- Fuori vena - 2005, Tekla Taidelli
- Quo vadis, baby? - 2005, Gabriele Salvatores
- Centochiodi - 2007, Ermanno Olmi
- Il commissario De Luca - 2007, Antonio Frazzi
- Il papà di Giovanna - 2008, Pupi Avati
- Fiabeschi torna a casa - 2013, Max Mazzotta
- Dopo la guerra - 2017, Annarita Zambrano
- Luigo - 2017, Stefano Usardi
- Il ritorno di Capitan Kluz - 2018, Stefano Folletti
- I ragazzi dello Zecchino d'Oro - 2019, Ambrogio Lo Giudice
- Diabolik - 2020, Manetti Bros.
- L'incredibile storia dell'Isola delle Rose - 2020, Sydney Sibilia

### Cucina

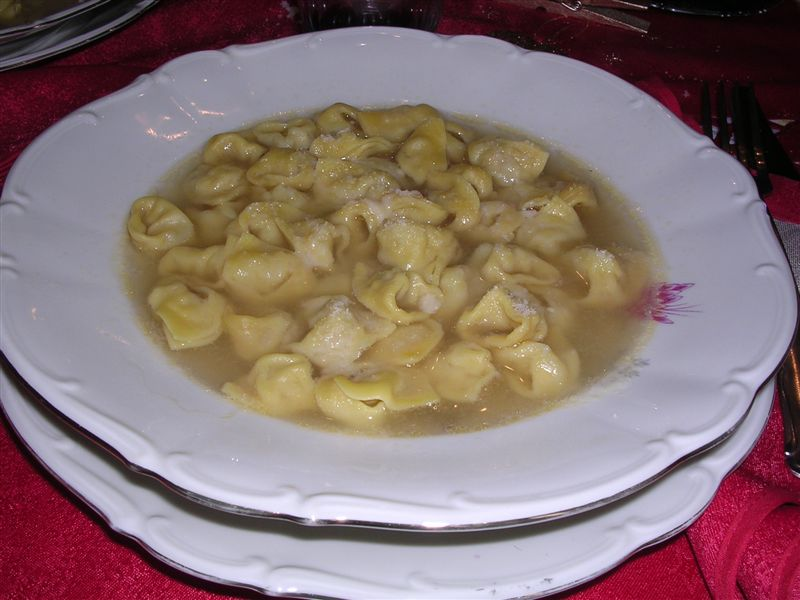
Tortellini in brodo.

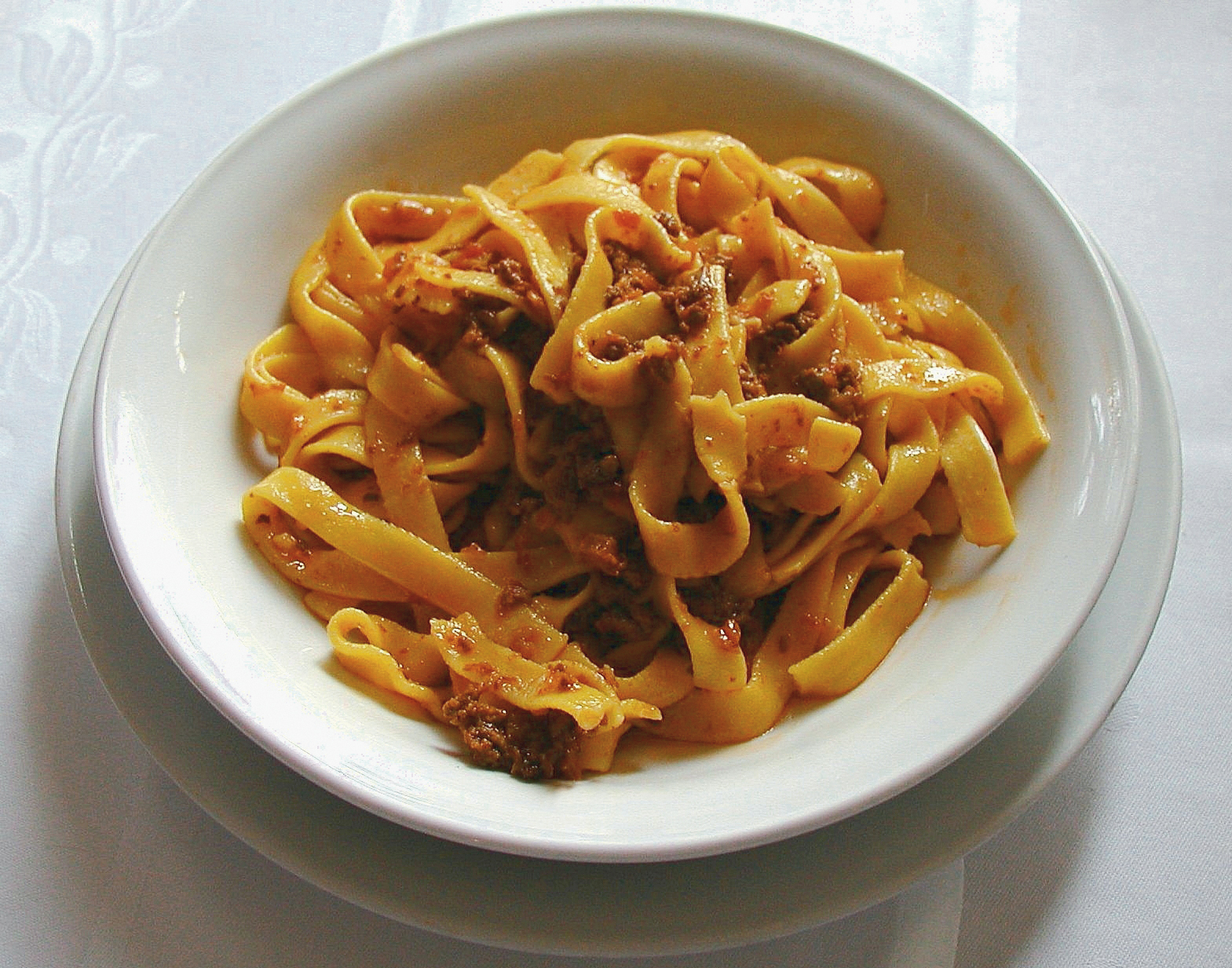
Tagliatelle al ragù.

La fama internazionale della cucina bolognese risale al Medioevo, quando le potenti famiglie signorili impiegavano presso le loro corti i cuochi più celebrati del tempo, mentre numerose erano già nel Trecento le osterie cittadine. La tradizione gastronomica di Bologna è strettamente legata all'Università: la mescolanza di numerosi studenti e professori di nazionalità diverse arricchì la cultura gastronomica, e rese necessaria una buona organizzazione dell'approvvigionamento alimentare.
La cucina bolognese, così come quella di tutta l'Emilia, si distingue per l'abbondanza nell'uso di carne, in particolare maiale, e pasta all'uovo, tanto da far meritare alla città l'appellativo di Bologna la grassa. Abbonda anche l'uso di latticini, quali il burro, il formaggio molle e il Parmigiano Reggiano. Le numerose ricette di origine bolognese, diffuse in tutto il mondo come eccellenze della cucina italiana, e la proliferazione in città di attività commerciali legate al cibo, hanno spesso condotto la stampa italiana e straniera ad attribuire a Bologna l'appellativo di Città del cibo (City of food).

### Eventi
Oltre alle numerose fiere di respiro internazionale nell'area della Fiera di Bologna, la città ospita frequentemente importanti eventi, festival e rassegne. Nel 1911 si tenne a Bologna il IV Congresso internazionale di filosofia; vi parteciparono filosofi italiani e provenienti da ogni parte del mondo. Nel 1988 si tenne la Biennale dei giovani artisti dell'Europa e del Mediterraneo.

#### Festival musicali
- Alma Jazz Festival (si svolge in autunno): è il primo festival italiano dedicato alle orchestre jazz universitarie, provenienti da tutta Europa.[109]
- AngelicA - festival internazionale di musica (si svolge a maggio/giugno): si svolge da oltre vent'anni e si propone di rappresentare ogni forma di ricerca musicale che si muova in ambiti non convenzionali e che usi con libertà i molteplici materiali offerti dalle diverse tradizioni musicali.
- Bologna Jazz Festival - The Autumn Jazz Event (si svolge a novembre): il più antico festival jazz italiano, dal 1958 tappa dei più grandi musicisti mondiali del genere.
- RoBOt Festival - Digital Paths into Music and Art (si svolge a settembre/ottobre): rassegna di musica elettronica e arte digitale.
- Zecchino d'Oro (si svolge a novembre): storica rassegna canora internazionale di musica per l'infanzia, che si svolge all'Antoniano.

#### Festival cinematografici
- Biografilm Festival - International Celebration of Lives (si svolge a giugno): è l'unico evento mondiale dedicato alle biografie e ai racconti di vita.
- Future Film Festival - Festival Internazionale di Cinema, Animazione e Nuove Tecnologie[110] (si svolge ad aprile): il primo e più importante festival italiano dedicato al cinema d'animazione e alle nuove tecnologie.
- Human Rights Nights International Film Festival (si svolge a ottobre): festival sulle espressioni cinematografiche in tema di diritti umani.
- Il cinema ritrovato (si svolge a giugno/luglio): festival cinematografico dedicato alla riscoperta di film muti e sonori riemersi e classici restaurati; è diretto da Peter von Bagh e ospita anche la Fiera dell'Editoria Cinematografica.
- Some Prefer Cake (si svolge a settembre): festival del cinema lesbico[111].
- Sotto le stelle del cinema (si svolge da giugno ad agosto): rassegna estiva di cinema in piazza Maggiore.[112][113][114]
- Visioni Italiane (si svolge a febbraio): festival di produzioni indipendenti di cortometraggio italiane in visione al Cinema Lumière.
- YoungAbout International Film Festival (si svolge a marzo): festival internazionale giovani e cinema[115].

#### Festival di arti visive
- Art City Bologna (si svolge a gennaio-febbraio): È un insieme di iniziative culturali, mostre ed eventi che propongono una contaminazione fra l'arte contemporanea e i luoghi e il patrimonio artistico presenti sul territorio, che si svolge in occasione di ArteFiera
- BilBOlBul - Festival Internazionale del Fumetto (si svolge a marzo): rassegna dedicata al fumetto, presenta opere di grandi artisti e di giovani sulla scena nazionale e internazionale, con uno sguardo sulla produzione più innovativa, mettendo anche in relazione il fumetto con gli altri linguaggi della cultura contemporanea.
- Cheap Festival - Festival di Street Poster Art che si svolge annualmente in maggio
- Frontier (si svolge a giugno-luglio) - festival di street art.

#### Festival di arti performative
- Danza Urbana - Festival internazionale di danza nei paesaggi urbani (si svolge a settembre): primo festival italiano di danza nei paesaggi urbani, offre spettacoli e laboratori di danza nelle piazze cittadine.[116]
- Live Arts Week - Appuntamento multidisciplinare dedicato agli incroci fra arti elettroniche, visive, musicali e performative, nato nel 2012 dalla fusione del Netmage e del F.I.S.Co..
- PerAspera - festival di arti performative contemporanee.

#### Festival culinari
- MortadellaBO'  (si svolge a ottobre) - festival dedicato alla Mortadella Bologna IGP.
- Cioccoshow - La magia del cioccolato (si svolge a novembre): fiera del cioccolato.

#### Altri eventi
- la Repubblica delle idee (si svolge a giugno): festival giornalistico curato dal quotidiano la Repubblica.[117]
- Discesa della Madonna di San Luca (si svolge a maggio): ogni anno si celebra l'antica tradizione della "discesa della Madonna di San Luca", che avviene il 12 maggio tramite una processione dal Santuario della Madonna di San Luca fino al centro della città.
- Smell - Festival dell'Olfatto (si svolge a maggio): incontri, eventi, laboratori, presentazioni, workshop interamente dedicati al mondo dei profumi.[118]
- Festa Internazionale della Storia, si svolge nella terza settimana di ottobre, con eventi da settembre a dicembre
- Falò del vecchione, tradizionale celebrazione del Capodanno consistente nel rogo di un grande fantoccio rappresentante l'anno vecchio.

#### Partecipazione all'Expo 2010 di Shanghai

Il logo "Bologna-Shanghai" creato per la partecipazione all'Expo 2010.

La città di Bologna, insieme ad altre 45 città del mondo, ha partecipato, previa selezione e invito, all'Esposizione Universale di Shanghai 2010 intitolata Better city, better life (Città migliore, Vita migliore), tenutasi dal 1º maggio al 31 ottobre 2010 nella metropoli cinese.
La giuria internazionale dell'Expo ha inserito la città felsinea nell'area Liveable city (Città vivibile), giudicandola esempio di eccellenza nelle categorie: Cultura e creatività; Innovazione tecnologica; Inclusione sociale; Trasformazioni urbanistiche e infrastrutturali. Le altre due città italiane invitate a questa edizione dell'Esposizione Universale sono state Venezia (area Protection and Utilization of Historical Heritages) e Milano (area Sustainable Urbanisation).

## Geografia antropica

### Area metropolitana
(Carlo Lucarelli, Almost Blue)

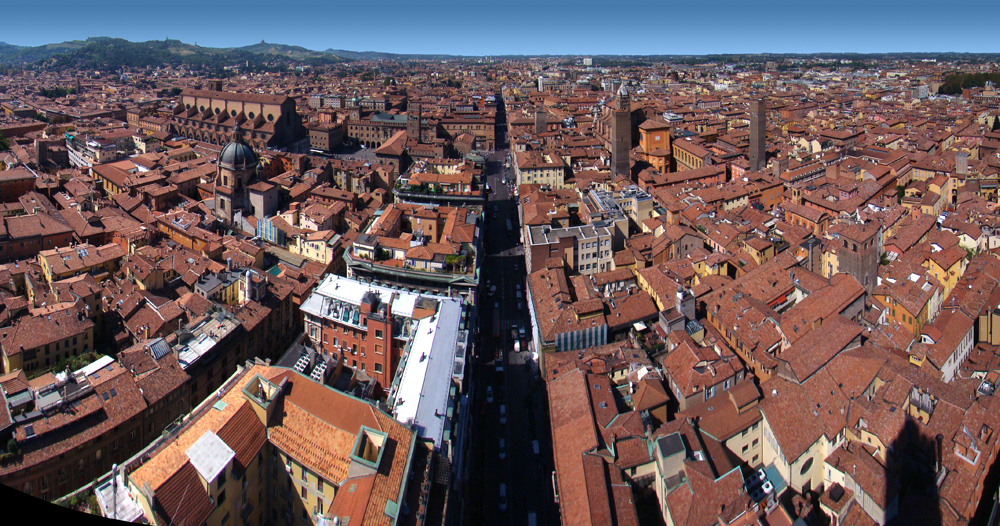
Via Rizzoli-Ugo Bassi, parte urbana della Via Emilia

L'area metropolitana di Bologna costituisce una delle prime dieci aree metropolitane italiane e conta una popolazione di oltre 1 milione di abitanti, con una rilevante influenza economica e culturale sulle città e regioni limitrofe.
Secondo la classificazione detta FURs (perimetrazione basata sui flussi pendolari) il nucleo urbano della città di Bologna ha una popolazione di 991.385 abitanti (al gennaio 2013).
La città e la sua area metropolitana, parametrate anche su scala economica, culturale, commerciale, industriale, congressuale, fieristica, finanziaria e sociale, rivestono quindi un'importanza, in ambito nazionale ed europeo, assai superiore a quanto espresso dal semplice parametro demografico (men che meno a quello della popolazione ufficialmente residente nel ristretto ambito comunale). La conferma di questo arriva da uno studio condotto nel 1989 dal gruppo Reclus di Montpellier e commissionato della DATAR (Délégation à l'Amenagement du Territoire et à l'Action Régionale), nel quale si formula una classificazione per grado d'importanza delle città con più di duecentomila abitanti di quattordici Stati dell'Europa Occidentale e mediterranea: Bologna, con Firenze e Venezia, si situava in posizione più avanzata di città più popolose, quali Dublino, Leeds, Liverpool, Lilla, Norimberga, Essen, Dortmund, Brema, Hannover, Saragozza, Malaga, Bilbao, Salonicco, Palermo, ecc.
Nonostante l'esigua popolazione comunale Bologna è stata anche inserita, dal gruppo di studio GaWC, tra le cento città globali (o Città del Mondo), in virtù della sua importanza culturale ed economica (invero in categoria D, cioè città globali in formazione, con bassa evidenza).

### Suddivisioni amministrative

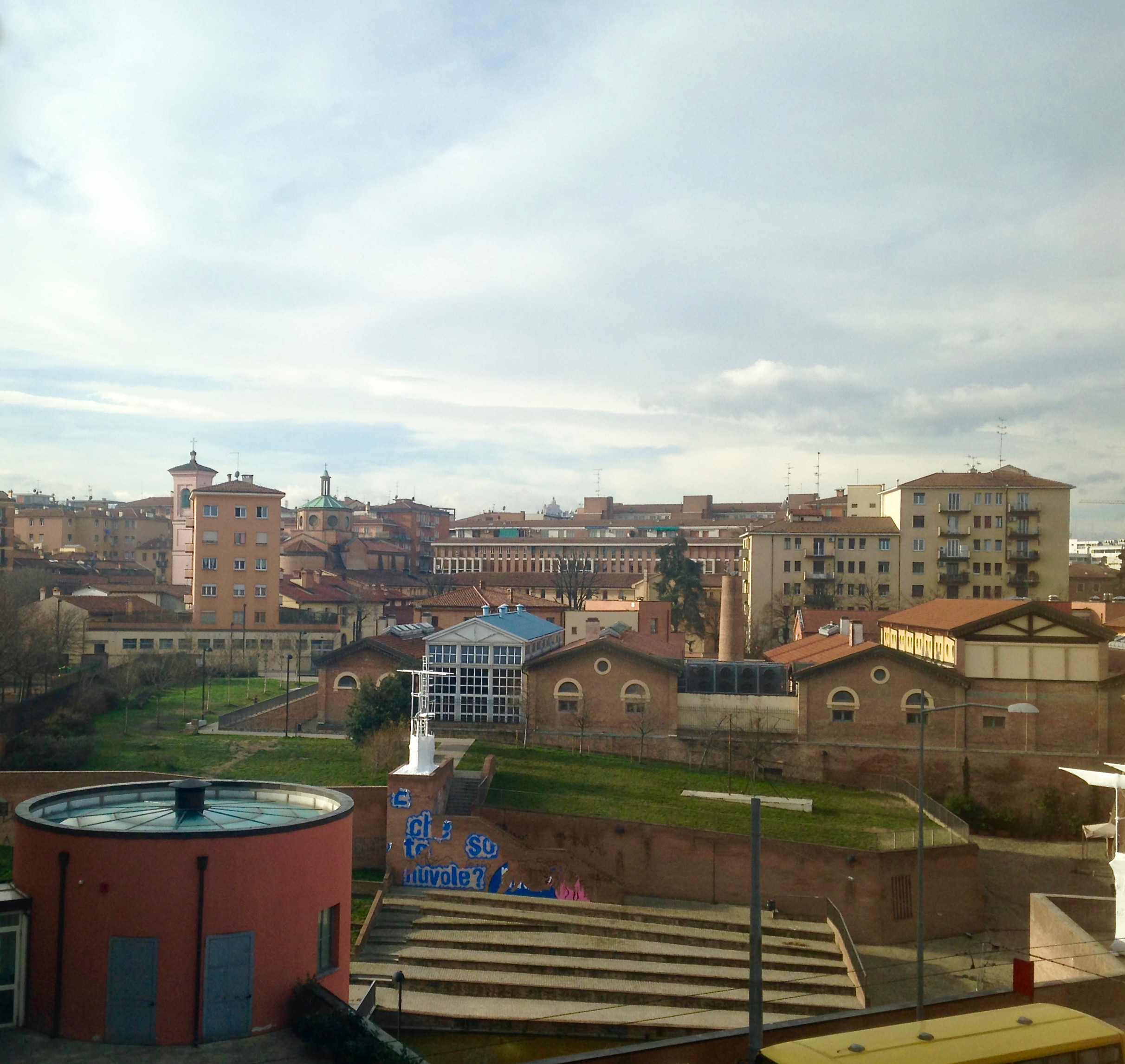
Una veduta del Quartiere Porto

Il comune è suddiviso amministrativamente in sei circoscrizioni di decentramento, a cui lo statuto attribuisce il nome di "quartieri": Borgo Panigale-Reno, San Donato-San Vitale, Savena, Navile, Porto-Saragozza, Santo Stefano.

### Urbanistica

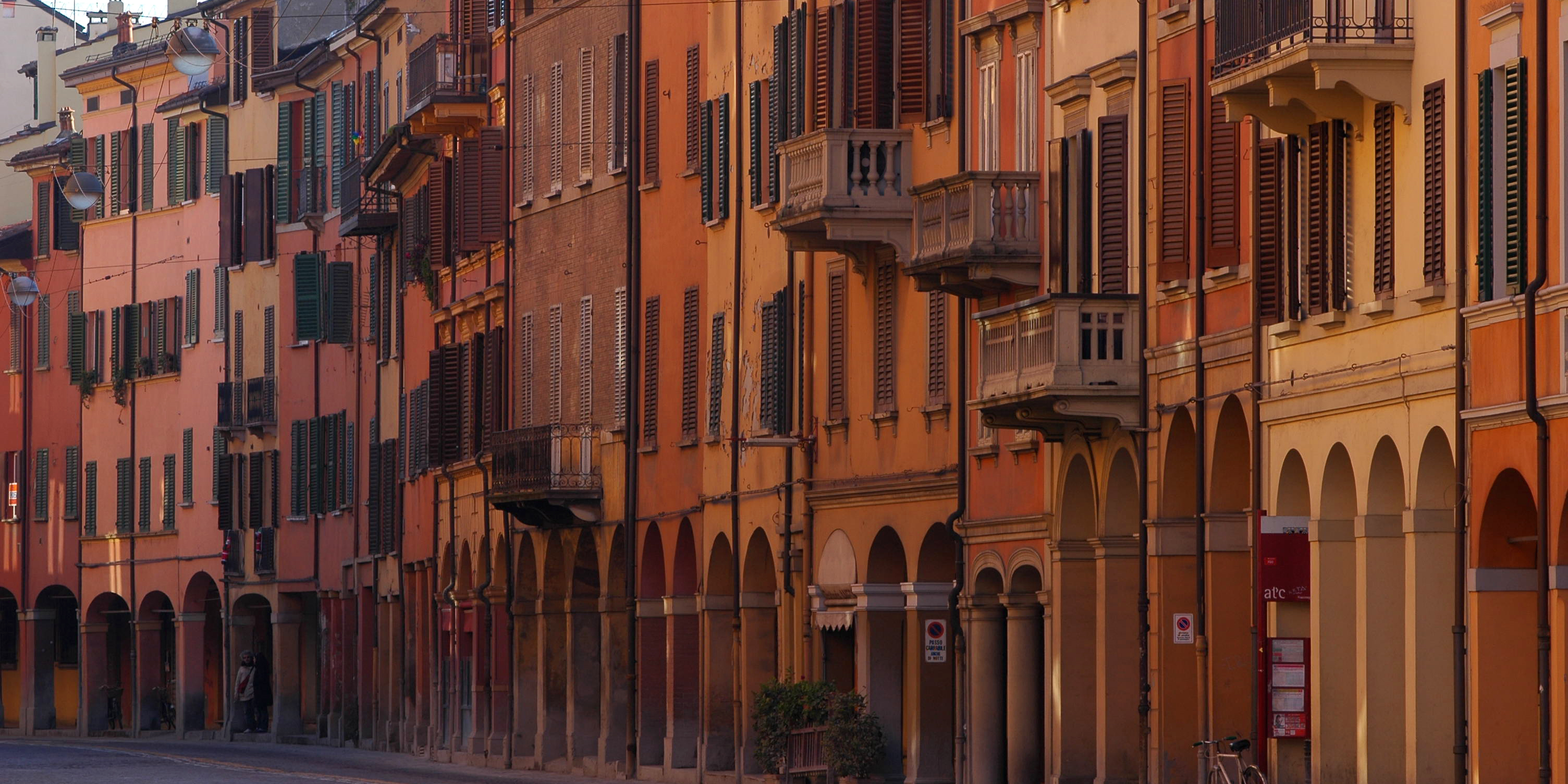
I Portici di Bologna

Il centro storico di Bologna è uno dei più antichi e vasti d'Europa. In virtù di un'attenta politica di restauro e conservazione avviata dalla fine degli anni sessanta del secolo scorso, esso ha conservato gran parte della città medievale, a dispetto dei gravi danni causati dagli sventramenti urbanistici della fine del XIX secolo, tra cui quello del centrale Mercato di Mezzo, e dalle distruzioni belliche della seconda guerra mondiale. In alcune case si trovano ancora le fondazioni della città romana risalente al II secolo a.C., e in altre abitazioni pare addirittura che vi siano tracce datate all'età del ferro. La struttura del centro storico composta dalla sovrapposizione di due modelli planimetrici, quello romano ortogonale e quello medievale a raggiera, con piazza Maggiore posta in mezzo e i "raggi", a partire dalle due strade centrali della via Emilia - via Rizzoli e via Ugo Bassi - che si sviluppano fino alle varie porte che si aprono lungo i resti delle mura.
Caratteristica principale delle abitazioni, ereditata dall'architettura del passato e riproposta anche in chiave moderna in quasi tutta la città, è quella di avere all'esterno i portici. La città ha infatti la più alta concentrazione di portici al mondo, circa 42 km.

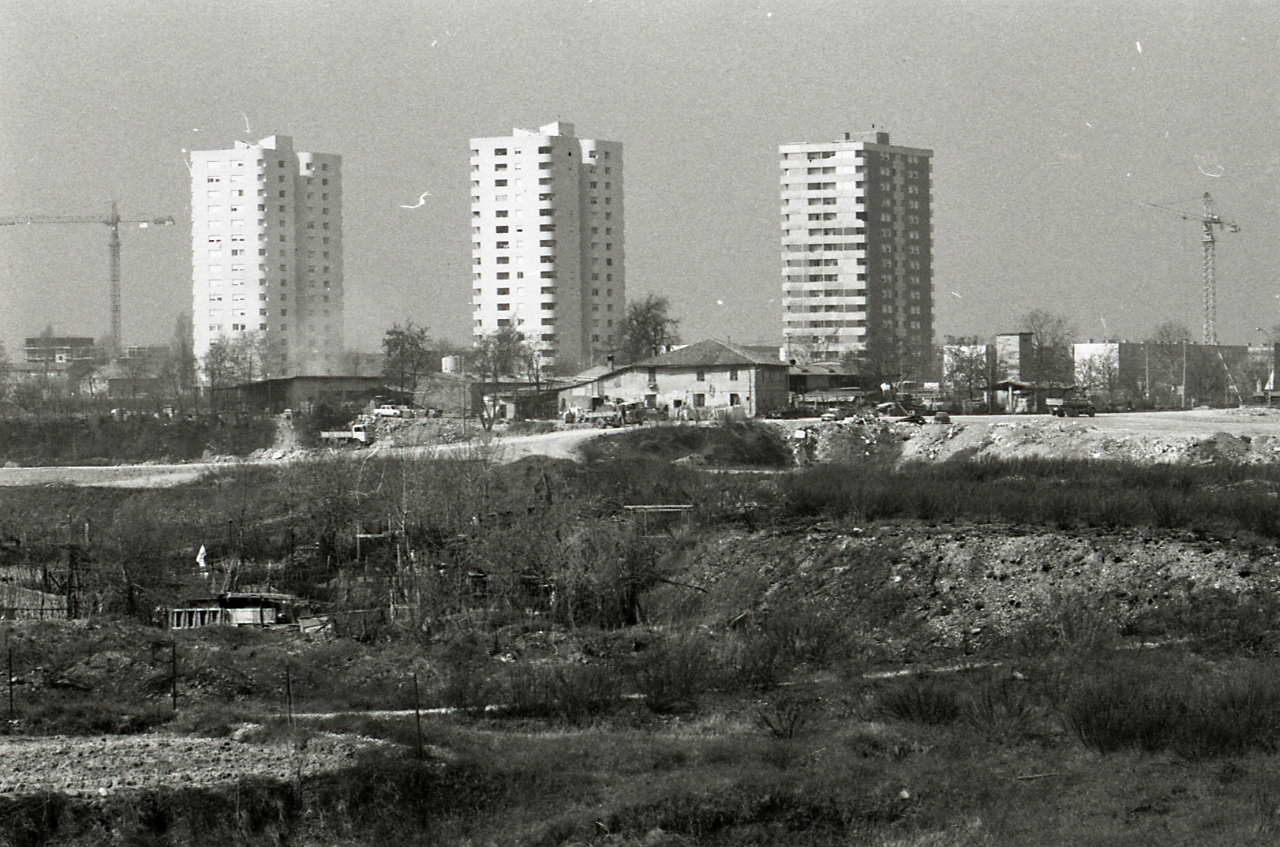
Fabbricati IACP in costruzione a Casteldebole nel 1980

L'espansione demografica dovuta alla forte immigrazione dalla provincia e dalle regioni del sud Italia ha portato, soprattutto negli anni sessanta e settanta del Novecento, a un’intensa urbanizzazione delle aree un tempo rurali all'esterno delle mura cittadine. Nacquero così popolosi quartieri periferici come la Barca (1962), il Pilastro (1966) o il Fossolo (1968), e si realizzarono grandi progetti di edilizia popolare, come ad esempio il grattacielo di San Vitale (1958-60), l'insediamento "Levante Emilia" in via Napoli (1961), il Treno (1957-62) e lo Steccone (1968) alla Barca, il Virgolone (1976) al Pilastro, le Torri (1979) a Casteldebole.
In un'area destinata allo sviluppo della città, fra via Stalingrado e il quartiere San Donato, nel 1967 l'amministrazione comunale commissionò al noto architetto giapponese Kenzō Tange la progettazione del Centro direzionale nell'area della fiera, la cui costruzione iniziò nel 1975. Nacque così il Fiera District, destinato a diventare la sede della Regione Emilia-Romagna, del Palazzo degli Affari, della Fiera di Bologna e di altre importanti istituzioni economiche. Al centro del Fiera District fu progettata una zona pedonale, piazza della Costituzione, la cui costruzione fu affidata a Isamu Noguchi.
Fra gli ultimi esempi di architettura contemporanea e interventi urbanistici (spesso oggetto di accese discussioni) troviamo la Porta Europa dell'architetto Ettore Masi in via Stalingrado, il complesso del nuovo palazzo comunale nella zona della Bolognina (Palazzo Bonaccorso e piazza Liber Paradisus) e la Torre Unipol, un grattacielo alto 127 metri sito nella periferia est della città.

### Ambiente
| Anno | Rapporto Ecosistema Urbano (Legambiente) |
| ---- | ---------------------------------------- |
| 2008 | 23º (-4)                                 |
| 2009 | 9º (+14)                                 |
| 2010 | 9º (0)                                   |
| 2011 | 11º (-2)                                 |
| 2012 | 11º (0)                                  |
| 2013 | 24º (-13)                                |
| 2014 | 40º (-16)                                |
| 2015 | 50º (-10)                                |
| 2016 | 56° (-6)                                 |
| 2017 | 22° (+34)                                |
| 2018 | 10° (+12)                                |
| 2019 | 13° (-3)                                 |
| 2020 | 16° (-3)                                 |
| 2021 | 22° (-6)                                 |
| 2022 | 24° (-2)                                 |

## Economia

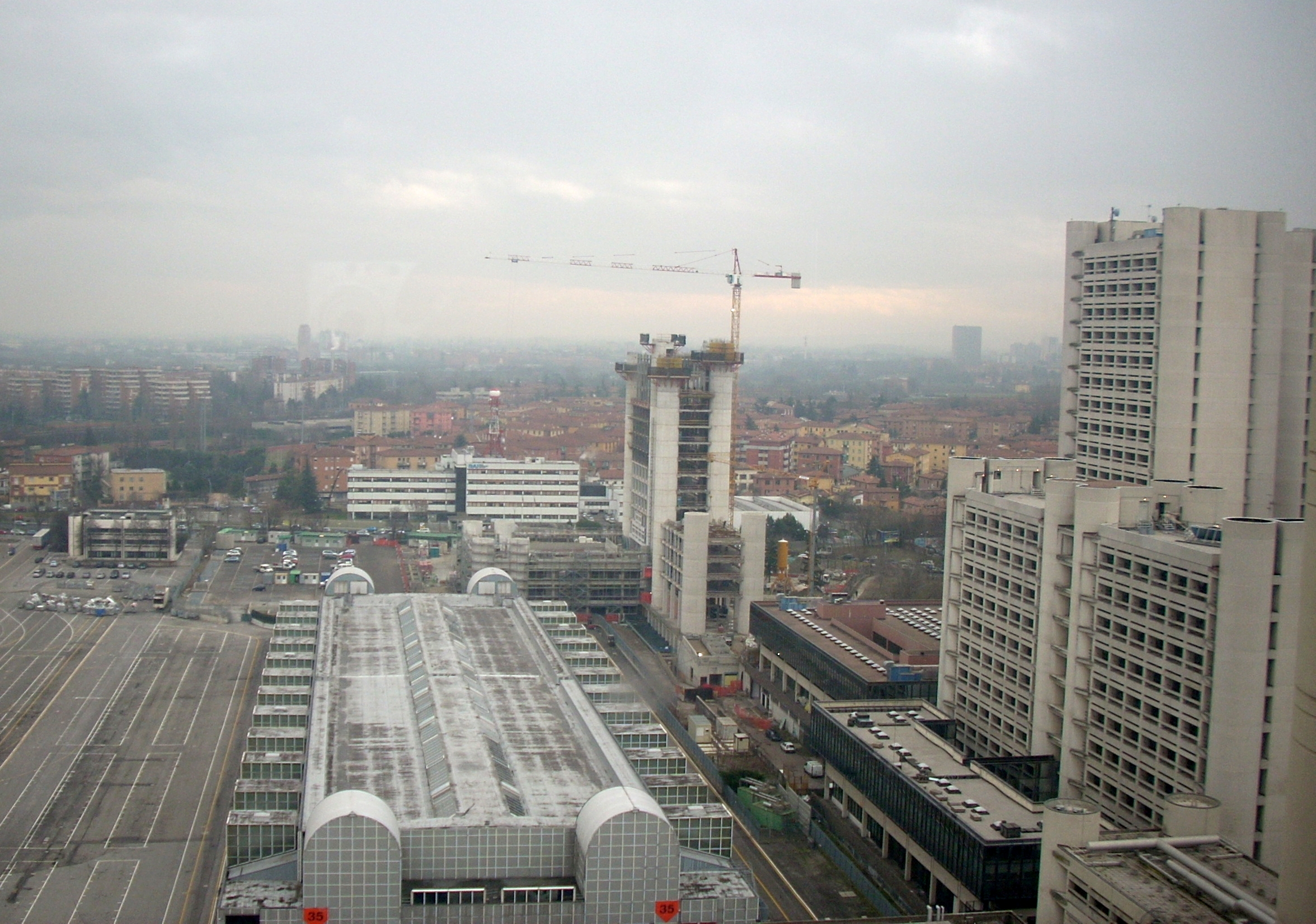
Fiera District: padiglioni e torri di Kenzō Tange

Bologna ospita un'importante rete di industrie meccaniche, elettroniche e alimentari e un gran numero di imprese di artigianato. La città metropolitana ospita, in proporzione, il maggior numero di imprese per abitanti in Italia. La CNA (Confederazione nazionale dell'artigianato e della piccola e media impresa), registra all'inizio del 2007, un numero di 16.500 imprese associate, quantità inferiore solo a quelle di Milano e Roma.
Con un PIL pro capite a parità di potere d'acquisto di 36.941 euro (2013), Bologna risulta essere la 44ª città più ricca d'Europa e la seconda in Italia dopo Milano. Secondo i dati dell'European Regional Economic Growth Index (E-REGI) del 2016, Bologna è la terza città italiana per indice di crescita economica (dopo Milano e Roma) e la 53ª in Europa. Secondo la classificazione del Globalization and World Cities Research Network, Bologna rientra nel novero delle città globali di livello Gamma, terza città italiana dopo Milano e Roma.

### Industria

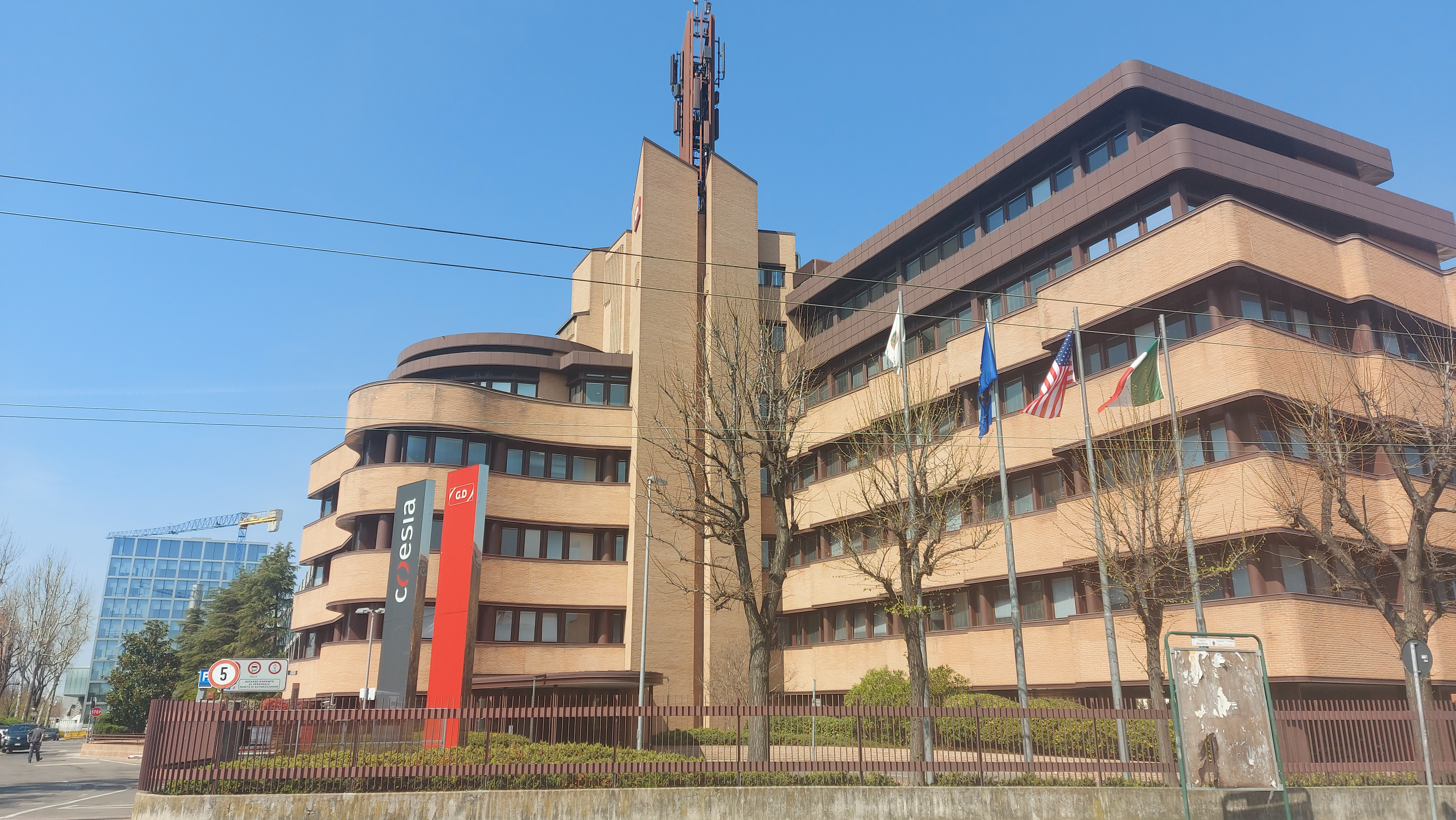
G.D sede centrale del gruppo Coesia

L'industria meccanica fiorì a Bologna già a partire dal XV secolo, principalmente l'industria serica, grazie ai numerosi mulini da seta meccanici alimentati dai canali cittadini, i quali rappresentavano una tecnologia fortemente avanzata per l'epoca. Il numero delle macchine da seta raggiunse le 100 unità nel momento di massima espansione, secoli prima della rivoluzione industriale.
Oggi Bologna si trova al centro di un importantissimo distretto industriale meccanico ed elettromeccanico (e più recentemente meccatronico), affermatosi in particolare in ambito motoristico e del packaging. Nell'ambito dei motori vi hanno sede aziende quali la Ducati, l'Industria Italiana Autobus e la sede italiana della Volvo. Nell'area metropolitana, inoltre, si trovano la Lamborghini (a Sant'Agata Bolognese) e la sede italiana della Saab (a Casalecchio di Reno). A Bologna vennero fondate la Maserati, la Malaguti e la Moto Morini.
Nel settore del packaging, sviluppatosi a partire dagli anni '20, spiccano il gruppo Coesia (G.D - A.C.M.A. Volpak - Cima - Sasib), e, nel territorio metropolitano, l'IMA (a Ozzano) e la Marchesini Group (a Pianoro).
In ambito metalmeccanico vi si trova la Cesab, mentre nella zona metropolitana hanno sede la Malossi e la Minarelli (entrambe a Calderara di Reno), la Marzocchi e la Viro (a Zola Predosa), la Paioli (a Sant’Agata Bolognese), la Bonfiglioli Riduttori a Sala Bolognese . Nel più ampio settore delle produzioni industriali vi è il Gruppo Industriale Maccaferri. Nel settore dei macchinari elettronici e delle macchine automatiche, la Saeco, la Datalogic, la Beghelli e la FAAC.
Fra le industrie agroalimentari di grande rilevanza, a Bologna troviamo: nel settore alimentare la Granarolo, la Fabbri, la Valsoia e l'Eridania. Molte le società disseminate nel territorio metropolitano: a San Lazzaro di Savena il gruppo Conserve Italia (a cui fanno capo la Cirio, la Valfrutta, la Derby Blue, la Yoga e la Jolly Colombani); a Pianoro la Segafredo Zanetti; a Zola Predosa la Montenegro, l'Alcisa; a Crespellano la Majani; ad Anzola dell'Emilia la Carpigiani; a Cereglio la Cerelia Acqua Minerale. Vi si trovano infine le sedi nazionali delle cooperative alimentari Conad e Sigma, mentre nell'adiacente comune di Casalecchio hanno sede la Coop e Despar, e a Funo di Argelato la SISA.

### Commercio

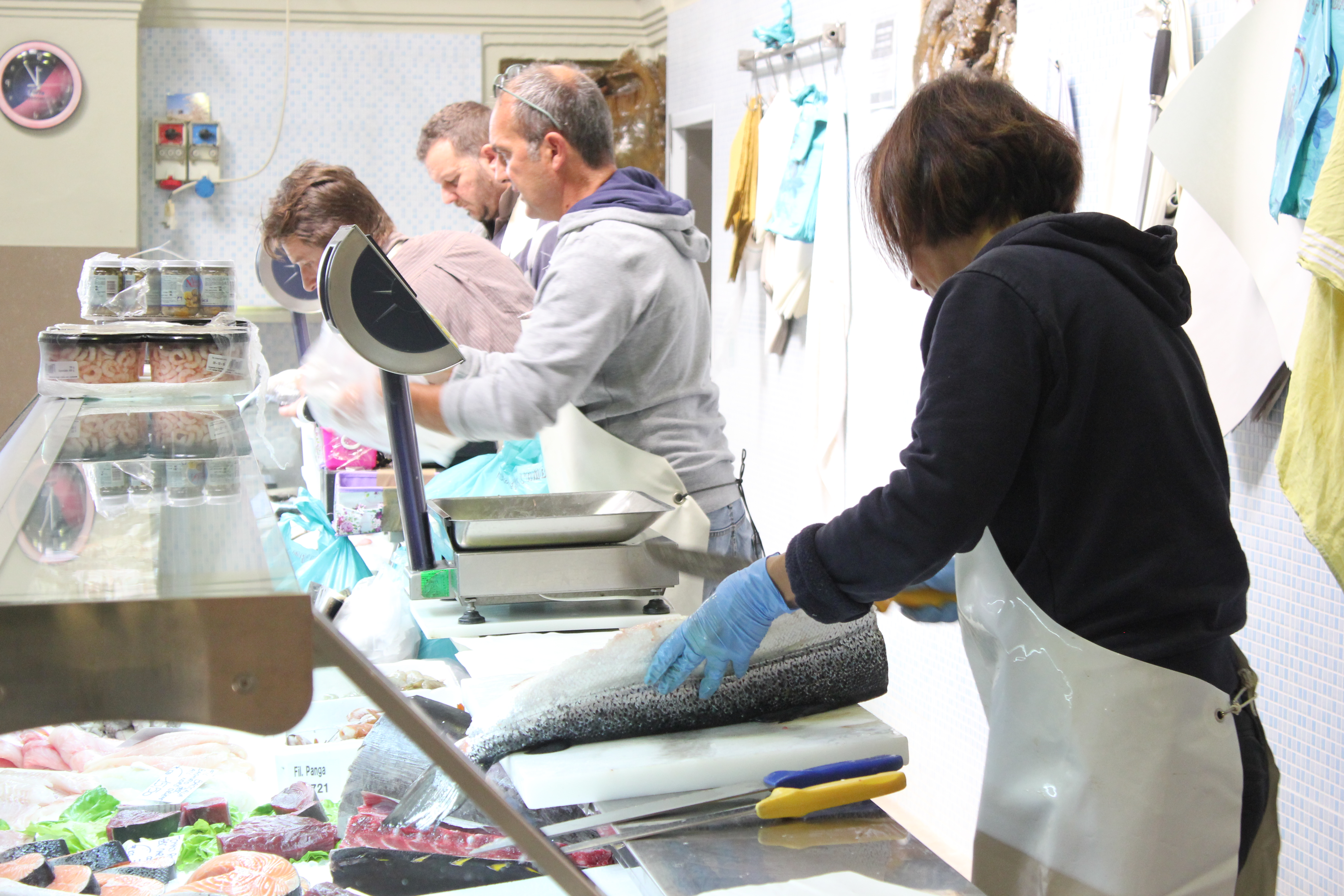
Banco del pesce nel tradizionale Mercato delle Erbe

L'area di Bologna è un polo commerciale di primaria importanza (con il Centergross nell'area metropolitana, che per un lungo periodo è stato dalla fondazione nel 1977 la più grande cittadella commerciale all'ingrosso d'Europa, e l'Interporto).
È un importante centro fieristico che con la Fiera di Bologna ospita numerose fiere di caratura internazionale (Arte Fiera, Saie, EIMA, Cersaie, Cosmoprof, Sana, Fiera del Libro per Ragazzi, Music Italy Show, ecc.). In Italia, BolognaFiere è per fatturato il secondo grande nucleo fieristico dopo Milano.
Grazie alla grande tradizione culinaria, a Bologna sono molto diffusi i negozi di prodotti alimentari. Separato da piazza Maggiore dal Palazzo dei Banchi, si trova ciò che resta dell'antico Mercato di Mezzo, dove le strade portano ancora i nomi degli artigiani che qui, nel Medioevo, avevano ubicato le loro botteghe: via degli Orefici, via Drapperie (sarti), via Pescherie Vecchie, via Clavature (fabbri), via Caprarie (macellai). Un altro storico mercato cittadino è il Mercato delle Erbe.
Sono presenti, inoltre, moltissime attività di abbigliamento, gioielli, artigianato, bistrot, oltre a numerose boutique di alta moda, concentrate in particolar modo fra Galleria Cavour, via Farini, il Pavaglione e via D'Azeglio. Ad esse si aggiunge Corte Isolani, una galleria medievale che collega piazza Santo Stefano a Strada Maggiore, sede di piccole boutique, caffè, ristoranti e un laboratorio di marionette. Altre strade dedicate allo shopping, ma di carattere più mainstream, sono le tre vie che formano la cosiddetta "T": via dell'Indipendenza, via Rizzoli e via Ugo Bassi.
È in notevole crescita il commercio dell'usato. La città metropolitana di Bologna è la provincia in Italia che registra il maggiore aumento di negozi di questo tipo, cresciuto dell'8,3% rispetto al 2009.

### Artigianato
Nel bolognese hanno sede, inoltre, alcune fra le grandi case di moda e pelletteria: Borbonese, La Perla, Les Copains, Bruno Magli, Furla, WP Lavori in Corso (marchi Woolrich e Baracuta), A.Testoni, Elisabetta Franchi, Mandarina Duck, le filiali italiane di Nike e Ralph Lauren ecc.
Oltre che per le attività di abbigliamento e di arredo, Bologna è rinomata anche per la produzione di ceramiche, di mosaici, di mobili d'arte, per la lavorazione del rame e per i laboratori di intagliatori e restauratori di mobili, oreficeria, di tessitura di fiori di seta, di trine all'uncinetto, di liutai.

### Terziario
Nel settore dei servizi ambientali, l'azienda leader nel territorio è Hera. Nel settore immobiliare  l'IGD con la sede operativa; nel settore grafico e stampa la Poligrafici Editoriale; nell'e-commerce la Yoox Net-A-Porter Group.
Nel capoluogo emiliano hanno sede importanti istituti finanziari nazionali e regionali, tra i quali l'Unipol, l'UnipolSai, la Carisbo, la Banca di Bologna, l'EmilBanca - Credito Cooperativo.
Negli ultimi anni nel capoluogo emiliano sono nate numerose start-up nell'ambito delle tecnologie dell'informazione e della comunicazione. Qui ha aperto nel 2013 Working Capital, uno degli acceleratori per imprese di Telecom Italia. Questo proliferare di attività legate al settore informatico ha portato alcuni media a definire Bologna come la Silicon Valley italiana.

### Turismo
Il turismo a Bologna ha visto una forte impennata a partire dal 2015, raggiungendo nel 2019 il record di 2,4 milioni di arrivi, con una crescita pari al 118% rispetto al 2014. 
Nel 2019 i turisti stranieri, principalmente europei, hanno rappresentato il 47% degli arrivi, mentre il rimanente 53% erano turisti italiani.
Un tale incremento di presenze turistiche si è verificato a seguito della firma di convenzioni commerciali con la compagnia aerea low-cost Ryanair, l'istituzione nel 2014 su iniziativa della Camera di Commercio della società di promozione turistica "Bologna Welcome srl", a cui hanno fatto seguito numerose campagne di marketing incentrate su "cibo, musica e motori".
Il rapido e massiccio aumento di presenze turistiche ha tuttavia anche portato con sé le tipiche ricadute negative del turismo di massa, come il congestionamento del centro, la proliferazione di ristoranti turistici di dubbia qualità e minimarket (anche a danno di botteghe storiche), l'istituzione di biglietti d'ingresso per diversi monumenti, nonché uno spiccato aumento dei costi degli immobili.

#### Terme
A Bologna e nell'area metropolitana sono presenti diversi stabilimenti termali. I primi impianti dell'area risalgono ai tempi degli antichi Romani.

## Infrastrutture e trasporti
La città e la sua area metropolitana sono poste al centro dei traffici dell'Italia produttiva. In linea generale si può affermare che questa funzione di crocevia è resa possibile dalla particolare posizione geografica che, pur collocandola al margine meridionale della Pianura Padana, la pone, quasi come punto di passaggio obbligato, al centro delle vie di comunicazione che collegano il Nord dell'Italia col Mezzogiorno, sia attraverso la direttrice "adriatica" da Torino, Milano, il Veneto fino alla Puglia, assai più rilevante per traffico di quella "tirrenica" da Genova a Roma, sia attraverso la cosiddetta "dorsale appenninica" per Firenze e Roma (che sfrutta, almeno nel primo tratto, la storica ed importante via di penetrazione appenninica rappresentata dalla valle del fiume Reno): infatti proprio queste due direttrici s'incontrano a Bologna.

### Strade

Il nodo autostradale di Bologna

Nel nodo autostradale di Bologna confluiscono la A1 (Autostrada del Sole Milano-Firenze-Roma-Napoli), la A14 (Autostrada Adriatica Bologna-Ancona-Taranto) e la A13 (Bologna-Padova). Il raccordo autostradale che circonda la città a ovest, nord ed est è affiancato per circa 22 km dalla tangenziale di Bologna.
La densità di traffico è una delle più elevate d'Italia e anche l'ambiente e la qualità dell'aria ne risentono fortemente: all'inquinamento proprio del traffico di una città metropolitana di un milione di abitanti si aggiunge quello prodotto dal traffico di transito.
Al fine di decongestionare il traffico e potenziare il raccordo autostradale e della tangenziale, è stata realizzata una terza corsia dinamica sulla A14 e i semafori all'innesto degli svincoli della tangenziale con strade urbane sono stati sostituiti con rotatorie. Al 2024 è in costruzione, inoltre, il cosiddetto Passante di Bologna, che consiste in un ampliamento in sede dell'attuale infrastruttura costituita da autostrada e tangenziale.
Altre strade importanti che toccano la città sono la Strada statale 9 Via Emilia, che la collega con numerosi capoluoghi dell'Emilia-Romagna, oltre che con Lodi e Milano; la Strada statale 253 San Vitale, che la collega con Ravenna; la Strada statale 65 della Futa, che la collega con Firenze; e la Strada statale 64 Porrettana, che proviene da Pistoia e prosegue per Ferrara.

### Ferrovie

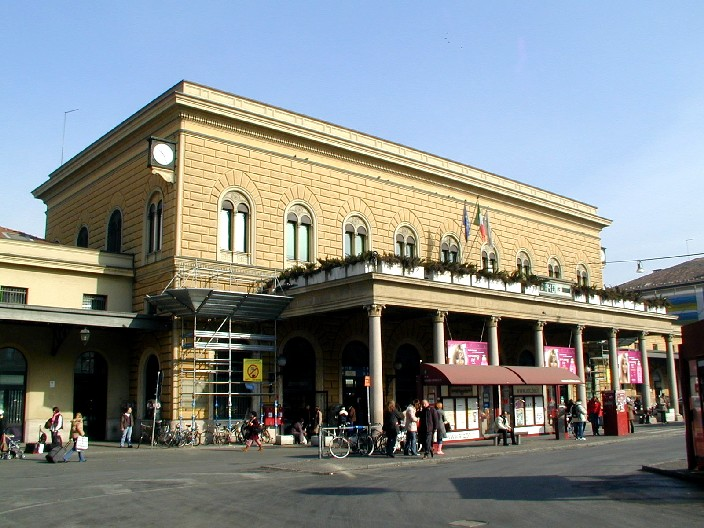
Stazione di Bologna Centrale

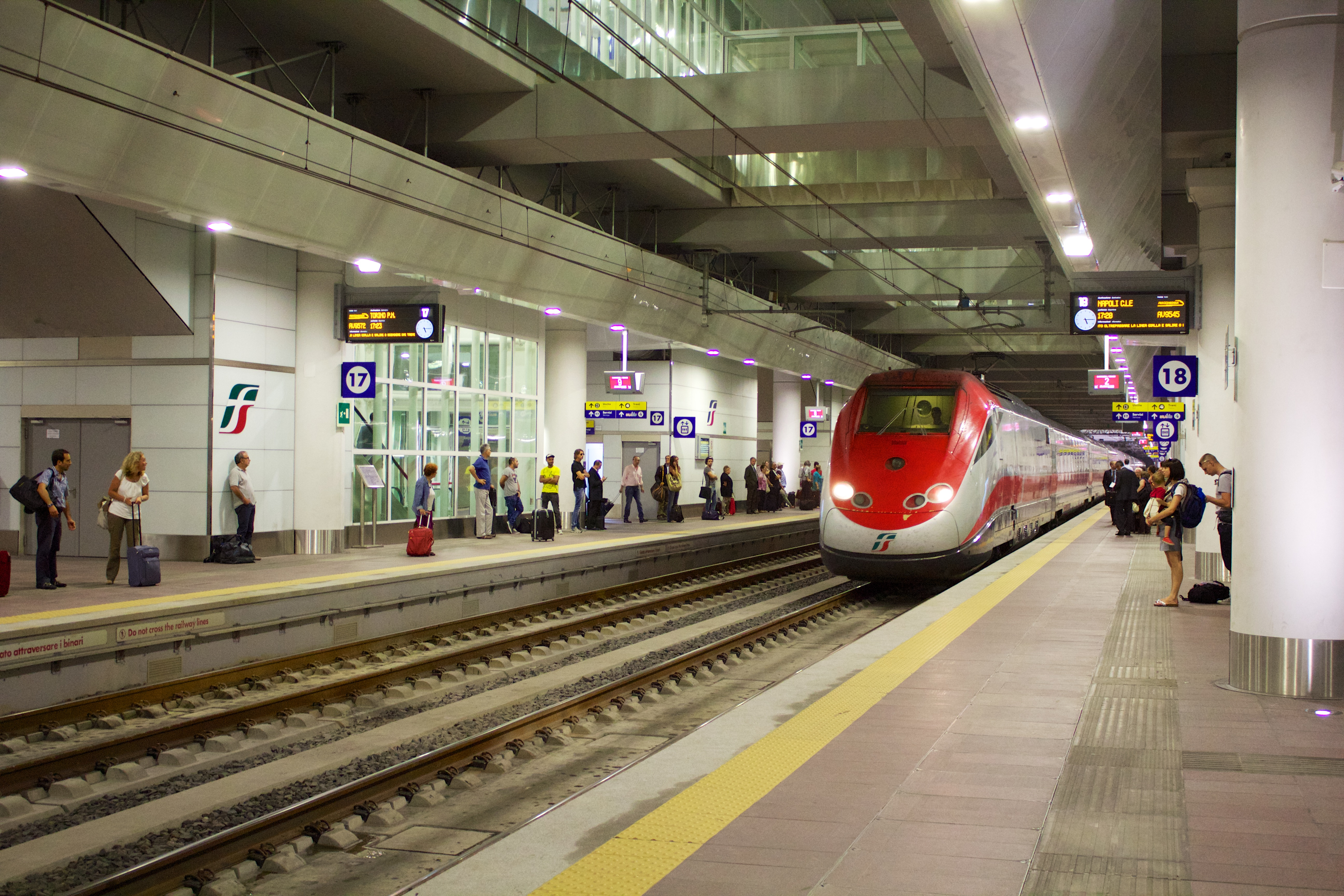
Stazione sotterranea di Bologna centrale AV

Bologna costituisce un nodo ferroviario di rilevanza nazionale, attraverso il quale si stima che transiti oltre l'85% del traffico nazionale fra Nord e Sud, escludendo i traffici via La Spezia (per Milano e la Francia) e quelli via Ravenna - Ferrara.
La principale stazione ferroviaria è la stazione di Bologna Centrale, fra le più grandi stazioni italiane per traffico passeggeri (circa 58 milioni all'anno) e per numero di treni giornalieri in transito. Le ferrovie offrono servizi su scala metropolitana, regionale, nazionale e internazionale, con collegamenti diretti per Zurigo, Monaco di Baviera e Vienna.
Le linee ferroviarie di rilevanza nazionale che si attestano a Bologna Centrale sono:
- la Bologna-Milano (che collega le città capoluogo emiliane, con l'eccezione di Ferrara), affiancata dalla corrispondente linea ad alta velocità;
- la Bologna-Ancona-Bari (che collega le città capoluogo romagnole, con l'eccezione di Ravenna, per poi seguire l'intera lunghezza della costa adriatica verso sud fino in Puglia);
- la Bologna-Firenze-Roma (Direttissima), affiancata dalla corrispondente linea ad alta velocità, che prosegue oltre Firenze per Roma e Napoli;
- la Bologna-Verona, che la collega anche al Trentino-Alto Adige e al Nord Europa;
- la Bologna-Venezia, che la collega anche al Friuli-Venezia Giulia e all'Est Europa;

Le altre linee di importanza regionale che si attestano a Bologna Centrale sono:
- la Bologna-Porretta Terme-Pistoia (detta "Porrettana"), realizzata nel 1864. Fino alla costruzione nel 1934 della "Direttissima", era la linea principale di collegamento fra Nord e Sud Italia;
- la Bologna-Portomaggiore;
- la Bologna-Casalecchio-Vignola, che condivide l'infrastruttura della Bologna-Porretta da Bologna fino a Casalecchio.

Bologna presenta inoltre una linea ferroviaria di cintura, adibita principalmente al trasporto merci.

#### Servizio ferroviario metropolitano
Il Servizio ferroviario metropolitano di Bologna è un servizio ferroviario suburbano a elevata frequenza, che utilizza linee ferroviarie convergenti nella città di Bologna. È identificato dall'acronimo SFM o anche solo con la lettera "S". Questo servizio dispone attualmente di 12 fermate nel comune di Bologna e oltre 80 all'interno dell'area urbana di Bologna e della città metropolitana, con una rete di circa 350 km ed un flusso giornaliero stimato in 83.000-85.000 passeggeri (rilevazione anno 2019), ed è quindi utile anche per spostamenti all'interno della città.

### Aeroporti
L'Aeroporto Guglielmo Marconi di Bologna nel 2023 era il sesto aeroporto italiano per numero di passeggeri. L'importanza dell'aeroporto (il cui bacino d'utenza è stimato in almeno dieci milioni di persone) è dovuto prevalentemente alla posizione nel "baricentro produttivo" d'Italia. Oltre alla sua funzione al servizio dell'intera zona produttiva emiliana e marchigiana, l'aumento delle rotte da parte di compagnie aeree low cost e la realizzazione della linea ad Alta Velocità per Firenze hanno portato ad un massiccio aumento dell'utenza turistica. L'aeroporto è collegato alla stazione di Bologna Centrale tramite il Marconi Express, un people mover sopraelevato che impiega 7 minuti per compiere il tragitto.

### Mobilità urbana

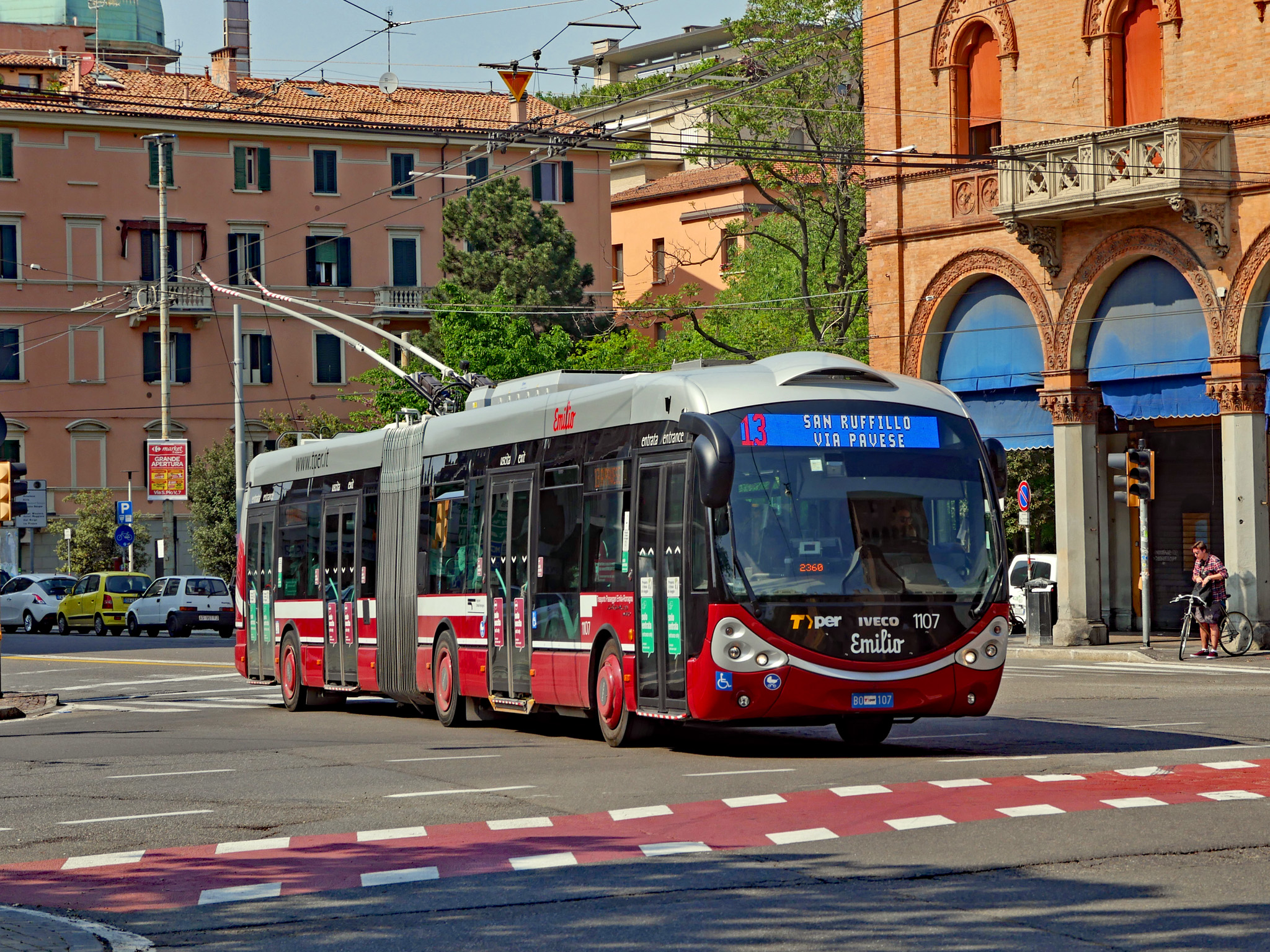
Filobus Iveco Bus Crealis Neo 18 a Bologna

I trasporti pubblici urbani sono gestiti da Trasporto Passeggeri Emilia-Romagna (TPER), che offre un servizio di autobus e filobus, con linee urbane, suburbane e extraurbane. Alcune linee sono state appaltate da Tper ad alcune compagnie tra cui Autoguidovie, SACA, COSEPURI e altre aziende minori.
È attualmente in costruzione la rete tranviaria di Bologna. I lavori sono stati avviati ad aprile 2023, con entrata in funzione prevista nel 2026.
A Bologna sono attivi servizi di car sharing (Io Guido e Enjoy, con auto a benzina, e Corrente, con auto e scooter elettrici) e due servizi di bike sharing (gestiti rispettivamente da Mobike e TPER). Dalla primavera 2010 è in funzione in centro un servizio gratuito di taxi su bici, chiamato Bi-Bo.

### Piste ciclabili

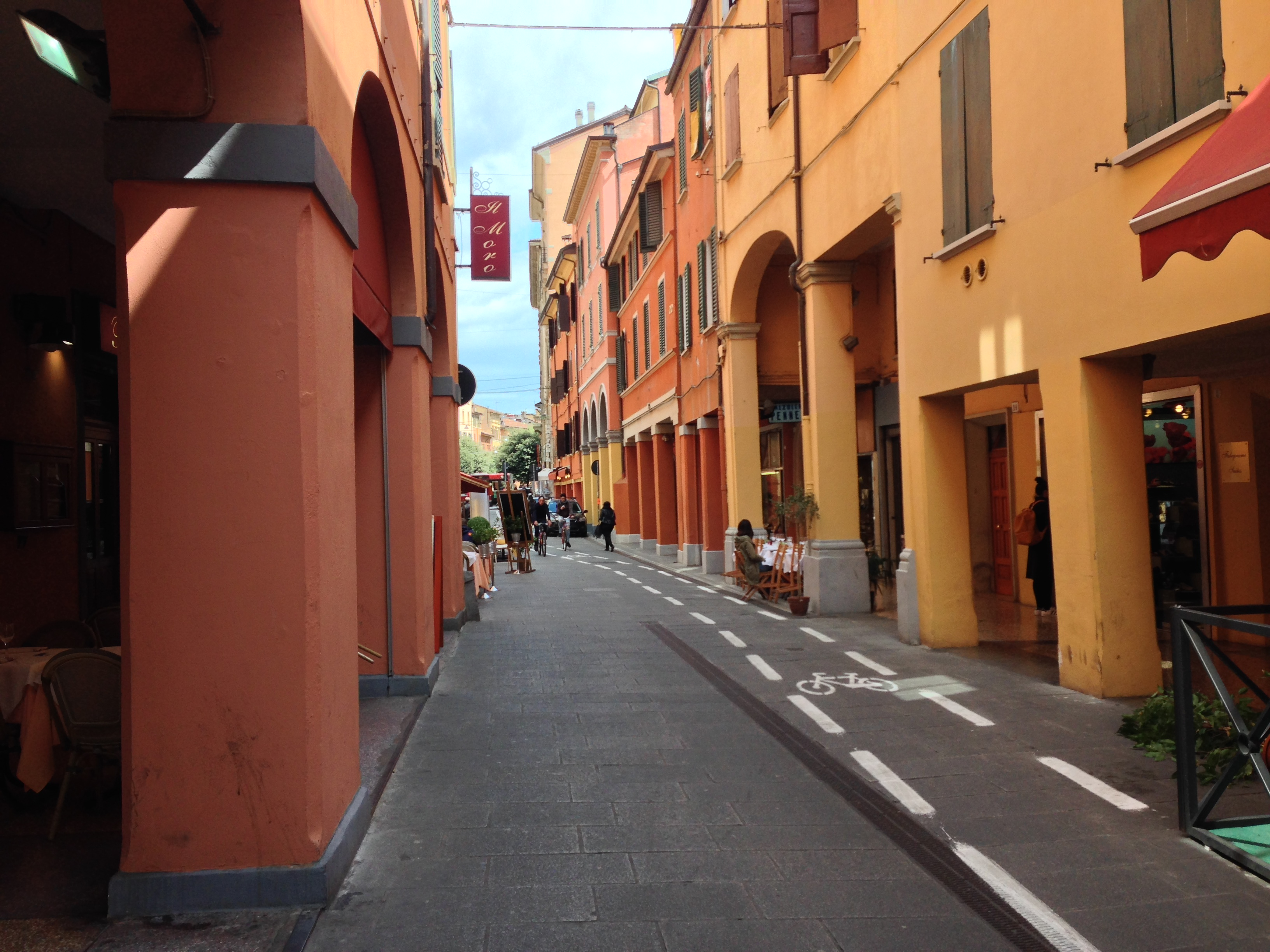
Pista ciclabile in via dei Falegnami

Bologna dispone di una fitta rete di piste ciclabili. A giugno 2022, la rete ciclabile urbana misura circa 200 km, di cui 120 km in sede protetta, 50 km di percorsi ciclabili in carreggiata e 30 km di percorsi verdi (in aree verdi o fluviali). Entro il 2024 è già prevista e finanziata la realizzazione di 50 ulteriori km di piste ciclabili.
La rete ciclabile portante è identificata dai percorsi della Bicipolitana, la rete ciclabile della città metropolitana di Bologna. Dei 32 percorsi identificati dalla Bicipolitana, 10 sono percorsi radiali che partono dal centro di Bologna e altri 2 sono percorsi tangenziali che circondano la città di Bologna, tra cui la Tangenziale delle biciclette, inaugurata nel 2015, che segue il percorso dei viali di circonvallazione intorno al centro storico.
La linea 2 della Bicipolitana comprende il tratto bolognese della Ciclovia del Sole, parte del corridoio ciclabile europeo EuroVelo 7, che percorre l'Europa da nord a sud.
Il Piano Urbano della Mobilità Sostenibile pone come obiettivo, per il 2030, che il 18% degli spostamenti interni al comune di Bologna avvenga in bicicletta.

## Amministrazione
Per tutta la sua storia democratica, l'amministrazione cittadina si è distinta per il suo orientamento politico di sinistra. Nel 1914 il Partito Socialista vinse a larga maggioranza le prime elezioni amministrative a suffragio universale maschile con il motto elettorale "Pane e alfabeto", portando alla prima giunta socialista di Francesco Zanardi. L'avvento del regime fascista portò all'abolizione degli organi democratici comunali, reistituiti solo dopo la Liberazione con l'introduzione del suffragio universale. Il primo sindaco del dopoguerra fu Giuseppe Dozza, nominato nel 1945 dal Comitato regionale di liberazione nazionale Emilia e Romagna e confermato alle prime elezioni amministrative a suffragio universale del 1946. Da allora, con la sola parentesi del 1999-2004 (che vide a capo della giunta di centro-destra Giorgio Guazzaloca), i cittadini hanno eletto amministrazioni di sinistra o centro-sinistra, tanto da far assumere all'appellativo "Bologna la rossa" un significato politico.
Bologna è stata caratterizzata da un'alta partecipazione politica dei cittadini, riscontrabile nell'alta affluenza elettorale, storicamente oscillante fra l'80% e il 70%. Una forte battuta d'arresto si ebbe alle elezioni comunali del 2016, alle quali si registrò un'affluenza inferiore al 60%, ulteriormente abbassatosi alla successiva tornata elettorale nel 2021, fermandosi al minimo storico di 51%. Bologna si colloca assai sopra la media nazionale anche per partecipazione delle donne nell'amministrazione, con ben 60% di elette nel Consiglio Comunale nel 2016.

### Consolati

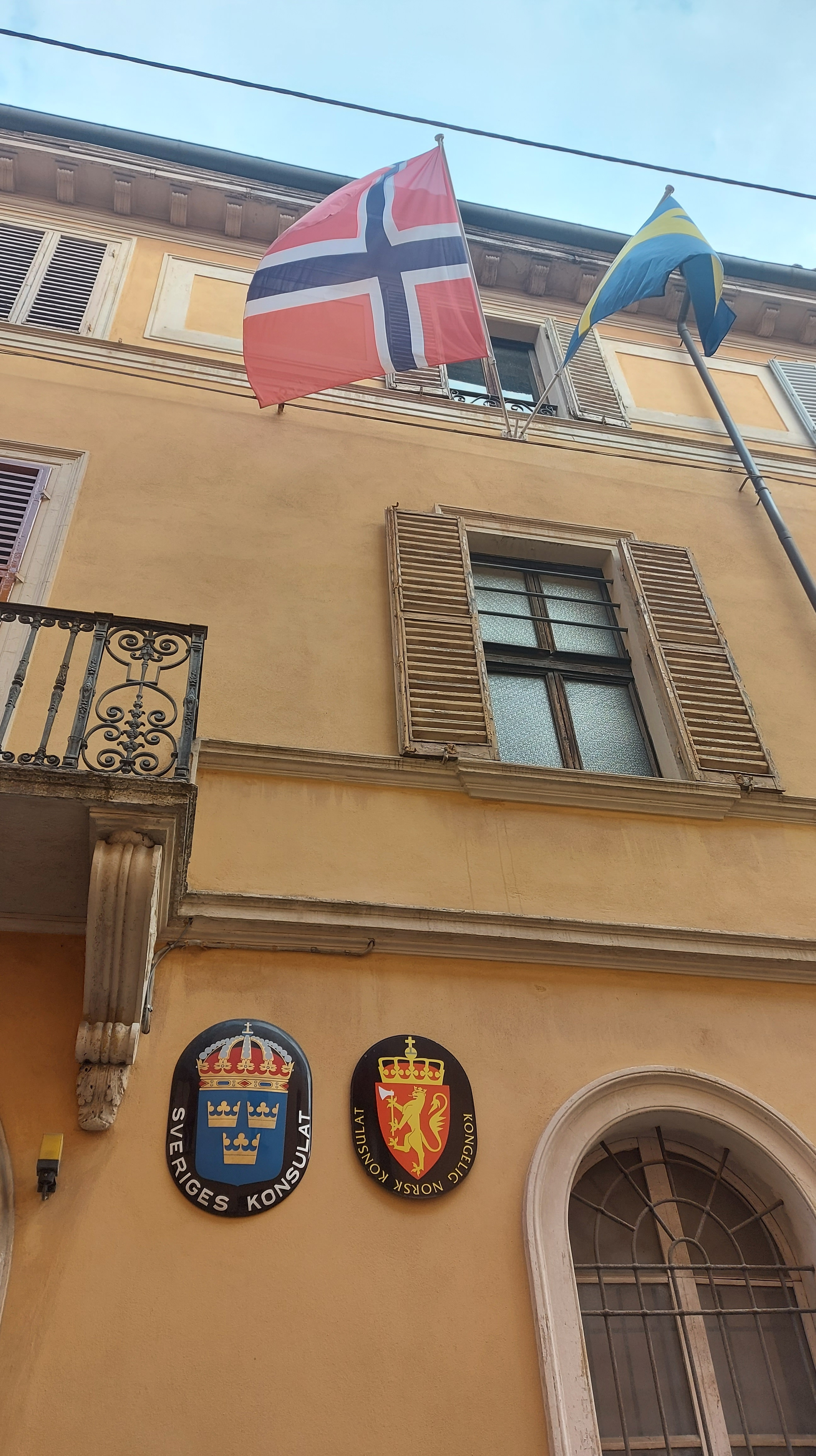
Sede dei consolati onorari di Svezia e Norvegia a Bologna

A Bologna sono presenti i consolati generali di Marocco, Romania e Tunisia. Vi si trovano inoltre i seguenti consoli onorari: Austria, Bulgaria, Costa Rica, Finlandia, Francia, Grecia, Malta, Messico, Monaco, Montenegro, Norvegia, Paesi Bassi, Polonia, Portogallo, Regno Unito, San Marino, Spagna, Sudafrica, Svezia, Svizzera, Ungheria, Uruguay.

### Gemellaggi
Bologna è gemellata con tredici città estere e tre comuni italiani:
- Lipsia, dal 3 maggio 1962
- Zagabria, dal 5 maggio 1963
- Charkiv, dal 5 agosto 1966
- Valencia, dal 27 marzo 1976
- San Fele, dal 27 gennaio 1981
- Salonicco, dal 29 ottobre 1981
- Tolosa, dal 23 novembre 1981
- Coventry, dal 21 aprile 1984
- St. Louis, dal 30 luglio 1987
- San Carlos, dal 21 maggio 1988
- La Plata, dal 23 novembre 1988
- Saint-Louis, dal 9 dicembre 1991
- Tuzla, dal 21 luglio 1994
- Portland, dal 28 aprile 2004
- Bari, dal 18 novembre 2009[182][183]
- Pollica, dal 23 giugno 2012[184]

Inoltre sono stati sottoscritti vari protocolli di cooperazione con le città di:
- Barcellona, dal 26 novembre 2018
- Belo Horizonte, dal 10 ottobre 1997
- Chengdu, dal 15 luglio 2019
- Chongqing, dal 1989
- Craiova, dal 26 gennaio 2006
- Firenze[186]
- Hamamatsu, dal 23 aprile 2014
- Itabashi, dal 7 luglio 2005
- Le Kef, dal 2020
- Meknès, dal 2020
- Nižnij Novgorod, dall'8 ottobre 1998. Relazioni inattive dal 2001.
- Torino[187]
- Seongnam, dal 23 novembre 2015
- Seul, dal 5 novembre 2013
- Siviglia, dal 12 ottobre 2007

## Sport

### Calcio

Il Bologna campione d'Italia nel 1964.

Ha sede in città il Bologna Football Club 1909, sette volte campione d'Italia, vincitore per tre volte della Coppa Italia e per tre volte della Coppa dell'Europa Centrale. Nel suo palmarès figurano anche una Coppa Intertoto, una Coppa di Lega Italo-Inglese e un Torneo Internazionale dell'Expo Universale di Parigi 1937. Milita in Serie A.

### Pallacanestro
A Bologna la pallacanestro è uno sport molto radicato. Negli anni novanta la città si è guadagnata l'appellativo di Basket City ("la città della pallacanestro") grazie alla contemporanea militanza ai vertici dell'Europa delle due squadre bolognesi: la Virtus, vincitrice di 17 Scudetti e 2 Eurolega-Coppa Campioni, e la Fortitudo, che ha vinto per due volte il campionato italiano.
Il basket femminile è stato rappresentato ad alti livelli dalla selezione femminile della Virtus che ha militato nella massima serie negli anni 2020, e dalla Libertas Basket Bologna, in Serie A2 dal 1993 al 2015.
Nel capoluogo emiliano hanno sede i principali enti che organizzano i campionati di pallacanestro italiani e l'All-Star Game: la Lega Basket e la Lega Nazionale Pallacanestro.

### Pallavolo
La Zinella Volley ha vinto il campionato italiano nel 1984/85, la Coppa Italia nel 1983/84, la Coppa delle Coppe nel 1986/87 e una Coppa di Lega nel 1985/86. In seguito viene acquisita dalla società Pallavolo San Lazzaro, che a sua volta, a inizio 2019, confluisce nella nuova Geetit Pallavolo Bologna insieme ad altre 6 società del territorio. Nel campionato 2021-2022 milita in serie A3.

### Baseball
Bologna vanta una notevole tradizione nel baseball, con diverse squadre che militano o hanno militato nella massima serie italiana, tra cui spicca la Fortitudo Baseball Bologna, vincitrice di 14 scudetti e 6 coppe dei campioni.

### Sport motoristici
Rilevante nell'ambito degli sport motoristici è la Ducati Corse, scuderia bolognese di motociclismo, campione in MotoGP nel 2007, 2022, 2023 e 2024.

### Sulla città
- (EN) Bologna, in Catholic Encyclopedia, New York, Encyclopedia Press, 1913.
- Le torri di Bologna: Quando, come e perché. Banca Popolare di Milano, 1989.
- Matteo Marchesini, Perdersi a Bologna, Edizioni Interculturali, 2006, Roma.
- Renato Zangheri, Bologna, Laterza, 1986.
- Paola Bonora e Pier Luigi Cervellati (a cura di), Per una nuova urbanità. Dopo l'alluvione immobiliarista (brossura), 1ª ed., Reggio Emilia, Diabasis, novembre 2009,  p. 216, ISBN 978-88-8103-655-4.
- Valentina Ridolfi, Bologna 2000 Città europea della cultura: esperienza positiva e riferimento utile per un sistema culturale dell'Emilia-Romagna (Firenze: Alinea, 2006), Quaderni del Circolo Rosselli: 95 n.s., 4, 2006.

### Sui teatri e sulla musica
- Corrado Ricci, I teatri di Bologna nei secoli XVII e XVIII, Successori Monti, 1888.
- Corrado Ricci, I teatri di Bologna nei secoli XVII e XVIII: storia aneddotica, A. Forni, 1965.
- Antonello Lombardi, Bologna. Guida turistica ai luoghi della musica, Ut Orpheus Edizioni, 2006. ISBN 88-8109-455-X